# Павел I
Па́вел I Петро́вич (20 сентября [1 октября] 1754, Санкт-Петербург — ночь с 11 на 12 [24] марта 1801, Санкт-Петербург) — император Всероссийский (1796—1801). Великий магистр Мальтийского ордена (1798—1801). Второй представитель династии Гольштейн-Готторп-Романовых на русском троне. Родоначальник Российского императорского дома. Сын Петра III и Екатерины II . Внук герцогини Голштинской Анны Петровны, дочери Петра Великого. Правнук Петра I. Отец трёх российских официальных императоров: Александра I, Константина I и Николая I.
Во внутренней политике Павел I ограничил крепостничество: запретил отнимать детей и жён у крепостных, дал крепостным первый выходной день — воскресенье и уменьшил их принудительную бесплатную работу на бар до трёх дней в неделю. Император проводил курс на централизацию и дальнейшую бюрократизацию управления, ограничение привилегий дворянского сословия; в области военного строительства ориентировался на прусскую модель, стремясь к профессионализации войска; во внешней политике участвовал в создании контрреволюционной 2-й антифранцузской коалиции, но в 1800 году вышел из неё и начал проводить политику сближения со ставшей наполеоновской Францией против Англии.
Павел I присоединил мирным путём Грузию, Аляску и Алеутские острова к Российской империи.
Император ввёл серебряный стандарт российского рубля, в десять раз снизил расходы на содержание своего двора, в два раза — расходы на флот и сократил армию. Реформированные самим императором армия и флот через два года под руководством Суворова и Ушакова вместе с австрийскими и турецкими союзниками одержали выдающиеся победы на суше и на море над революционными войсками Франции.
Проводимая Павлом I политика ограничения дворянских свобод и привилегий, вызывавшие широкое отторжение дворянским офицерским корпусом военные преобразования, внешнеполитическая переориентация на союз с Францией после прихода к власти в ней Наполеона Бонапарта, строгость и необычность ряда мер, а также некоторые свойства его характера привели к широкому недовольству в среде офицеров гвардии и придворных сановников. В ходе осуществления заговора, целью которого было принудить императора к отречению от престола и который был сформирован с согласия его сына и наследника престола, Павел I был убит в вспыхнувшей драке с группой нетрезвых гвардейских офицеров в Михайловском замке в ночь с 11 на 12 марта 1801 года.
Оценка правления императора его современниками и более поздними авторами неоднозначна, поскольку сводилась к различным стереотипам — от «безумного тирана» до «Русского Гамлета», «царя-рыцаря», «Дон-Кихота на троне» и даже «Святого Царя-мученика».

## Наследник

### Рождение

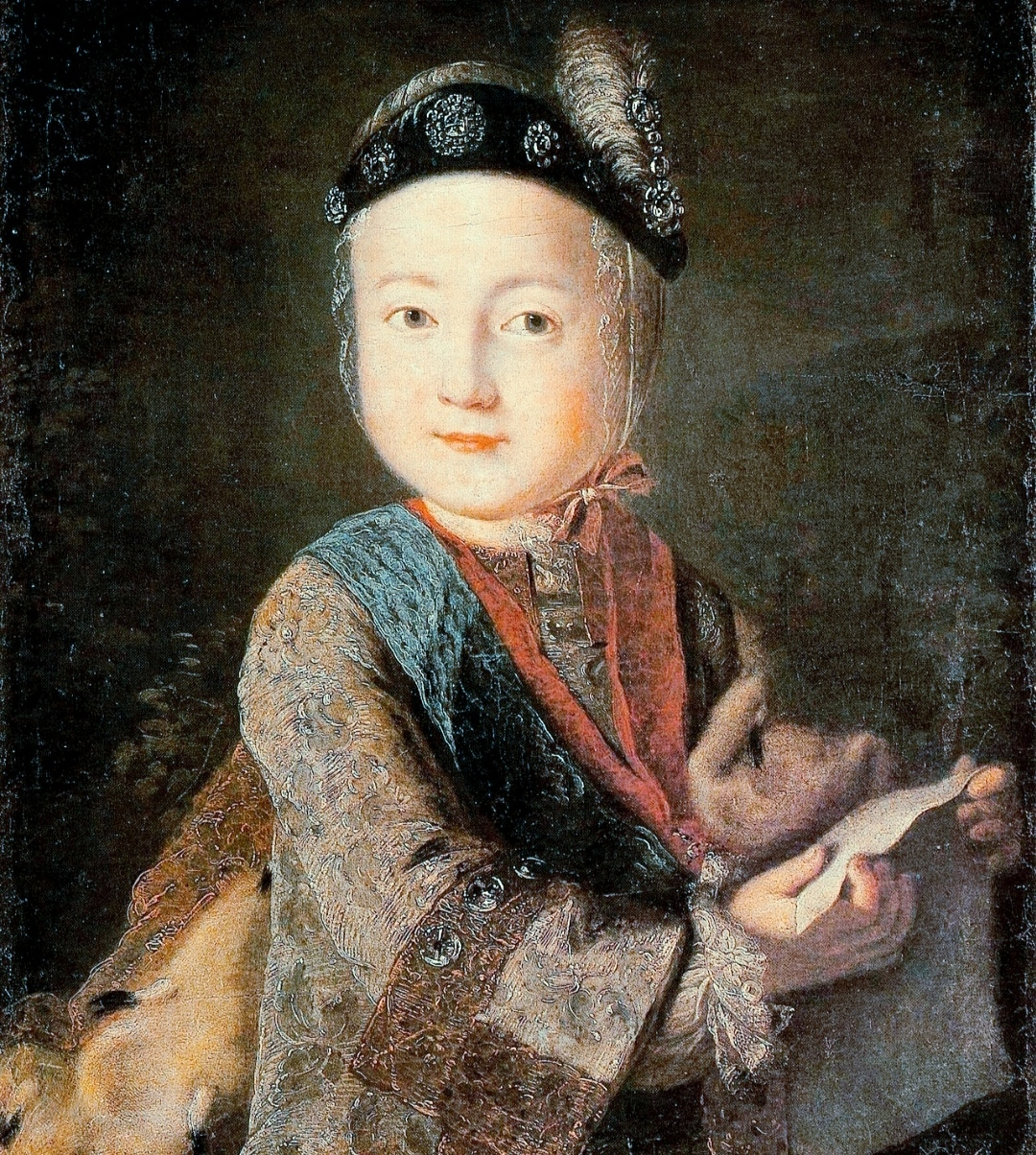
Портрет Павла в детстве неизвестный художник, 2-я половина 18 века

Его Императорское Высочество Государь Великий князь Павел Петрович родился 20 сентября 1754 года в Петербурге, в Летнем дворце Елизаветы Петровны. Крещён 25 сентября её духовнико́м, протоиереем Фёдором Дубянским.

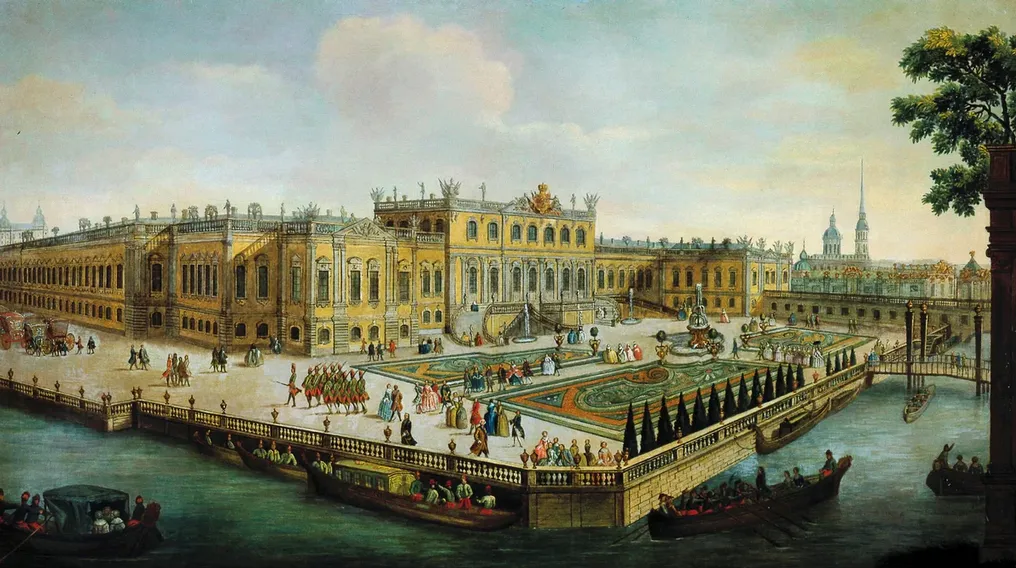
Летний дворец на реке Фонтанке(слева) и реке Мойке (справа), место рождения императора Павла

Имя Павел при крещении было дано ему по велению императрицы Елизаветы. Елизавета Петровна взяла воспитание внучатого племянника под свой полный контроль, а родителей отстранила сразу после его рождения. Екатерина смогла увидеть Павла лишь через 40 дней. Гиперопека двоюродной бабушки-императрицы и отсутствие постоянного контакта с матерью и отцом привели к расстройству нервной системы мальчика с раннего детства.
Несмотря на внешнее сходство Павла с отцом (и типичный для севера Германии Y-гаплотип у прямых мужских потомков сына Павла — Николая I), впоследствии при дворе ходили ложные слухи, что ребёнок был зачат Екатериной от своего фаворита Сергея Салтыкова. Слухи подпитывало то обстоятельство, что мальчик появился на свет через десять лет брака, когда многие уверились в бесплодности этого союза (свет на бездетность брака Екатерина проливает в своих мемуарах, в которых намекает, что до хирургической операции её муж страдал от фимоза). Павел с детства очень любил лошадей, став в будущем прекрасным наездником и их знатоком.

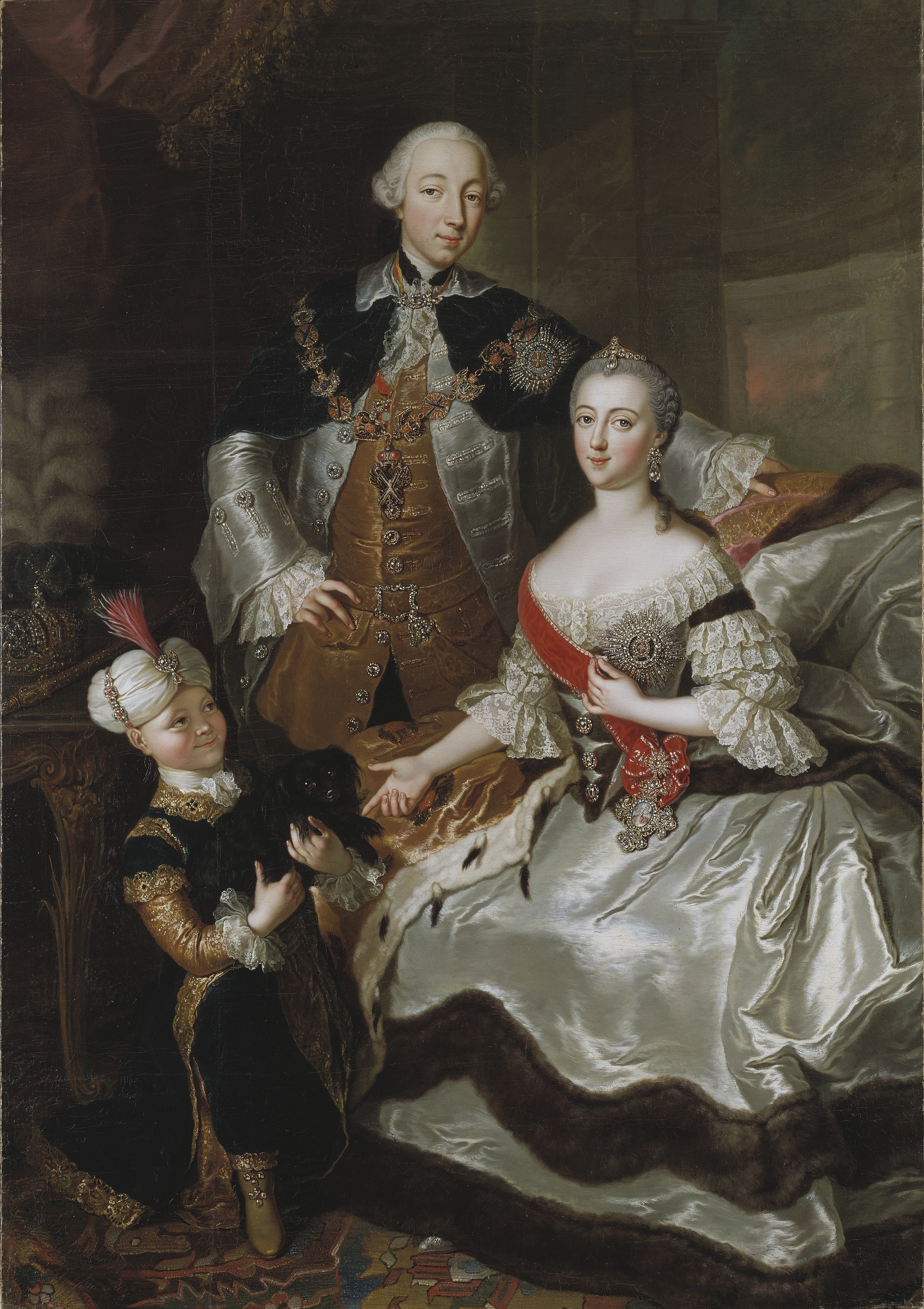
Семейный портрет Павла с собачкой на руках, авторство Анны Розины Де Гаск, хранится в шведском замке Грипсхольм

### Воспитание, вопрос престолонаследия
Первым воспитателем Павла стал близкий к Шуваловым дипломат Фёдор Дмитриевич Бехтеев, прививший Павлу любовь к чтению, которая сохранилась на всю его жизнь, чему способствовал будущий уединённый образ жизни наследника престола. Мальчик любил читать французских просветителей Дидро, Монтескьё и Вольтера (особенно его «Историю Российской империи в царствование Петра Великого»). Он хорошо освоил латынь, французский и немецкий языки, преуспевал в математике, изучал танцы и военные упражнения. Образование царевича считалось образцовым для эпохи. В 1766 году Екатерина II приобрела для него библиотеку в 36 тысяч томов из наследства академика Корфа.
В 1760 году Елизавета Петровна заменила заболевшего и вскоре умершего главного наставника, предписав последующему основные параметры обучения в своей инструкции. По её выбору им стал Никита Иванович Панин, бывший посол России в Швеции и сторонник конституционной монархии. Он станет в будущем одним из участников заговора с целью свержения отца Павла — Петра III. Панин обозначил весьма обширный круг тем и предметов, в которых, по его мнению, должен был разбираться царевич. Им был назначен ряд «учителей-предметников». Среди них были глава шифровальной службы Российской империи профессор Эпинус (преподавал математику и физику), будущий Митрополит Платон (преподавал Закон Божий), танцовщик и балетмейстер Пьер Гранже (преподавал танцы), композитор Винченцо Манфредини (преподавал игру на клавесине и теорию музыки; позднее композитор даже посвятил царевичу Павлу свою книгу «Правила гармонические или мелодические», Венеция, 1775).

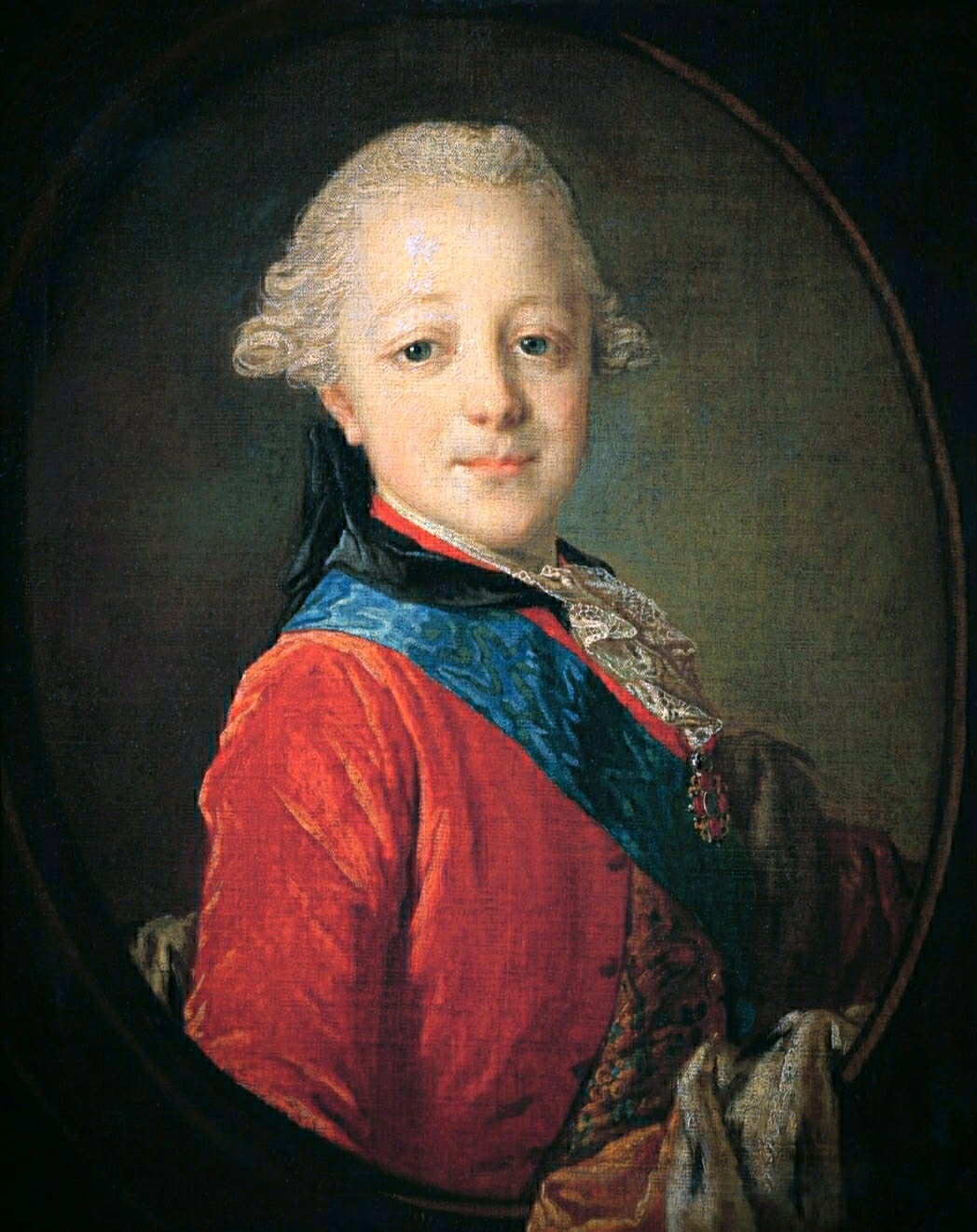
Портрет царевича Павла в возрасте семи лет с небесно-голубой муаровой андреевской лентой, в мундире артиллериста и со сложенной внизу горностаевой мантией. Фёдор Рокотов, 1761 г. Государственный Русский музей, Санкт-Петербург

Один из младших наставников Павла, преподаватель естественной истории Семён Порошин, в 1764—1765 годах вёл дневник, ставший впоследствии ценным историческим источником по истории двора и для изучения личности царевича.
Когда Павлу исполнилось семь лет, умерла императрица Елизавета Петровна, и он получил возможность постоянно общаться с родителями. Хотя, став государем и будучи очень занятым государственными делами и музыкальной деятельностью, Пётр III относительно мало уделял внимания сыну, его биограф Георг Гельбиг описывал, что Пётр III проявлял к Павлу отцовскую нежность.
С восьми лет Павел проходил военно-морскую подготовку под руководством генерал-интенданта флота И. Л. Голенищева-Кутузова и генерал-фельдмаршала по флоту И. Г. Чернышёва. Сопровождал мать-императрицу в инспекциях военных гаваней и военно-морских учебных заведений.
Для девятилетнего наследника корабельный мастер Потап Качалов построил 12-пушечную двухмачтовую яхту «Щастiе» (названа так мальчиком).
В 11 лет Павел основал на Каменном острове приют для инвалидов флота. На его содержание он полностью перечислял своё адмиральское жалованье, часть которого шла на поддержку новых сирот морских офицеров до их зачисления в Морской кадетский корпус на казённое содержание. 
Уже в юные годы Павла стала занимать идея рыцарства.

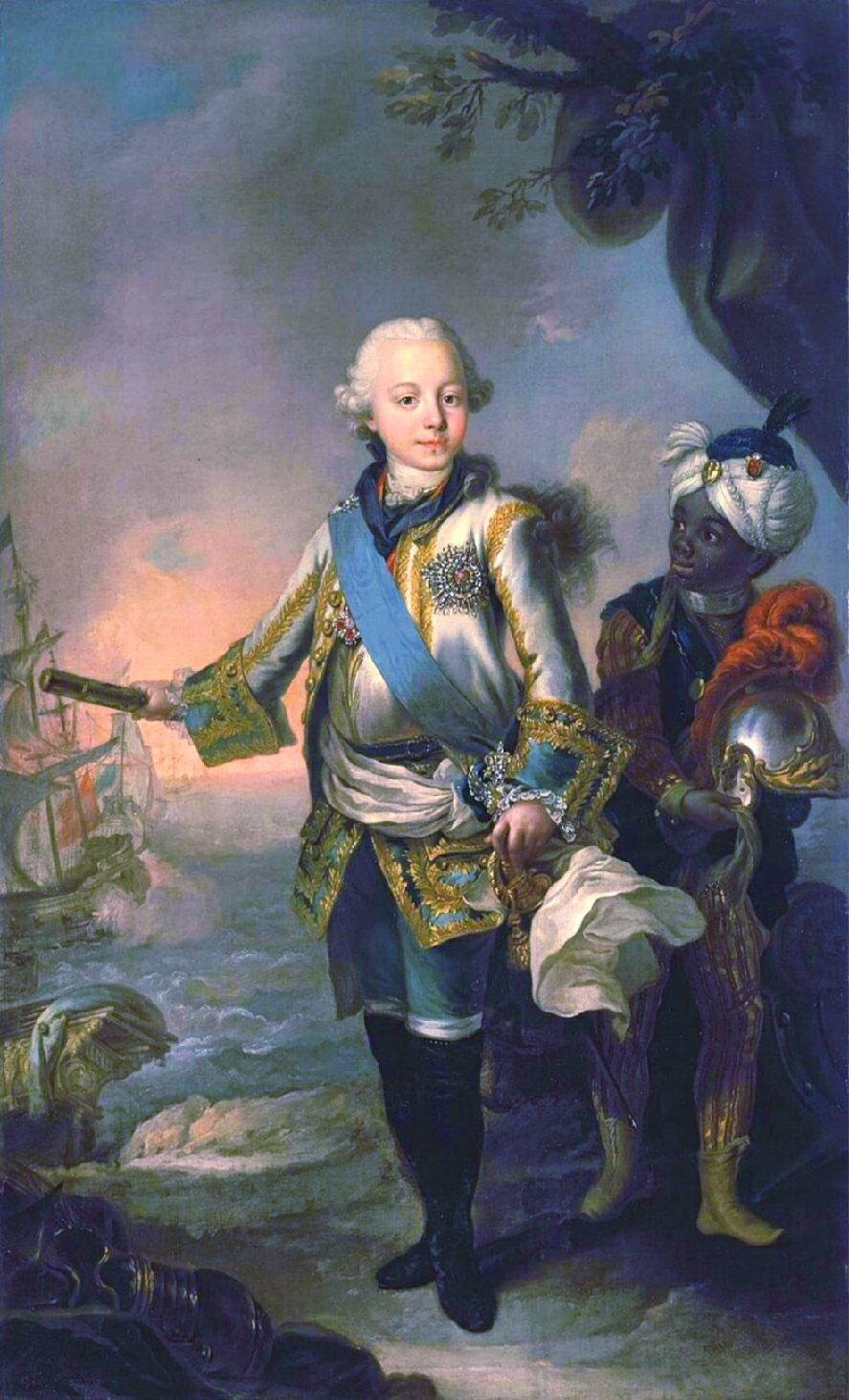
Юный наследник в мундире генерал-адмирала флота, нагрудном доспехе — кирасе и с рыцарским шлемом. Через плечо надета небесно-голубая муаровая андреевская кавалерская лента. Портрет работы Стефано Торелли, 1765 г. Государственный Эрмитаж, Санкт-Петербург.

С 1730-х годов масонство считали преемником христианских рыцарей, строителей и защитников храмов Иерусалима. Поэтому юный наследник заинтересовался как древними орденами, так и масонством. Предположительно, в 1777 году, во время визита в Санкт-Петербург шведского короля Густава III — главы масонской ложи и кузена Екатерины II, князь Куракин организовал тайную встречу, где наследника приняли в масоны. В более зрелые годы Павел охладел к масонству под давлением матери.
Музыка с детства была важной частью досуга Павла. Он играл на клавишных и более всего любил играть на флейте, пел французские песни и оперные итальянские арии, собирал ноты и либретто, посещал придворные концерты и спектакли.
Музыка расцвета барокко сопровождала его при дворах в Ораниенбауме, на Каменном острове, в Павловске и Гатчине.
Великий князь хорошо танцевал. Однажды в балетном представлении, поставленном в дворцовом театре хореографом Гильфердингом, юный Павел станцевал свою партию столь замечательно, что заслужил длительные громкие аплодисменты.
Павел с детства прекрасно рисовал, занимаясь с художником А. Грековым, и со своим воспитателем С. А. Порошиным посещал Академию художеств. Уже в десять лет он получил от Академии художеств диплом «Почётного любителя художеств» в признание своих успехов.

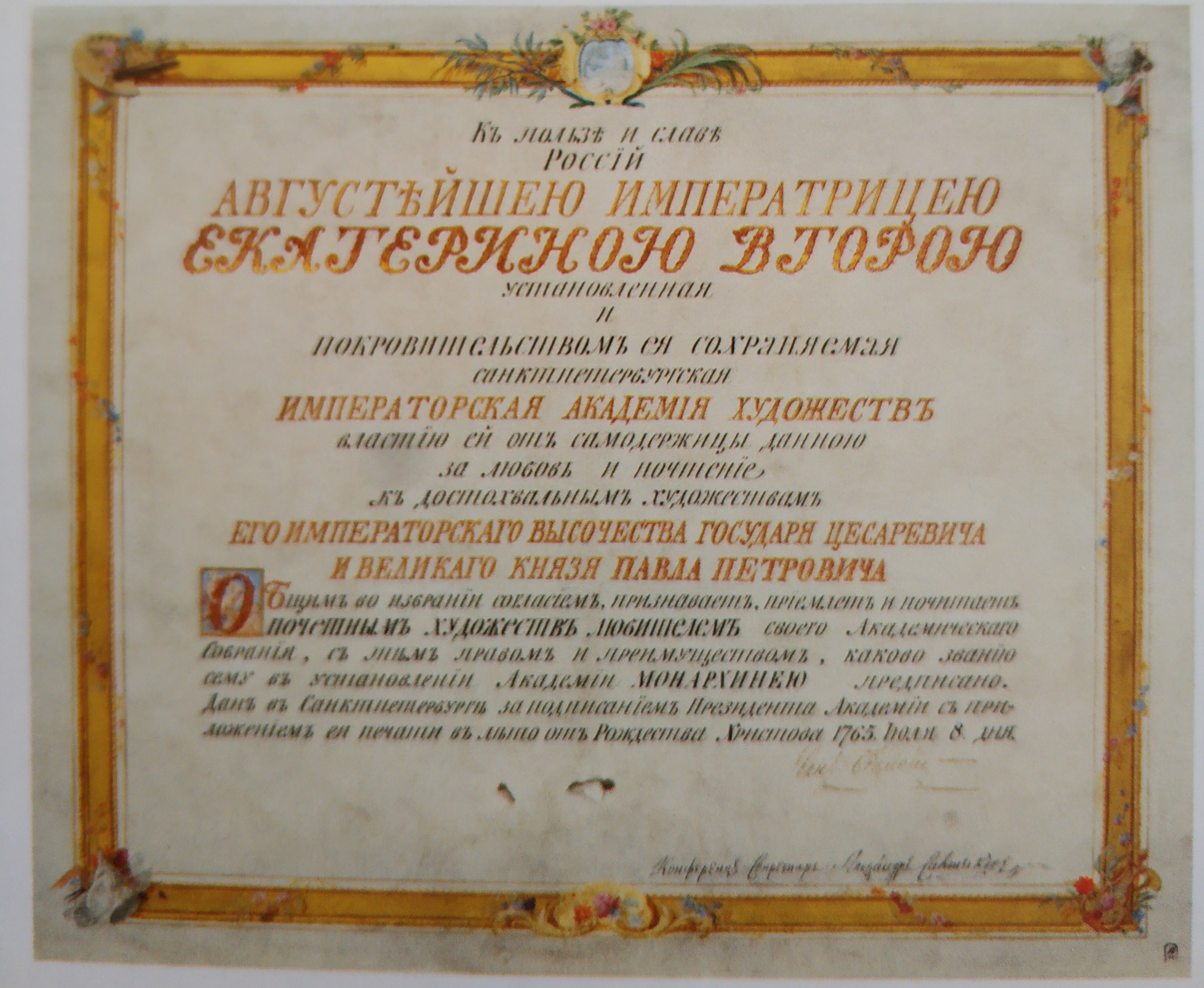
Диплом Великому князю Павлу Петровичу от Академии художеств, 8 июля 1765 г.

Чаще всего Павел предпочитал работать в технике акварель или сангина.

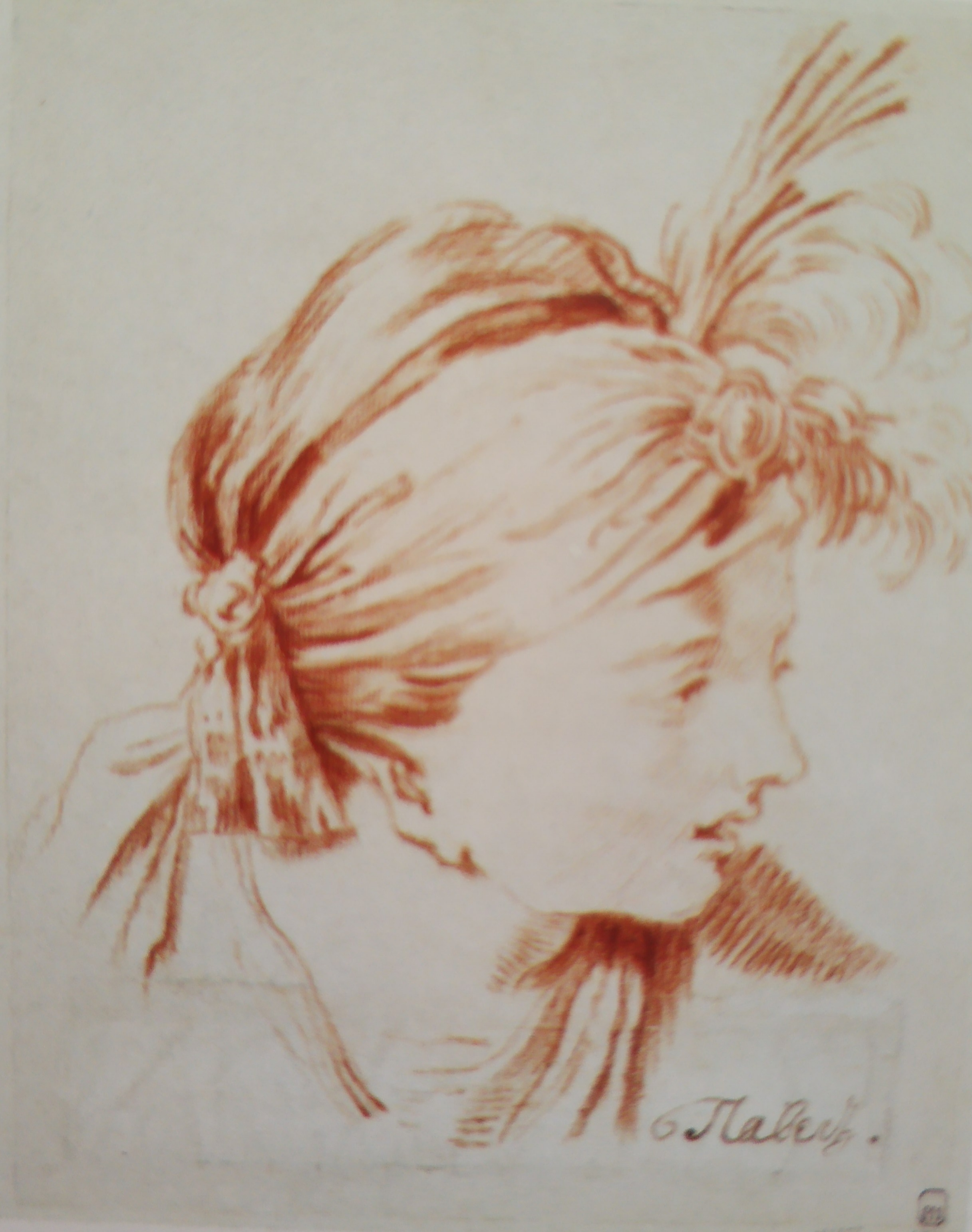
Великий князь Павел Петрович. Женская голова в тюрбане с украшением из перьев – эспри. Копия с Ван Лоо. 1764 г. Бумага, сангина, 24,9х16. Государственный Русский музей, Санкт-Петербург

Уже став императором, в 1798 году Павел прикажет составить подробные каталоги живописных полотен, рисунков и гравюр из собраний императорских резиденций, включая бесценную коллекцию Эрмитажа, чтобы систематизировать и сохранить богатое художественное наследие империи.
С юности царевич имел особую склонность к архитектуре. Ещё маленьким мальчиком Павел любил рассматривать эстампы, ведуты и иллюстрированные альбомы с видами памятников архитектуры и чертежами строений. В 11 лет он познакомился с архитектором В. И. Баженовым, который давал ему уроки зодчества
.
В 1765 году сказали, что ему, как немецкому (голштинскому) принцу, должно быть особенно важно избрание нового императора в Священной Римской империи, а он на это ответил: «Что вы ко мне пристали, какой я немецкий принц, я великий князь российский».
В одиннадцать лет царевич перенёс первую серьёзную болезнь, которая сопровождалась судорогами. Сохранить жизнь Павлу тогда удалось только путем операции на горле. Из-за болезни произошло сокращение нервов на лице царевича. 
Весной 1768 г. эпидемия черной оспы достигла Петербурга. Смертность от болезни была почти 20 % , а среди детей ещё в два раза выше, выжившие оставались обезображенными на всю жизнь. Для защиты императорской семьи и популяризации прививок Екатерина II решилась на рискованную процедуру вариоляции (она состояла в прививке оспенного гноя из созревшей пустулы больного натуральной оспой, приводящей к заболеванию оспой в лёгкой форме с риском смертности в 2 %). До открытия Дженнером безопасного метода прививки коровьей оспой оставалось ещё тридцать лет.
Личный пример императрицы и цесаревича имел огромное значение и способствовал успешной борьбе с оспой. Для поощрения вакцинации были учреждены награды и отчеканена медаль «Собою подала пример». Димсдейл написал «Официальное наставление о прививании оспы», впоследствии включенное в Полное собрание законов Российской империи.
В шестнадцать лет Павел заболел снова и очень тяжело неизвестной болезнью, почти неделю находясь на грани жизни и смерти, что чуть не вызвало династический кризис. В результате этих загадочных опасных болезней в последующем внешность Павла постепенно начала меняться в худшую сторону. Согласно свидетельствам светлейшего князя и сенатора Лопухина – отца фаворитки Павла Анны Лопухиной, сам император рассказывал девушке, что эти странные болезни были последствиями попыток его отравить в юности. 
Согласно мнению известного русского психиатра Ковалевского, Павел страдал ещё и падучей болезнью (эпилепсией), в детстве проявлял судорожные припадки и в нём проявлялись черты эпилептического характера.
Достигнув совершеннолетия, великий князь по настоянию матери уступил 5 октября 1773 года свои права на отеческие владения в Шлезвиг-Гольштейнском герцогстве, к которым принадлежали города Киль, Апенраде и Ноймюнстер, датскому королю Кристиану VII — взамен графств Ольденбург и Дельменхорст в Северной Германии, от которых также был вынужден отказаться 14 декабря того же года в пользу своего родственника, родного дяди его матери — герцога Фридриха Августа, любекского протестантского епископа.

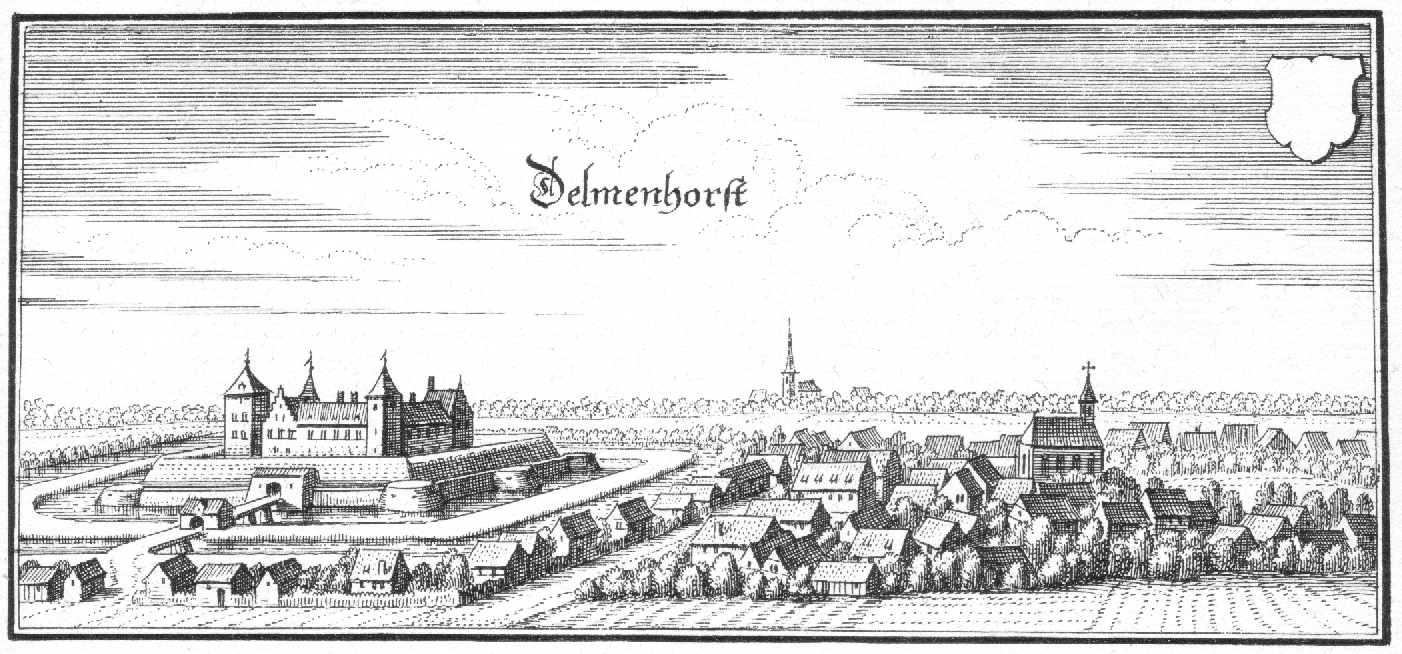
Замок в Дельменхорсте, на который Павла уговорили поменять отцовские наследственные вотчины в Шлезвиге и Гольштейне и который в результате всё равно был отобран у Павла матерью

После очень тяжёлой болезни шестнадцатилетнего Павла, когда у Екатерины II появились сомнения, «упрочит ли брак Царевича, вследствие слабости его здоровья, порядок престолонаследия в государстве, на фрейлину Софью Степановну Черторыжскую (в девичестве Ушакову), сговорчивую бездетную двадцатипятилетнюю генеральскую вдову (дочь писателя Степана Фёдоровича Ушакова — новгородского, а затем петербургского губернатора и сенатора), возложено было поручение испытать силу своих прелестей над сердцем великого князя».
В 1772 году от юного Павла у этой молодой женщины родился незаконнорождённый сын Семён, которого императрица взяла к себе во дворец на воспитание и дала ему фамилию «Великий». Пять лет, до рождения первого законного сына Павла — Александра, Семён Великий оставался относительной гарантией власти для его царственной бабушки на случай внезапной кончины Павла. Мальчик ни в чём не нуждался и имел всё самое лучшее. Но о том, кто его родители, Семёну не говорили.
Вскоре после рождения сына Софья вышла вторым браком за графа Петра Кирилловича Разумовского, обер-камергера, второго сына гетмана, генерал-фельдмаршала, Президента Академии наук Разумовского Кирилла Григорьевича. Брак был счастливый, но бездетный.

#### Отношения с матерью — Екатериной II

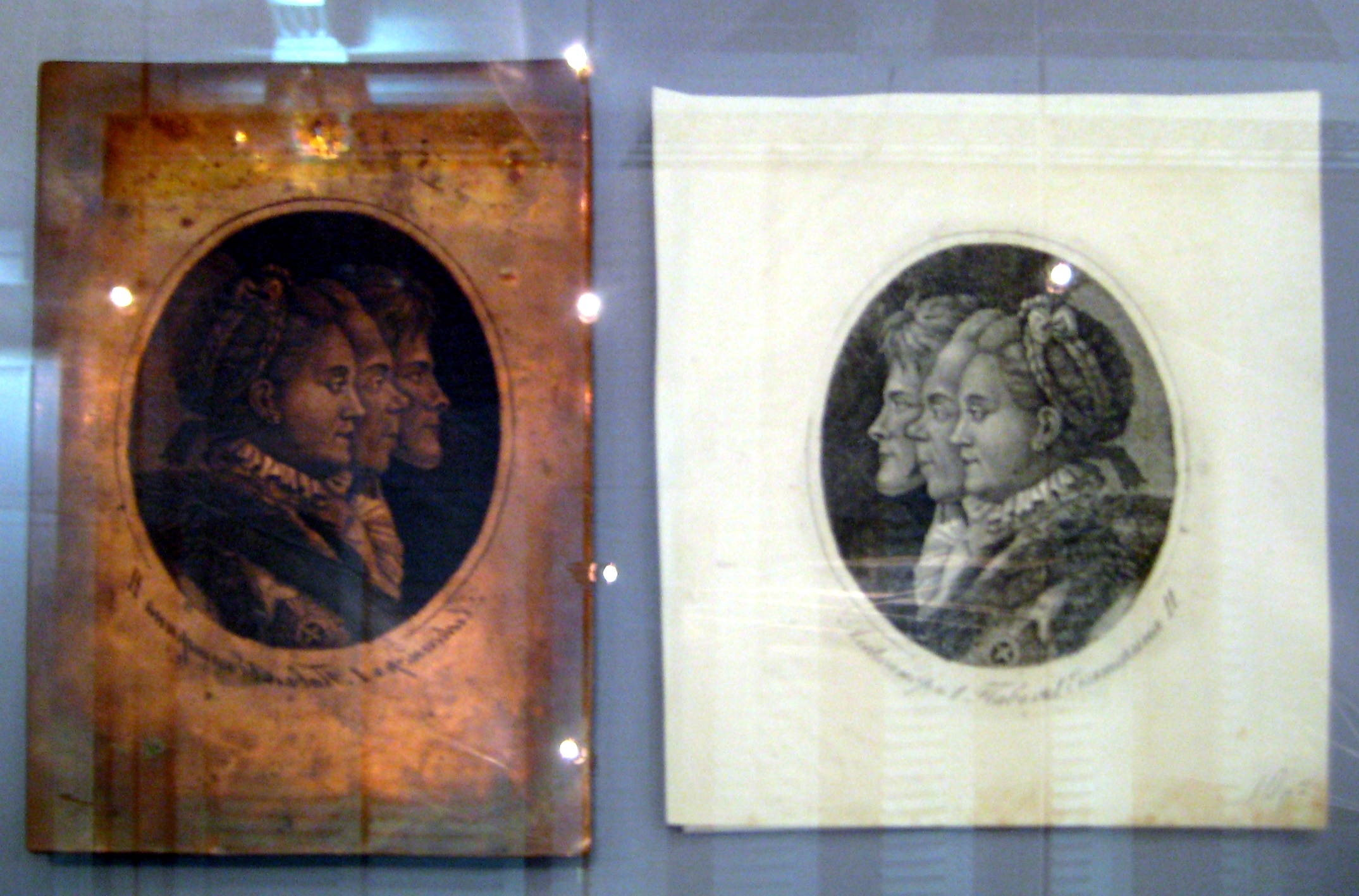
Екатерина II с сыном и старшим внуком. Гравюра и медная доска для её печати.

Когда Павлу было восемь лет, его мать Екатерина, опираясь в основном на Измайловский лейб-гвардии полк (в котором служили братья Орловы), осуществила переворот, вскоре после которого отец Павла, Петр III, при не вполне выясненных обстоятельствах внезапно умер. При этом в гвардии в течение нескольких месяцев ещё существовало сильное возмущение случившимся переворотом, и Екатерина была вынуждена раздать боевые патроны только одному Измайловскому полку, чьи офицеры, под влиянием братьев Орловых, её безоговорочно поддержали.
При вступлении на престол Екатерины войска присягали не только ей самой, но и наследнику Павлу Петровичу. Есть сведения, что в преддверии венчания на царство Екатерина дала письменное обязательство о передаче короны Павлу по достижении совершеннолетия, впоследствии уничтоженное ею. В действительности она не собиралась поступаться полнотой своей власти и делиться ею ни в 1762 году, ни позже, когда Павел повзрослел. Все недовольные Екатериной и её правлением в такой ситуации возлагали свои надежды на Павла как единственного законного наследника престола.
В апреле 1771 года восставшие ссыльные на Камчатке во главе с Морицем Августом Бенёвским присягнули шестнадцатилетнему Павлу как императору и привели к такой присяге всех жителей Большерецкого острога. Бенёвский и капитан Степанов от имени всех восставших написали, огласили и отправили в столицу «Объявление в Сенат», в котором говорилось о беззакониях, которые чинили в России императрица Екатерина, её двор и фавориты. В «Объявлении» упоминалось о том, что «законный государь Павел Петрович» неправильно лишён престола, о бедствиях российского народа и несправедливости распределения общественных благ, гнёте самодержавия и бюрократического строя, мешающего развитию ремёсел и торговли. «Объявление» — уникальное совместное политическое обвинение узурпировавшей трон Екатерины от имени дворянства и простого народа.
Предводитель Крестьянской войны 1773—1775 годов в России Емельян Пугачёв, выдававший себя за «спасшегося за морем» царя Петра III, постоянно упоминал наследника как своего сына, имея его детский портрет и «знамя с голштинским гербом».
Павел воспитывался как наследник престола, но чем старше он становился, тем дальше его держали от государственных дел.
После рождения у Павла старшего сына, наречённого Александром, Екатерина рассматривала возможность передачи престола любимому внуку в обход нелюбимого сына. Накануне смерти Екатерины некоторые придворные будто бы ждали обнародования манифеста об отстранении Павла, заключении его в эстляндском замке Лоде и провозглашении наследником Александра. Существовало мнение, что манифест (завещание) Екатерины самолично уничтожил кабинет-секретарь Александр Безбородко, что позволило ему получить при новом императоре высший чин канцлера. Однако, согласно указу Петра I от 1722 года, завещание имело силу только при обнародовании при жизни монарха. Екатерина II, зная это, вряд ли пошла бы на такой рискованный шаг.
Сложные отношения с матерью, во многом связанные с наглым поведением по отношению к наследнику престола её многочисленных молодых фаворитов и ходившими слухами об убийстве матерью его отца, не помешали испытывать Павлу по отношению к матери глубокие родственные чувства.

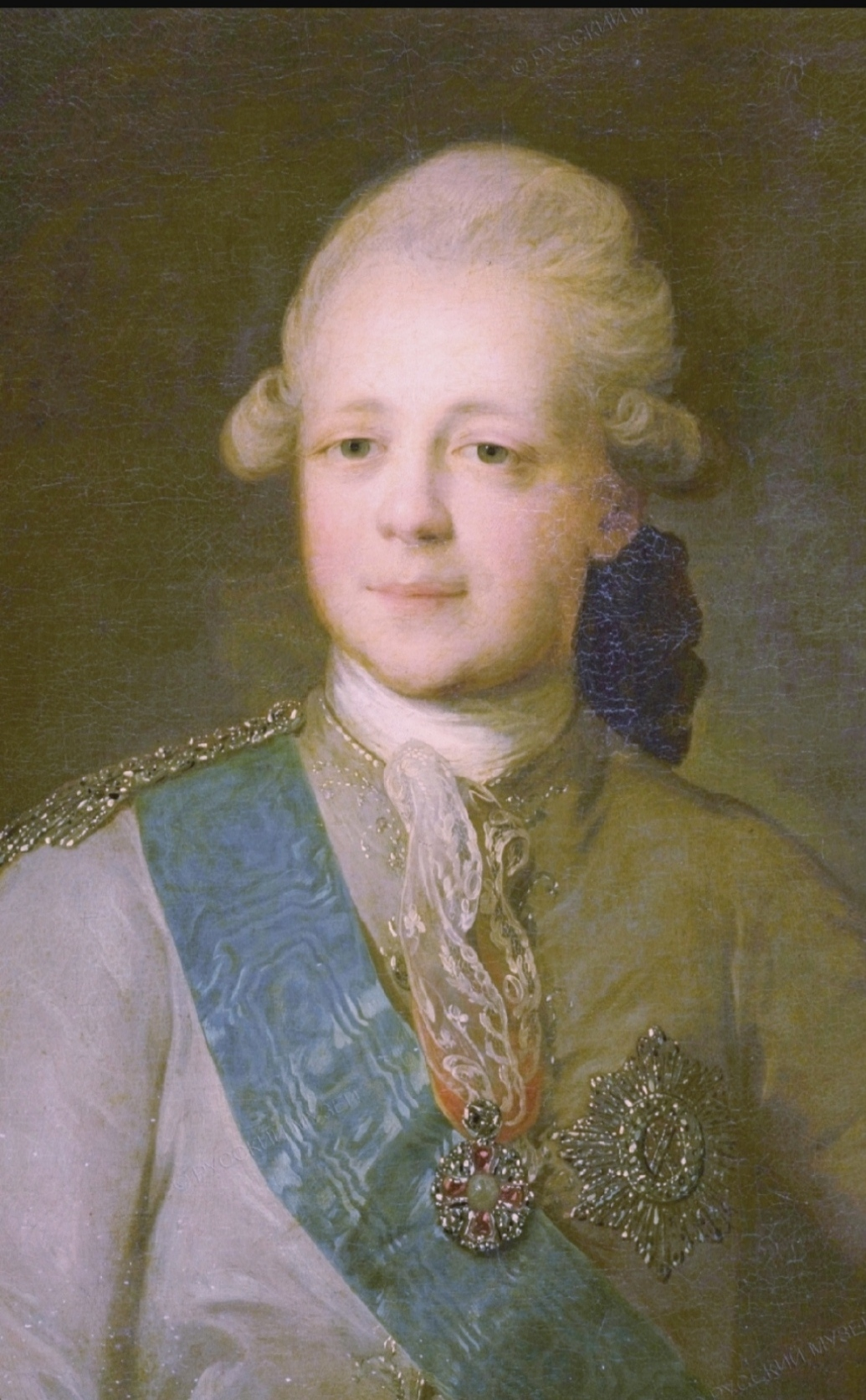
Портрет Павла кисти Рокотова. Государственный Русский музей, Санкт-Петербург.

### Браки
В первый раз Павел женился 29 сентября 1773 года на великой княжне Наталье Алексеевне, рождённой принцессой Августой Вильгельминой Луизой Гессен-Дармштадтской, дочерью ландграфа Гессен-Дармштадтского Людвига IX и Каролины Цвейбрюкен-Биркенфельдской.
Девочка воспитывалась в доме, в котором часто гостили Гёте, Гердер, Виланд и другие выдающиеся личности той эпохи. Её мать активно переписывалась и с самим Фридрихом Великим.

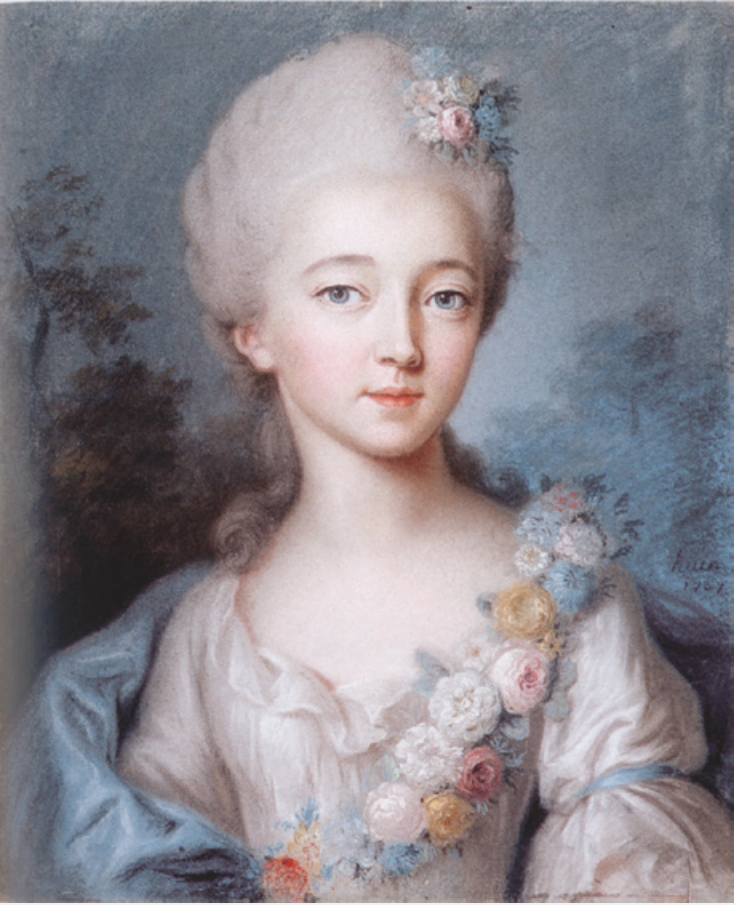
Портрет Августы Вильгельмины Луизы Гессен-Дармштадтской (будущей Натальи Алексеевны) кисти Charles Alexis Huin, 1773 г.

Вильгельмина, отличавшаяся умом и сильным характером с юности, была выбрана Павлом в жёны по инициативе прусского короля Фридриха II, убедившего её семью в важности этого союза для Пруссии. Девочка понравилась и Екатерине II. Павел боготворил супругу (после крещения — Наталью Алексеевну), но её либеральные взгляды, включая поддержку освобождения крестьян, вызвали конфликт с императрицей Екатериной II. Современники отмечали её честолюбивый нрав и независимость суждений.
В 1776 году, через 2,5 года брака, принцесса скончалась после пятидневных мучений во время тяжёлых родов из-за сколиоза вместе с ребёнком.
Через несколько минут после констатации смерти Екатерина II увезла морально и физически разбитого сына в Царское Село и сразу начала подыскивать ему новую невесту. В том же году Павлу сосватали Софию-Доротею Августу Луизу Вюртембергскую, дочь Фридриха Евгения, герцога Вюртембергского.
Она родилась 14 (25) октября 1759 года в Штеттинском замке (там же, где родилась и Екатерина II), в котором её отец (подобно отцу Екатерины) служил комендантом.

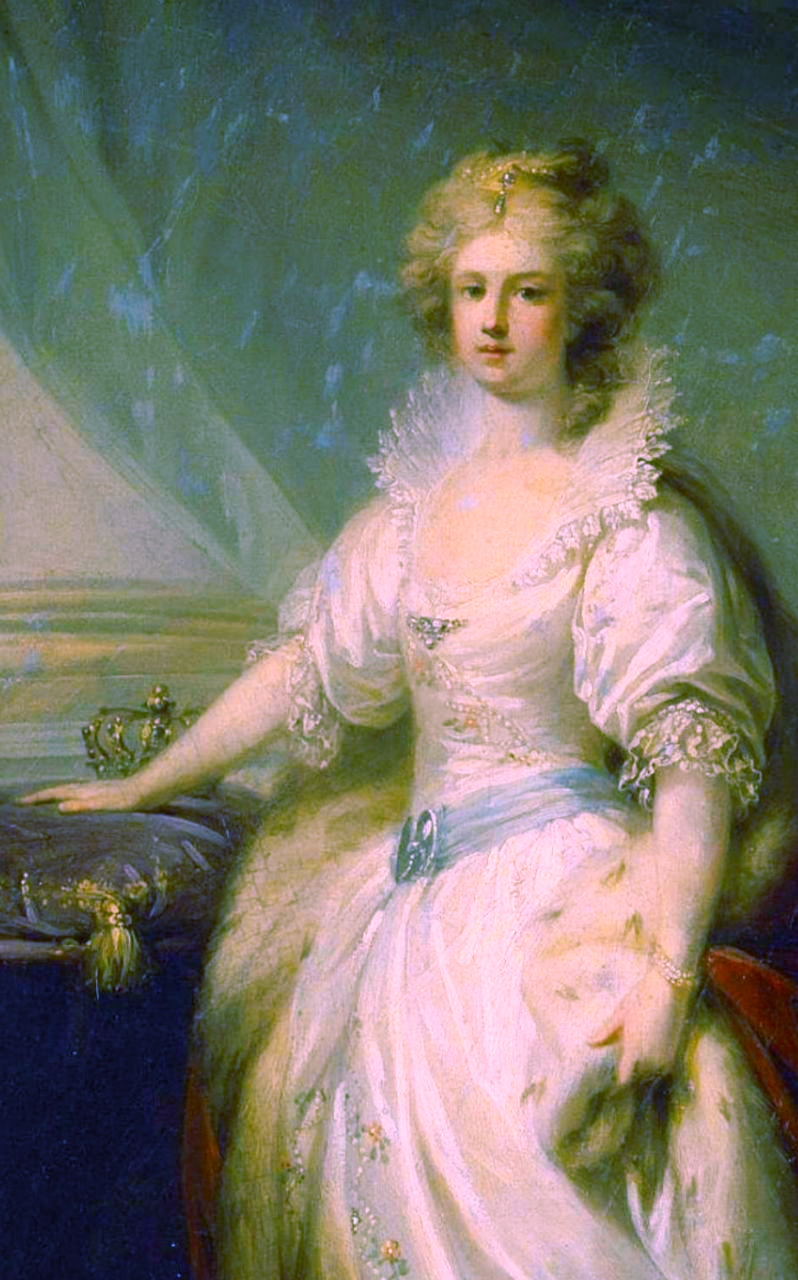
Портрет Софии-Доротеи Августы Луизы Вюртембергской, будущей Марии Фёдоровны (фрагмент) кисти Иоганна Баптиста I Лампи.

Молодой вдовец завязал оживлённую переписку с юной Софией, в которой раскрылся как идеалист, уже писавший ей любовные письма, ещё не видя её. По инициативе Фридриха Великого их встреча состоялась в Берлине. При личном знакомстве между Павлом и внучатой племянницей прусского короля возникло сильное взаимное чувство, что было редкостью в династических браках. На третий день после очного знакомства Павел согласился на брак.

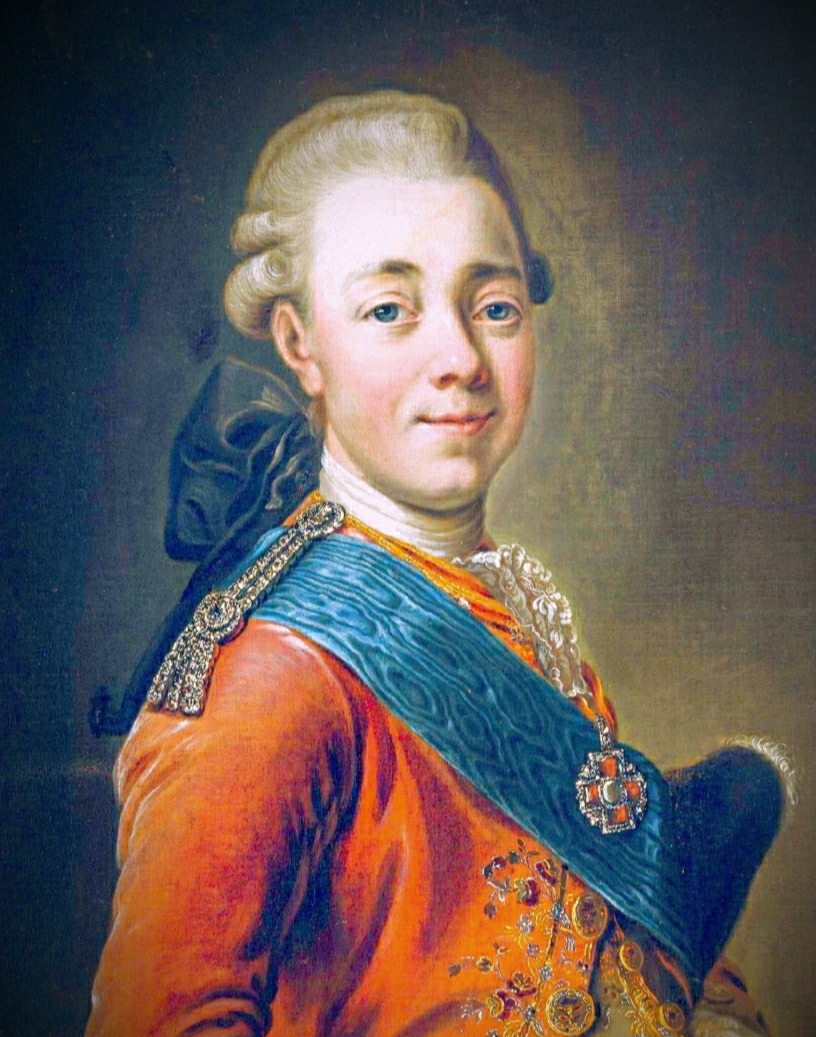
Портрет великого князя Павла Петровича 1770-е гг. Государственный Эрмитаж, Санкт-Петербург.

Девушка уже была помолвлена с братом Натальи Алексеевны (первой жены Павла) — принцем Людвигом Гессенским, но ради русского царевича эту помолвку пришлось разорвать за отступные в 10 тысяч рублей пенсиона бывшему жениху. После принятия православия она стала именоваться Марией Фёдоровной.
Принцесса с юности имела хобби, которое было для знатной особы довольно необычным. Она очень хорошо рисовала, лепила, гравировала и любила работать на токарном станке, точа на нём камеи с портретами Павла, Екатерины и других знакомых, а затем активно раздаривала эти камеи, сделанные с большим художественным мастерством и талантом и ныне хранящиеся в Государственном Эрмитаже и других музеях мира. Императрица писала портреты, за которые на склоне лет была принята в Берлинскую академию художеств.
Супруга Павла, как и он сам лично, проявила огромную человеческую заботу и деятельную доброту по отношению к простому русскому народу. Она стояла у истоков Императорского человеколюбивого общества, Повивального института, училища ордена святой Екатерины, а также целого ряда других филантропических заведений, вошедших позднее в Ведомство учреждений императрицы Марии, названное так в память о её роли в их создании..
Мария Фёдоровна, перейдя в православие, активно включилась в русскую культуру, Павел ценил её художественные таланты и организаторские способности, в частности, в обустройстве Павловска. Её увлечение искусством и воспитанием своих детей (несмотря на вмешательство Екатерины II), а также отношения с Павлом в первые годы их совместной жизни описывались окружением как «идеальный союз».

### Жизнь в Павловске

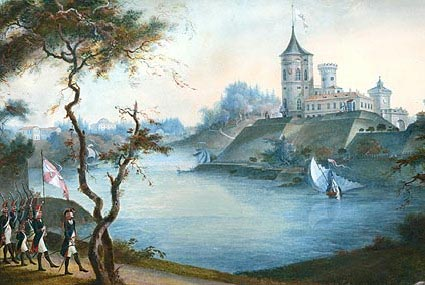
Крепость Бип (Форт Мариенталь), построенная на месте мызы Мариенталь на правом берегу речки Тызва. Вдали виден Павловский дворец (панно С. Ф. Щедрина).

По случаю рождения в семье Павла наследника престола, будущего императора Александра I, ставшая наконец официальной бабушкой Екатерина II подарила Павлу 362 десятины земель с деревнями и крестьянами, по берегам небольших рек Славянки и Тызвы. Новая усадьба всего в четырёх верстах от императорского Царского Села получила название села Павловского. В 1778—1779 годах были построены два небольших дома: Паульлюст (нем. Paullust — Павлова утеха) — для Павла и Мариенталь (нем. Marienthal — Марьина долина) — для его супруги Марии Фёдоровны (по образцу домиков в имении её отца, герцога Вюртембергского: Этюпа близ Мёмпельгарда).
Шотландский архитектор Чарльз Камерон создал общий проект нового большого каменного дворца в палладианском стиле. По этому проекту на месте разобранного Паульлюста в 1782—1786 годах возвели Большой дворец и разбили парк — воплощение загородной палладианской виллы. В 1788 году Павел, который стал предпочитать в качестве главной резиденции Гатчину, подарил село Павловское своей жене Марии Фёдоровне.

### Гран-тур
Гран-тур Павла Петровича (1781—1782) — масштабное заграничное путешествие наследника российского престола и его супруги Марии Фёдоровны — имел важное политическое, культурное и личностное значение.
Как и его прадед — Петр I, предпринявший длительное Великое посольство, Павел Петрович понимал, что Россия отстаёт в развитии от европейских стран и должна их стремительно догонять, для чего будущему правителю необходимо изучить европейские достижения на месте.

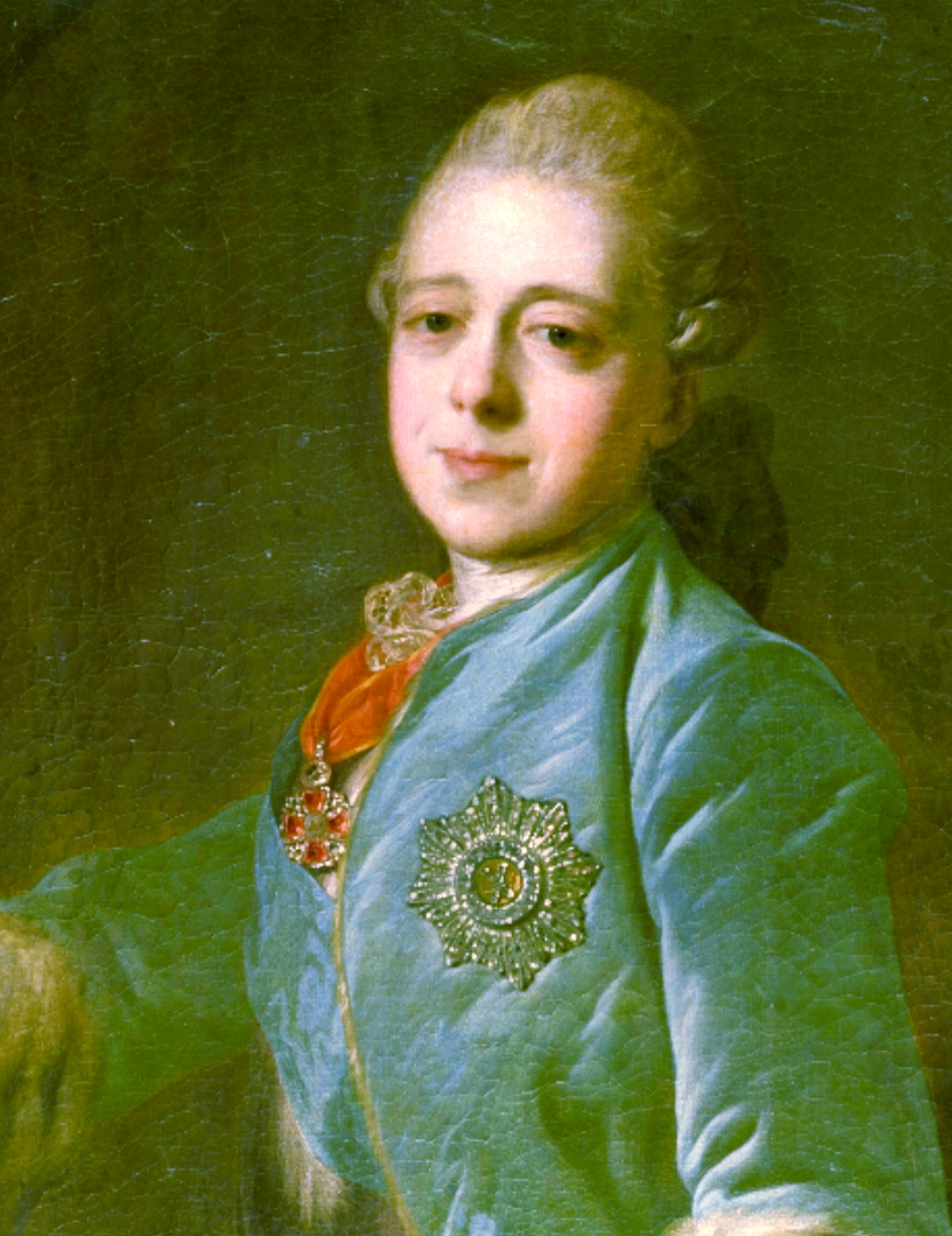
Портрет Великого князя Павла Петровича кисти Рокотова

Екатерина II подарила молодым супругам гран-тур как благодарность за рождение второго внука Константина и использовала эту поездку для укрепления международного авторитета России.
Путешествие по 160 городам Европы в конных экипажах без детей, оставшихся в России, растянулось на полтора года и 14 тысяч километров.
Путешествовали инкогнито, под именами графа и графини Северных (Du Nord).
Павел и Мария посетили союзные и дружественные государства (Австрию, Италию, Францию), а также Швейцарию, Нидерланды и германские княжества, демонстрируя просвещённый характер екатерининского правления. Императрица исключила из маршрута Пруссию, чтобы избежать контактов в Берлине или Потсдаме с кумиром Павла и двоюродным дедушкой его жены — королём Фридрихом II, не подходивших её текущей внешнеполитической стратегии поддержки Австрии в её борьбе с Пруссией за Баварское наследство.
Общение с императором Священной Римской империи, сторонником просвещённого абсолютизма, укрепило интерес Павла к реформам и централизации власти. Наблюдение за европейскими системами управления, включая австрийские реформы, позже отразилось в его политике как императора (например, военная реформа и усиление бюрократии). Многократные встречи в дружеской обстановке с монархами (Иосифом II, Людовиком XVI, Марией-Антуанетой) и элитами Европы способствовали созданию и укреплению политических союзов.
Жемчужиной Гран-тура стала Франция, в которой состоялись его встречи с философами-энциклопедистами Жаном Лероном Д’Аламбером и Дени Дидро, астрономом Пьером Мешеном и химиком Клодом Луи Бертолле, шахматистом Франсуа-Луи Филидором, писателями Пьером Бомарше и Шодерло де Лакло, автором первого романа о «железной маске» Шарлем де Фьё и многими многими другими замечательными современниками.
Гран-тур Павла не только укрепил позиции России в Европе, но и заложил основы для культурных и политических преобразований в самой империи. Влияние гран-тура прослеживается в архитектуре России, коллекциях Эрмитажа и даже в радикальных реформах Павла I, который как и его прадед — Пётр I, пытался стремительно внедрить современный ему «европейский порядок» в русскую действительность.
Гран-тур пришлось прервать из-за новой беременности Марии Фёдоровны. После двухнедельного отдыха в Мёмпельгарде у её родителей, великие князья вернулись домой.

### Жизнь в Гатчине
В связи с рождением в 1783 году первой дочери Павла, названной Александрой, Екатерина подарила сыну Гатчину, выкупленную у наследников недавно умершего бывшего фаворита графа Григория Орлова. Новая резиденция была гораздо больше Павловска, дальше отделена территориально от двора царицы и в ней великий князь весь год мог жить отдельно от властной матери.

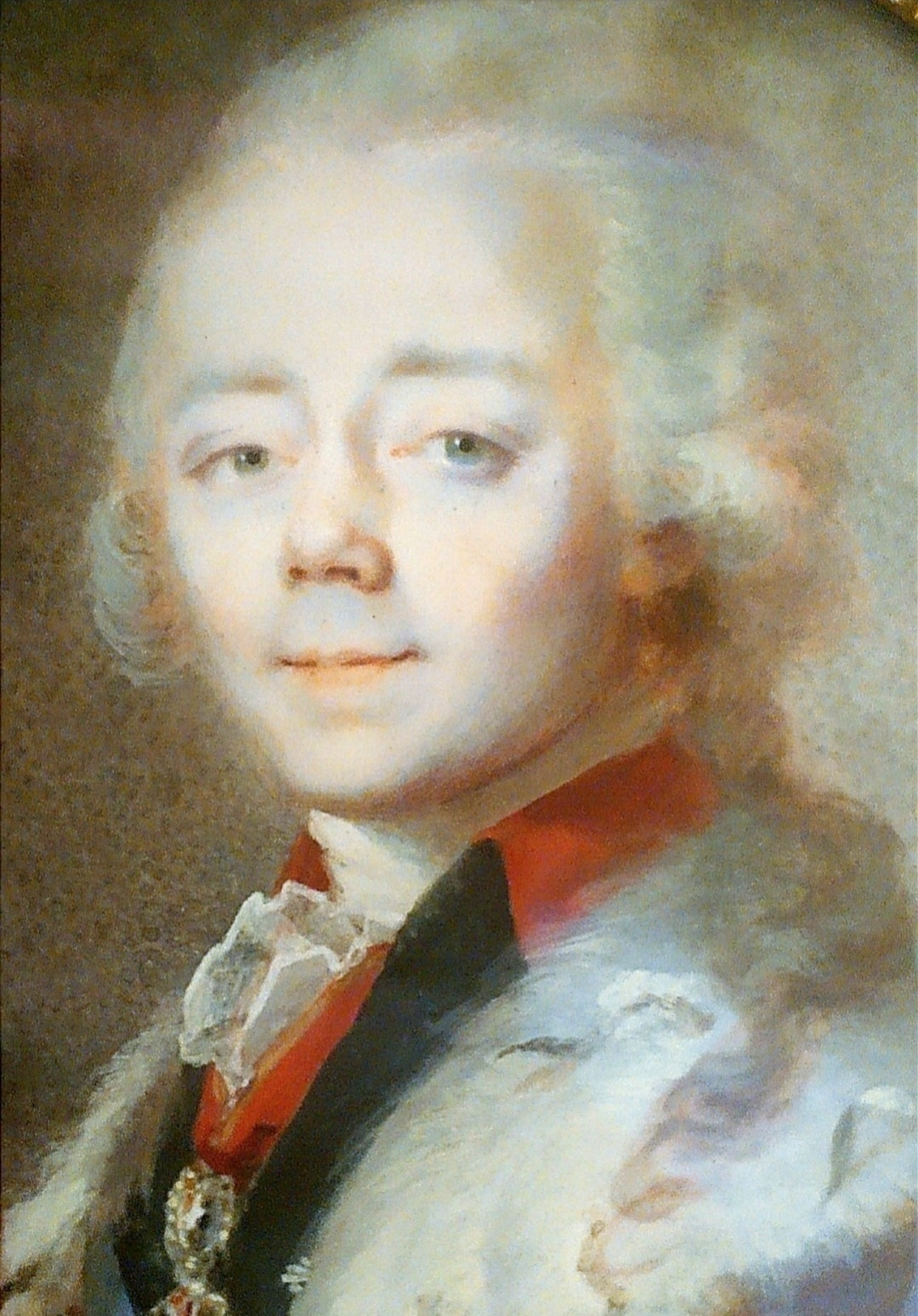
Великий князь Павел Петрович в середине 1780-х гг.

Уехав из столицы в Гатчину, Павел завёл обычаи резко отличные от петербургских. Великий князь уменьшил и сократил крестьянские повинности (в его имениях на протяжении ряда лет существовала двухдневная барщина); разрешил крестьянам уходить на промыслы в свободное от барщинных работ время, выдавал своим крепостным крестьянам ссуды; построил новые дороги в селах, открыл два бесплатных медицинских госпиталя для своих крестьян, построил несколько бесплатных школ и училищ для крестьянских детей (в том числе для детей-инвалидов). 

Крестьянство содержит собою все прочие части государства своими трудами, следовательно, особого уважения достойно. Павел I 
Создавая в Гатчине подчинённый только ему и им воспитанный военный отряд, Павел подражал Петру Великому и открыто сравнивал впоследствии гатчинские войска с «потешными полками» Петра, а своих офицеров — с его сподвижниками.
Гатчинские войска принято характеризовать отрицательно — как грубых солдафонов, обученных лишь фрунту и шагистике. Сохранившиеся планы учений опровергают этот растиражированный стереотип. С 1793 по 1796 годы на учениях гатчинские войска под командованием цесаревича отрабатывали взаимодействие различных родов войск при форсировании водных преград, а также при отражении морского десанта противника при его высадке на берег. Павел был генерал-адмиралом и президентом Адмиралтейской коллегии. Во флоте были батальоны и назывались морскими; они употреблялись на кораблях для десантов. Из этих морских пехотинцев и были созданы гатчинские войска.
Одно из первых по времени описаний Гатчины, уже по восшествии Павла на престол, принадлежит барону Бальтазару Кампенгаузену (СПб., 1797 г.):

 …Ансамбль в Гатчине имеет почти недосягаемое выражение благородства и величия…
…Как шедевр искусства, которому прекрасная природа здесь помогла более чем какой-либо другой резиденции близ императорской столицы, загородный замок Гатчины со своими обширными садами и постройками заслужил, чтобы его знали…

…Сам император Иосиф II признавал за Гатчинским дворцом преимущественное положение среди первейших дворцов Европы.

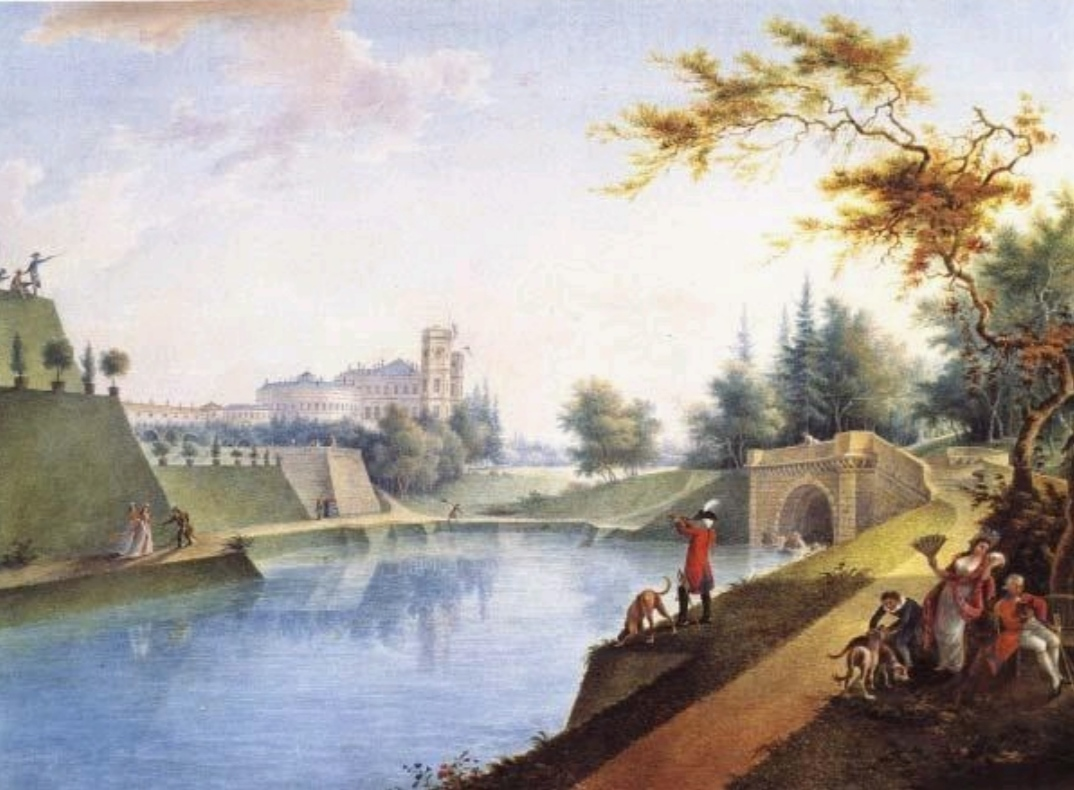
Белодонный пруд Кофр (ныне Карпин пруд), выкопанный при великом князе Павле в 1793 году на месте гажевого болота, из которого добывался глиногипс для водостойкой штукатурки дворца и наполненный чистейшей проточной ключевой водой с истоков рек, поступавшей ко дворцу по Парицкому каналу и Колпанскому водоводу. Акварель Г. С. Сергеева.

Павел Петрович всю жизнь интересовался фарфором и любил его. Он построил в Гатчине на берегу реки Колпанки напротив Мариенбурга собственную фарфоровую фабрику. В воспоминаниях одного из современников о роковом дне зафиксировано: «За ужином 11 марта 1801 года употреблен был в первый раз новый фарфоровый прибор, украшенный разными видами Михайловского замка. Государь был в чрезвычайном восхищении, многократно целовал рисунки на фарфоре и говорил, что это был один из счастливейших дней его жизни».
Великие князь и княгиня продолжали активно заниматься музыкой. Так, в 1787 году крупный итальянский композитор Доменико Чимароза получил из Петербурга приглашение стать придворным капельмейстером, должность которого до него занимали Арайя, Сарти, Траэтта и выдающийся композитор барокко, «Рафаэль в музыке» — Бальдассаре Галуппи. В России Чимароза создал многочисленные оперные, вокальные, инструментальные и хоровые сочинения, давал уроки Марии Фёдоровне и детям августейшей пары. А сам Павел становится крёстным отцом сына композитора, названного в честь него Паоло.

## Правление

### Внутренняя политика
Павел вступил на престол 6 (17) ноября 1796 года в возрасте 42 лет. Сразу по восшествии на престол новый император освободил всех содержавшихся «по тайной экспедиции», даровал всеобщую амнистию всем чинам, находившимся под судом и следствием, а также простил находившихся в опале при Екатерине вельмож и общественных деятелей, в частности, был возвращён из ссылки А. Н. Радищев; Н. Н. Трубецкому и И. П. Тургеневу дозволено вернуться в Москву, причём последний был назначен директором Императорского Московского университета. Свободу также получили Николай Новиков и все польские повстанцы (всего 87 человек), в том числе сам генералиссимус Костюшко под честное слово отказа от дальнейшей вооружённой борьбы с Россией.

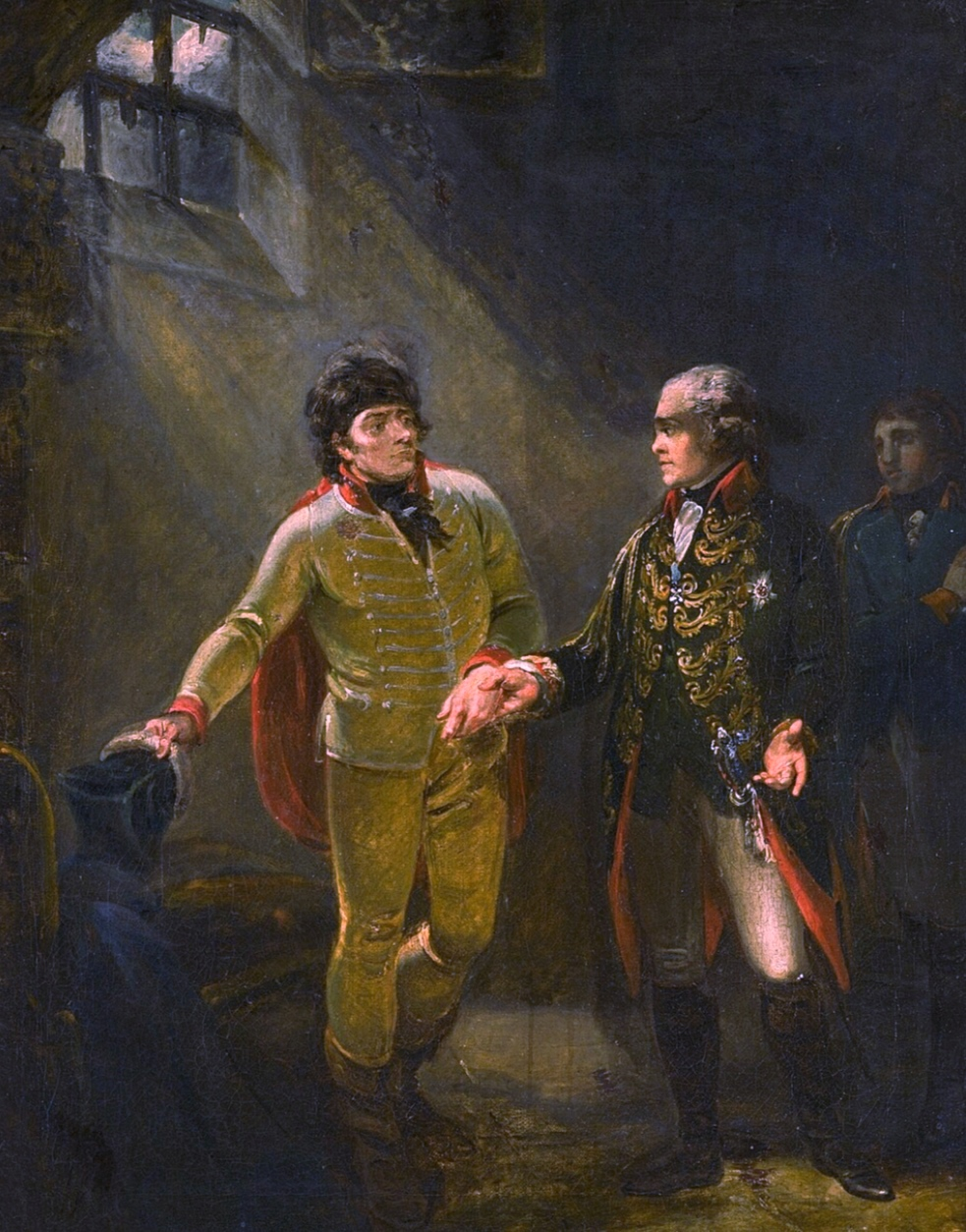
Император Павел I дарует свободу военнопленному польскому генералиссимусу Тадеушу Костюшко. Художник Henry Singleton, R.A. (1766—1839), 1797 г., масло, холст 71.5 x 56.5 cм. Картина была написана по просьбе Костюшко сразу же по его прибытии в Америку в 1797 г.

Историк Платонов пишет, что Павел, несмотря на обиды, сохранял уважение к достижениям Екатерины как правительницы, что отражалось в его попытках подражать её стилю управления в первые годы царствования.
Император Павел I отличался высокой работоспособностью: поднимался в 5 утра, начинал день с приёма докладов, строго наказывая опоздавших чиновников. Его рабочий день длился до 16 часов.
По свидетельству генерал-прокурора Пётра Обольянинова: «Павел был много начитан, знал закон, как юрист, и при докладах вникал во все подробности и тонкости дела…»
Государь избегал светских развлечений (балов, охот, карточных игр), предпочитая для отдыха чтение, театр, музыку и шахматы. Ежедневно проводил двухчасовые военные смотры различных полков гвардии (развод караулов и вахт-парады), которые заменяли ему прогулки.
Внутренняя политика проводилась согласно принципам, сформулированным им ещё в молодости:

«Для меня не существует ни партий, ни интересов, кроме интересов государства, а при моем характере мне тяжело видеть, что дела идут вкривь и вкось и что причиною тому небрежность и личные виды. Я желаю лучше быть ненавидимым за правое дело, чем любимым за дело неправое.»

В ноябре 1796 года, по повелению Павла, прах его отца, не успевшего пройти коронацию при жизни Петра III, был вынут из склепа в Невском монастыре. Император Павел, а за ним и его старшие сыновья приложились к тем частям драгоценного одеяния бальзамированного тела, которые сохранились. Останки были переодеты в новое одеяние. К ним были приложены ордена, которые были получены Петром III. Сверху гроба была поставлена корона самолично Павлом I, и траурная процессия направилась из Невского монастыря в Зимний дворец, где состоялось совместное коронование праха отца и трупа Екатерины II. Павел собственноручно произвёл обряд коронования останков отца, который не успел пройти официальную коронацию в Москве при жизни до момента убийства. В декабре того же года родители нового царя были торжественно официально похоронены уже как коронованный император Петр III и его супруга в Петропавловском соборе, усыпальнице российских императоров. Во время пребывания в Венеции в ходе Гран-тура в 1782 году Павел услышал историю о торжественном почётном перезахоронении в 1623 году несправедливо обвиненного и казнённого сенатора Антонио Фоскарини и сам повторил это в 1796 году с прахом своего отца — Петра III, восстанавливая справедливость и отдавая дань его памяти. Своим указом Павел объявил по их императорским величествам — великом государе Петре Федоровиче, своём отце, и великой государыне Екатерине траур на весь год на четыре квартала, начиная с 25-го ноября (дня коронации праха отца). Предполагалось , что таким образом Павел являлся прямым законным наследником правления своего родителя из династии Гольштейн-Готторп-Романовых, а тридцати четырех лет правления династии Асканиев в лице Екатерины II как бы и не было. Получалось по датам захоронений на их надгробиях, будто бы Петр III и Екатерина II и умерли в один день.

#### Коронация и реформа престолонаследия
5 апреля 1797 года, в первый день Пасхи, состоялась коронация Павла I в Успенском соборе Московского Кремля. Годовой траур по скончавшейся в ноябре 1796 года императрице Екатерине был временно приостановлен. Традиционно коронационный церемониал был поводом к обновлению и украшению Москвы, была предпринята попытка общей реконструкции кремлёвского ансамбля, к нему в числе других пристроек был добавлен Тронный зал.
Кроме существовавших городских триумфальных арок с обновлённой росписью, были построены шесть новых. Рядом с ними были назначены встречи делегаций официальных лиц. По Тверской улице и в Кремле были установлены трибуны для почётных зрителей.
Высочайший въезд в Москву был назначен на Вербное воскресенье, 29 марта, создавая аллегорию на въезд Христа в Иерусалим. Первым из российских монархов Павел I совершил церемонию верхом, а не в карете. Император вступал одновременно как командир и отец народа. Улицы были ещё покрыты снегом и мороз был такой, что многих офицеров из свиты Павла, снимали с лошадей совершенно окоченевшими. Несмотря на это, весь путь царь держал шляпу в руке и приветствовал ею толпы москвичей, которым чрезвычайно это понравилось. В процессии участвовали верхом чиновники, генералитет и придворные, одетые в официальные мундиры. Въезд императора в город сопровождался колокольным звоном во всех церквях и пальбой из 71 пушки. Таким образом, с самого начала в коронации соединялись государственная, военная и религиозная церемонии. 

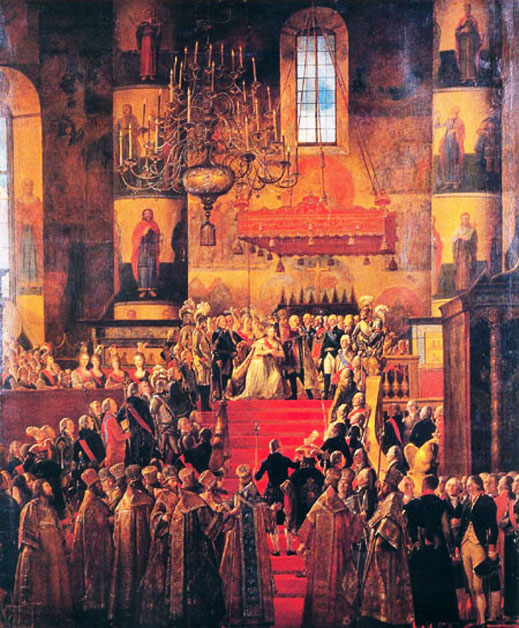
Художник Мартин Фердинанд Ква́даль. Церемония коронации Павла I в Успенском соборе Московского Кремля, 1799 г. Саратовский государственный художественный музей. Художник был очевидцем события и изобразил себя рисующим в правом нижнем углу.

В день коронации 5 апреля 1797 г., первым же актом Павел объявил себя главой Церкви и, прежде чем облечься в порфиру, приказал возложить на себя далматику – одну из регалий византийских императоров, совмещавших с внешней светской властью главенство над православной церковью
.
Затем он публично прочёл свой закон о престолонаследии (написанный им и подписанный его супругой ещё в 1788 году, перед его отъездом на войну со Швецией), который вводил принцип первородства, то есть принцип наследования престола старшим сыном, что восстанавливало традиционную в Русском государстве практику, изменённую императором Петром в 1722 году (позволявшего произвольное назначение наследника по завещанию). Акт о престолонаследии 1797 года вводил так называемую австрийскую (полусалическую) примогенитуру, при которой преимущество в наследовании имели потомки мужского пола. Впервые были установлены правила регентства.
Акт дополнялся и уточнялся положениями принятого в тот же день «Учреждения об Императорской фамилии», которое определяло состав императорской фамилии, иерархическое старшинство её членов, их права и обязанности, устанавливало гербы, титулы, источники и размеры содержания членов императорской фамилии. В тот же день было принято и «Установление для орденов кавалерских российских».

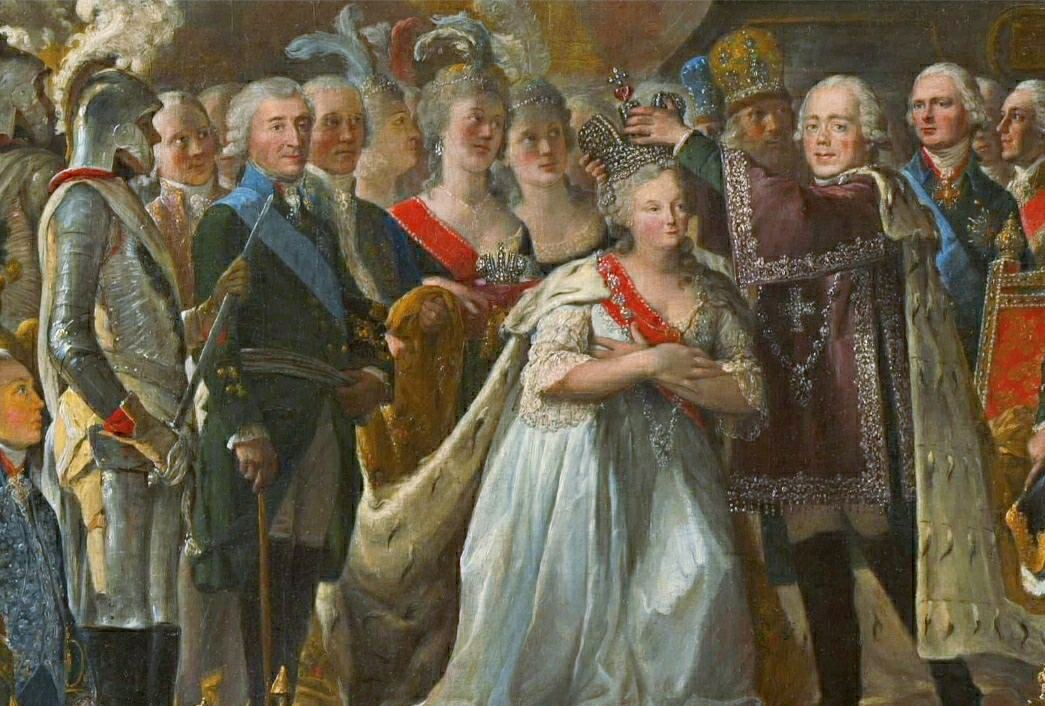
Центральная часть картины художника Мартина Фердинанда Ква́даля. Церемония коронации Павла I в Успенском соборе Московского Кремля в апреле 1797, Картина написана в 1799 г. Павел символически коронует своей короной голову супруги. Сзади на подушечке видна её собственная корона. За спиной Павла стоит его сын Александр. Рыцари в серебряных доспехах с обнажёнными палашами — это титульные дворяне, солдаты-кавалергарды лейб-компании, чью парадную форму император ввёл тремя месяцами ранее. Сам Павел одет в мундир Преображенского полка со специальным клапаном для миропомазания, буро-малиновая далматику с крестом и на плечи накинута горностаевая мантия. Далматика должна была указывать на то, что Павел является не только императором, но и первосвященником.

В мае 1797 года сразу после коронационных торжеств император отправился из Москвы в путешествие по западной части Российской империи по маршруту Смоленск – Орша – Минск – Гродно – Вильно (Вильнюс) – Ковно (Каунас) – Митава (Елгава) – Рига – Дерпт (Тарту) – Нарва – Гатчина. Отправляясь в это путешествие, царь отдал приказ, запрещающий восстанавливать специально ради него дороги (дабы видеть истинное положение дел). 
Павел I не был первым представителем династии Гольштейн-Готторп-Романовых на русском троне, но именно он юридически закрепил принципы наследования, исключив произвол в назначении преемника (как это было при Петре I и Екатерине II). Фактически в 1762—1796 годах правили в России Аскании в лице императрицы Екатерины II. Поэтому в историографии Павла часто называют «родоначальником» в контексте создания устойчивой правовой системы Российского императорского дома.

Герб Петра III — основателя династии Гольштейн-Готторп-Романовых и императора-родоначальника Российского императорского дома — Павла I

Историк Шильдер подчёркивает, что Павел юридически оформил династию как наследственный институт, что дало основания считать его «родоначальником» в правовом смысле.

#### Облегчение положения крепостных крестьян
Павел Первый был первым из правителей России, кто попытался ослабить и ограничить рабство крепостничества в ней:
- Павел запретил навсегда отнимать детей у родителей и отнимать жён у мужей, то есть разделять супругов и семьи при продаже помещиками своих крепостных как было принято до него[131][132].

- Было запрещено продавать безземельных дворовых людей и крепостных крестьян без земли[133].
- Манифестом «О трёхдневной работе помещичьих крестьян в пользу помещика, и о непринуждении к работе в дни воскресные», Павел I запретил помещикам отправление барщины более трёх дней в неделю. У крепостных крестьян, составлявших основную массу народа российской империи, впервые появился единственный выходной день — воскресенье[134].
- Была отменена разорительная для крестьян хлебная повинность. По свидетельству русского агронома А. Т. Болотова, это произвело «благодетельные действия во всем государстве»[135].
- Была прощена недоимка подушной подати на огромную сумму в 7 миллионов рублей — десятую часть годового бюджета империи[136].
- Началась льготная продажа соли — важнейшего и дефицитного пищевого ресурса в то время[137].
- Из государственных запасов стали продавать хлеб, чтобы сбить высокие цены на него. Эта мера привела к заметному падению цен на хлеб и уменьшению числа голодающих[138].
- Губернаторам было предписано наблюдать за отношением помещиков к крепостным крестьянам. В случае жестокого обращения с крепостными было предписано докладывать об этом императору[139].
- Указом от 19 (30) сентября 1797 года отменена повинность держать лошадей для армии и отдавать ей продовольствие, вместо этого стали брать «по 15 копеек с души, надбавку к подушному окладу»[140].
- Если помещик доводил своих крестьян до нищеты из-за чрезмерно жестокой эксплуатации, его обязывали платить по 500 рублей за каждого обнищавшего работника. В случае повторного обнаружения этого факта, владелец лишался своего имущества — имение переходило в собственность государства[141].

Император тем самым требовал от помещиков проявлять заботу о материальном положении своих крестьян. Более того, помещики были обязаны «содержать» своих крестьян. В частности, хозяин имения должен был нанимать для своих больных крестьян лекаря.
Сам Павел Петрович так поступал ещё с молодости:

…даже не обращая внимания на убытки собственной казны…в видах сохранения здоровья жителей Гатчины, а также крестьян округа и солдат, Он (великий князь Павел) озаботился устройством медицинских учреждений, которыми все нуждающиеся в помощи могли пользоваться бесплатно.
 	— Бальтазар Кампенгаузен
Таким образом, Павел является пионером оказания бесплатной медицинской помощи населению России.
Взойдя на трон, Павел впервые привёл крестьян к личной присяге императору. Это ясно давало всем понять, что теперь они не рабы в личной собственности землевладельца, а подданные самодержца.

Все ра́вно мои подданные и всем я ра́вно государь.— 
Павел I приурочил издание Манифеста о трёхдневной барщине к собственной коронации в Москве 5 (16) апреля 1797 года, поставив его в один ряд с ключевыми законами своего царствования. По мнению историка А. Г. Тартаковского, император тем самым «доказал, какое исключительное государственное значение он ему [Манифесту] придавал, несомненно видя в нём документ программного характера для решения крестьянского вопроса в России».

«Человек, — говорил Павел Петрович, — первое сокровище государства, и труд его — богатство; его нет, труд пропал, и земля пуста, а когда деревня не в добре, то и богатства нет. Сбережение государства — сбережение людей, сбережение людей — сбережение государства».— 

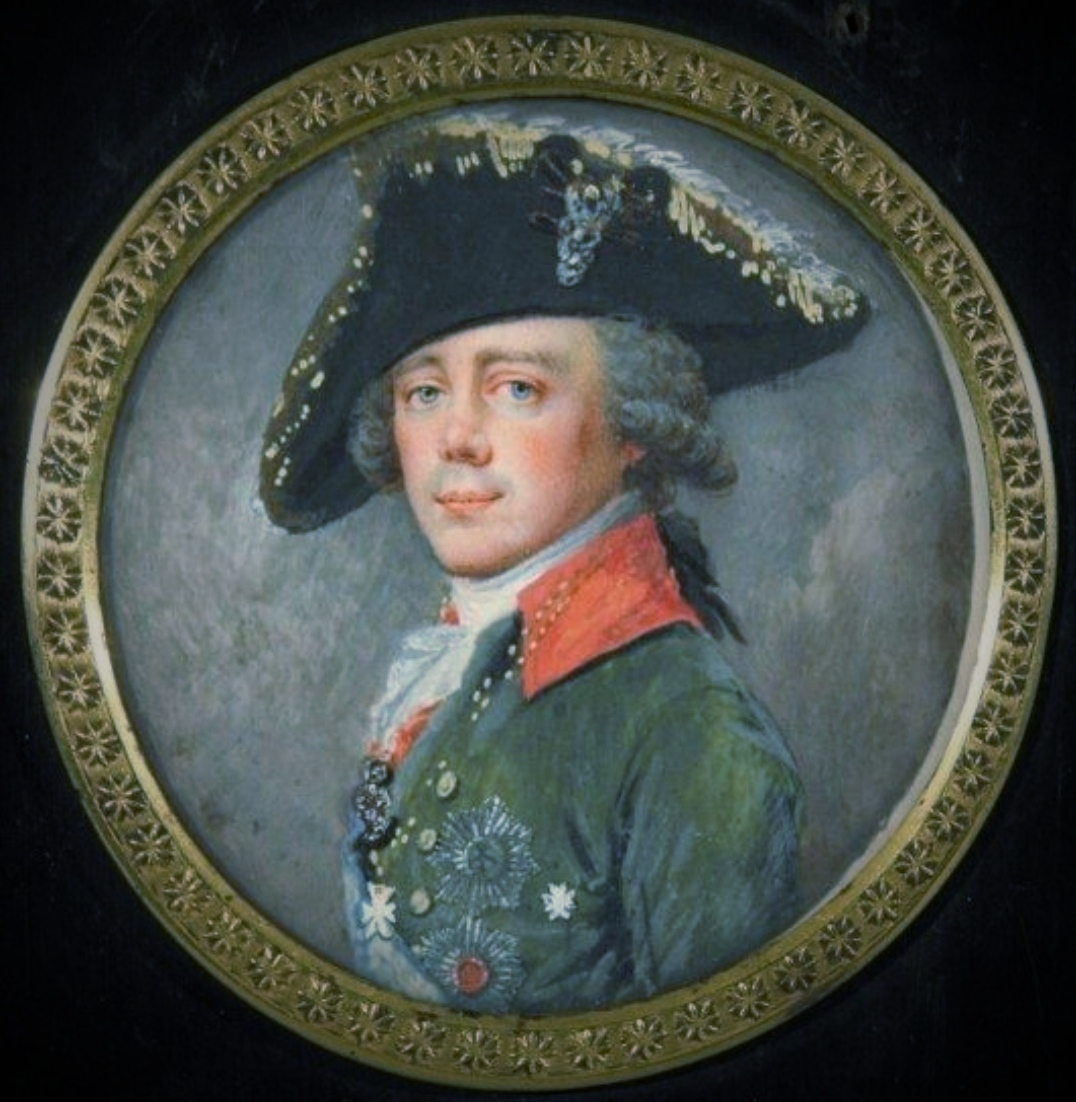
Павел Первый. Миниатюра кисти Августина Христиана Ритта, 1797

Павел при этом не помышлял об отмене крепостного права, полагая, что такой шаг будет стоить ему престола.
Восторженные встречи царя простым народом в Муроме и Костроме, искренние ликования провинциальных крестьян при виде своего государя, которыми Павел I , судя по его письму, был очень тронут («меня окружает … бесчисленный народ, непрерывно старающийся выразить свою безграничную любовь»), так и не смогли переубедить его в главном. Император не был уверен, что сумеет сохранить всю полноту своей власти над огромными крестьянскими массами России в случае предоставления им реальных прав и свобод. Самим фактом издания Манифеста о трёхдневной барщине император уже решился на рискованный шаг, фактически встав между помещиками и крепостными крестьянами, с целью снижения нормы отчуждения крестьянского труда, что привело к существенному снижению доходов помещиков и их резкому недовольству новым государем.
Кроме того, новый император впервые разрешил крестьянам жаловаться на помещиков (до того действовал запрет на жалобы и прошения к верховной власти, введённый в 1767 году Екатериной II).

Историк М. А. Рахматуллин указывает о времени правления Екатерины:
В помещичьих имениях наказать крепостного розгами, батогами, плетьми, посадить в цепях и колодках на хлеб и воду было делом обыденным. К таким наказаниям прибегали учёный агроном А. Т. Болотов, и поэт Г. Р. Державин, и писатель и историк М. М. Щербатов, и многие другие образованнейшие люди эпохи, становясь, по существу, в один ряд с Салтычихой. И это являлось нормой.

На тему жестокости в среде помещиков подробно писал ещё в 1881 году историк Василий Семевский — главный специалист в дореволюционной России по истории русского крестьянства. В книге «Крестьяне в царствование императрицы Екатерины II», имея в виду таких просвещённых помещиков как Державин и Болотов, Семевский задаётся вопросом: «Если так действовал человек, тронутый образованием, то, что же делалось у других помещиков?». Историк А. Б. Каменский отмечает: 
Именно в царствование Екатерины II крепостничество достигло высшей точки своего развития: помещики получили право ссылать своих крестьян на каторгу (1765) (то есть без суда) , крепостным запрещалось подавать жалобы на помещиков в «собственные руки», то есть непосредственно императрице (1767), и др. И хотя правительство устраивало показательные процессы над помещиками (например, «дело Салтычихи» — помещицы Московской губернии Д. Н. Салтыковой, крайне жестоко обращавшейся с крепостными крестьянами (пытавшей и убивавшей их многими десятками)), власть дворян над крепостными была безгранична.
Принципиально важным было то, что Павел I признавал право каждого подданного на персональное обращение к верховной власти в поиске справедливости.

 «ЗАКОН ОДИН ДЛЯ ВСЕХ И ВСЕ РАВНЫ ПЕРЕД НИМ». Павел I

Павел решил лично рассматривать жалобы, для чего у Зимнего дворца был поставлен специальный «непристрастный» жёлтый «ящик для прошений». Подданные царя стали класть просьбы, жалобы, рапорты (доношения), а затем некоторые злоумышленники даже стали специально класть карикатуры и пасквили на особу самого императора, чтобы вызвать его припадки гнева и он перестал вообще читать бумаги из ящика и убрал ящик.
Раз в несколько дней ящик приносили Павлу I , он читал документы сам или просил зачитывать жалобы вслух секретарей своей канцелярии. После чего, отправлял их в Сенат и губернские учреждения, где проводились по ним расследования. В течение только одного года поступило 3229 писем, на которые император ответил 854 указами и 1793 устными приказами. 
Ответы он всегда писал лично и подписывал, а затем через газеты сообщал просителю как ему надлежит поступить.
Показателен указ императора, вышедший позже, в мае 1799 года:

 «Утверждая престол наш на правосудии и милосердии, никогда не затворяли мы слуха и внимания нашего к истинным нуждам и правым жалобам верных наших подданных, напротив, отверзли все пути и способы, чтобы глас слабого, утеснённого со всей верностию мог до нас проникнуть и получить в законах и повелениях наших скорую защиту».
С апреля 1797 года ответы монарха на прошения стали печататься в газетах — «Санкт-Петербургских ведомостях» и «Московских ведомостях» и это помогало проводить правовое просвещение.
По мнению современников императора, ящик был благодеянием — помогал раскрывать тайные преступления и давал обратную связь о работе администрации царя. Ящик служил дополнительным средством эффективного госконтроля в империи.
А. Коцебу писал: 

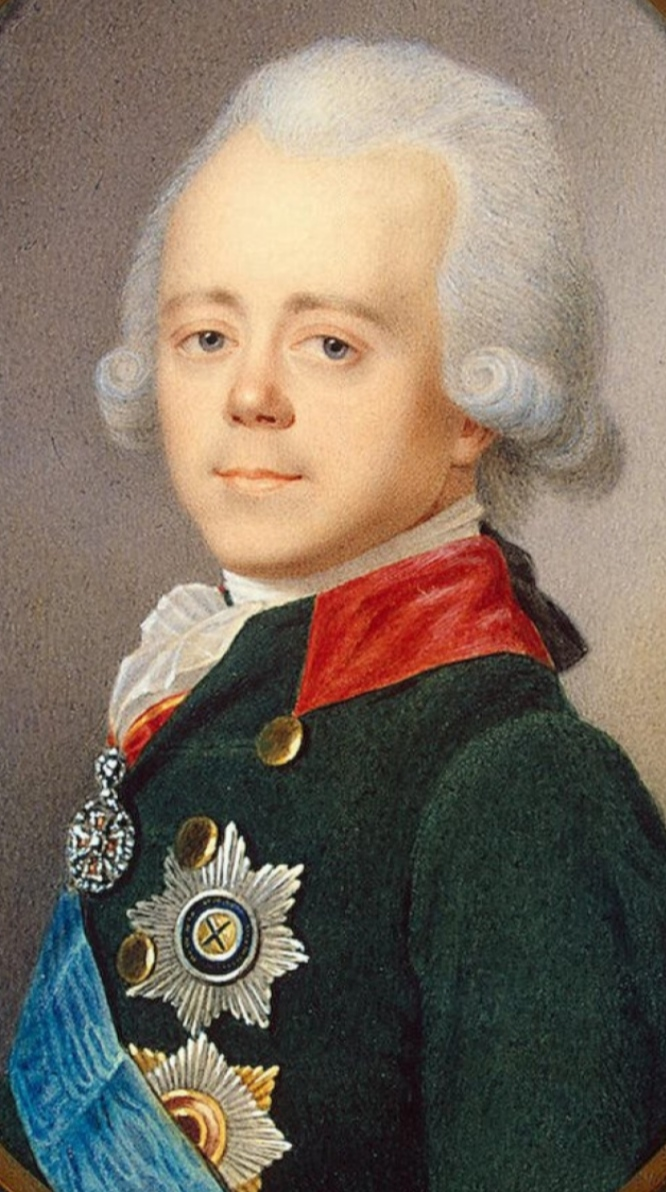
Портрет Павла I автор Жан Анри Беннер (1776—1836). Из собрания миниатюр «Романовская сюита» (фрагмент). Государственный Эрмитаж, Санкт-Петербург.

«Народ, — говорят, — был счастлив, его, — говорят, — никто не притеснял. Вельможи не смели обращаться с ним с обычною надменностью; они знали, что всякому возможно было писать прямо государю и что государь читал каждое письмо. Им было бы плохо, если бы до него дошло о какой-нибудь несправедливости; поэтому страх внушал им человеколюбие. Из 36 миллионов людей по крайней мере 33 миллиона имели повод благословлять императора, хотя и не все осознавали это».— 
Чаще всего императору писали дворяне и военные, купцы, реже мещане и духовенство. Совсем редко поступали письма от крепостных крестьян (крепостные были практически поголовно безграмотны).
Александр Тургенев писал о роли такой прямой связи с императором: «Первый любимец, первый сановник, знаменитый вельможа, царедворец и последний ничтожный раб, житель отдалённой страны от столицы — равно страшились ящика… Правосудие и бескорыстие в первый раз после Петра I ступили через порог храмины, где творили суд и расправу верноподданным… Народ был восхищён, был обрадован, приказания Его чтил благодеянием, с неба посланным… Дозволяю себе смело и безбоязненно сказать, что в первый год царствования Павла народ блаженствовал, находил суд и расправу без лихоимства, никто не осмеливался грабить, угнетать его…»
В последний раз ящик ставили в Павловске в начале августа 1798 года. Он перестал использоваться, так как Павел I разочаровался в эффективности такой системы (многие жалобы оказались клеветой и даже кидали в ящик оскорбления в адрес царя). Однако, канцелярия императора продолжала принимать жалобы, но уже не анонимные и без личного их чтения и контроля царём, что резко снизило эффективность и результативность обращений.

#### Отношение к Манифесту о трёхдневной барщине современников
Издание Манифеста о трёхдневной барщине приветствовали как старые екатерининские чиновники реформаторского толка (Я. Е. Сиверс, А. А. Безбородко и др.), так и будущие реформаторы первой половины XIX века (М. М. Сперанский, В. П. Кочубей, П. Д. Киселёв и др.). Сперанский назвал павловский Манифест замечательным для своего времени.
Закон воспели придворные поэты:

Крестьян на тяжку призрел долю,

На пот их с кровию воззрел,

Воззрел и дал им полну волю

Свободным в праздник быть от дел;

Рассек на части их недели,

Чтоб три дня барщину потели,

А три дня жали свой загон;

Детей и сирых бы кормили,

А в праздник слушать бы ходили

Святой божественный закон
— фрагмент «Оды государю императору Павлу Петровичу» С. В. Руссова, написанной к первой годовщине царствования Павла I
Представители иностранных держав увидели в нём начало крестьянских реформ (советник прусского посольства Вегенер, писал своему руководству, что Манифест — «единственная вещь, которая произвела сенсацию», «закон, столь решительный в этом отношении и не существовавший доселе в России, позволяет рассматривать этот демарш императора как попытку подготовить низший класс нации к состоянию менее рабскому»).
За Манифест о трёхдневной барщине Павла хвалили будущие декабристы, отмечая стремление государя к справедливости (Н. И. Тургенев), видя в нём «смелого реформатора» (А. В. Поджио), пользовавшегося любовью простого народа (М. А. Фонвизин).
Недовольством и бойкотом встретили Манифест консервативные дворянско-помещичьи круги (князь И. В. Лопухин и др.), считавшие его ненужным и вредным законом. Сенатор Лопухин впоследствии открыто предостерегал Александра I, «чтоб не возобновился Указ, разделяющий время работ крестьянских на себя и на помещиков, ограничивающий власть последних». «Хорошо, что (павловский закон) оставался как бы без исполнения», — писал Лопухин государю, потому что «в России ослабление связей подчинённости крестьян помещикам опаснее нашествия неприятельского».
Крестьяне расценили его как закон, официально защищавший их интересы и облегчавший их тяжёлое положение, и пытались жаловаться на бойкотирование его норм помещиками.
А. Н. Радищев в статье «Описание моего владения» (1801—1802) утверждал, что в ситуации неопределённости правового статуса крестьянина и помещика регламентация крестьянских повинностей изначально была и будет обречена на провал: «на нынешнее время законоположение сие невеликое будет иметь действие, ибо состояние ни землевладельца, ни дворового не определено».

#### Ограничение привилегий дворянства
"Низшие классы с таким восторгом приветствовали государя, что Павел стал объяснять себе холодность и видимую недоброжелательность дворянства нравственной испорченностью и якобинскими наклонностями" .
Действия Павла I в отношении дворянства имели в виду ограничение дворянских привилегий, данных Манифестом «О даровании вольности и свободы всему российскому дворянству» 1762 года и Жалованной грамотой 1785 года.
- Павел провёл масштабные бескровные чистки государственного аппарата, уволив со службы около 20 тыс. чиновников и офицеров за коррупцию, казнокрадство, взятничество, воровство и злоупотребления[168].
- Отменил запрет на телесные наказания для дворян (1797 г.), применяя их за убийства, разбои, пьянство и служебные преступления[169][170].
- Ввёл запрет на отставку офицеров, прослуживших менее года (1798)[171]
- Павел запретил переход с военной службы на гражданскую без разрешения Сената (с 1799 г.)[172][173].
- Лишил неслуживших дворян права участвовать в выборах и занимать должности[174].
- В 1797 году запретил коллективные жалобы и петиции без одобрения губернатора, (то есть жалобы без персональной ответственности за ложный донос)[175][176].
- Упразднил губернские дворянские собрания (1799 г.), лишив дворянство права выбирать заседателей в суды (1800 г.)[177][178].
- Ввёл налог на содержание местного самоуправления (1797), увеличив его к 1799 году[179] Установил подушную подать для дворян — 20 рублей «с души» (1799)[180].

Губернатор, сенатор, действительный тайный советник, масон Ф. П. Лубяновский вспоминал:

… нельзя было не заметить с первого шага в столице, как дрожь, и не от стужи только, словно эпидемия, всех равно пронимала… эта эпоха уже имела свои названия. Называли её, где так требовалось: торжественно и громогласно — возрождением; в приятельской беседе, осторожно, в полголоса — царством власти, силы и страха; в тайне между четырёх глаз — затмением свыше.
— 
С другой стороны, Е. С. Шумигорский писал:

 «масса простого народа в несколько месяцев, получившая большее облегчение в тягостной своей доле, чем за всё царствование Екатерины, и солдаты, освободившиеся от гнёта произвольной командирской власти и почувствовавшие себя на „государственной службе“, с надеждой смотрели на будущее: их мало трогали „господские“ и „командирские“ тревоги»— .
Миф о массовой ссылке дворян в Сибирь при Павле I (1796—1801) не подтверждается документами: реально сослано менее 10 человек за тяжкие преступления (взятки, крупные хищения). Большинство чиновников, временно отправленных в свои имения «в опалу», возвращались в столицу через несколько месяцев, иногда и с повышением в чине.

#### Павел I и Суворов
Показательна история с известной ссылкой фельдмаршала Суворова:
Суворов открыто критиковал военные реформы Павла I, заявляя: «Русские прусских всегда бивали, что ж тут перенять?»
6 февраля 1797 года по результатам прошедшего смотра и финансовых ревизий Суворова вместе с пятью другими фельдмаршалами уволили в отставку без права ношения мундира. В марте он прибыл в своё имение «Губерния» под Кобрином с 19 отставленными штабными офицерами-сослуживцами, подарив каждому из них деревню с крестьянами.
5 апреля 1797 года, в день долгожданной коронации, Павел получил рапорт сенатора и генерал-майора М. П. Румянцева о том, что Суворов в Кобрине «волнует умы и готовит бунт». Фельдмаршала тут же выслали в его же собственное имение в Новгородской губернии Кончанское под надзор. Соратников арестовали, но через два месяца отпустили из-за отсутствия доказательств.
Условия ссылки в собственном имении Суворова были довольно строгими: приставлен личный надзиратель, вёлся полный контроль переписки, соблюдался запрет на перемещения и визиты. Помимо опалы и ссылки, Павел I дал ход множеству исковых дел против графа Суворова, первые из которых, связанные со снабжением войск во время польской кампании, были начаты ещё Екатериной II. Вместе с новыми гражданскими исками и результатами служебных ревизий сумма финансовых претензий к Суворову составила более 800 000 рублей и продолжала расти, по мере открытия новых обстоятельств.
В феврале 1798 года Суворову разрешили вернуться в Петербург, но его продолжающиеся насмешки над реформами вызвали новый конфликт. Граф уехал в своё имение Кончанское, где здоровье ухудшилось, и он решил уйти в монастырь.
6 февраля 1799 года Суворову привезли от Павла I депешу: «Граф Александр Васильевич! Теперь нам не время рассчитываться. Виноватого Бог простит. Римский император требует вас в начальники своей армии…».

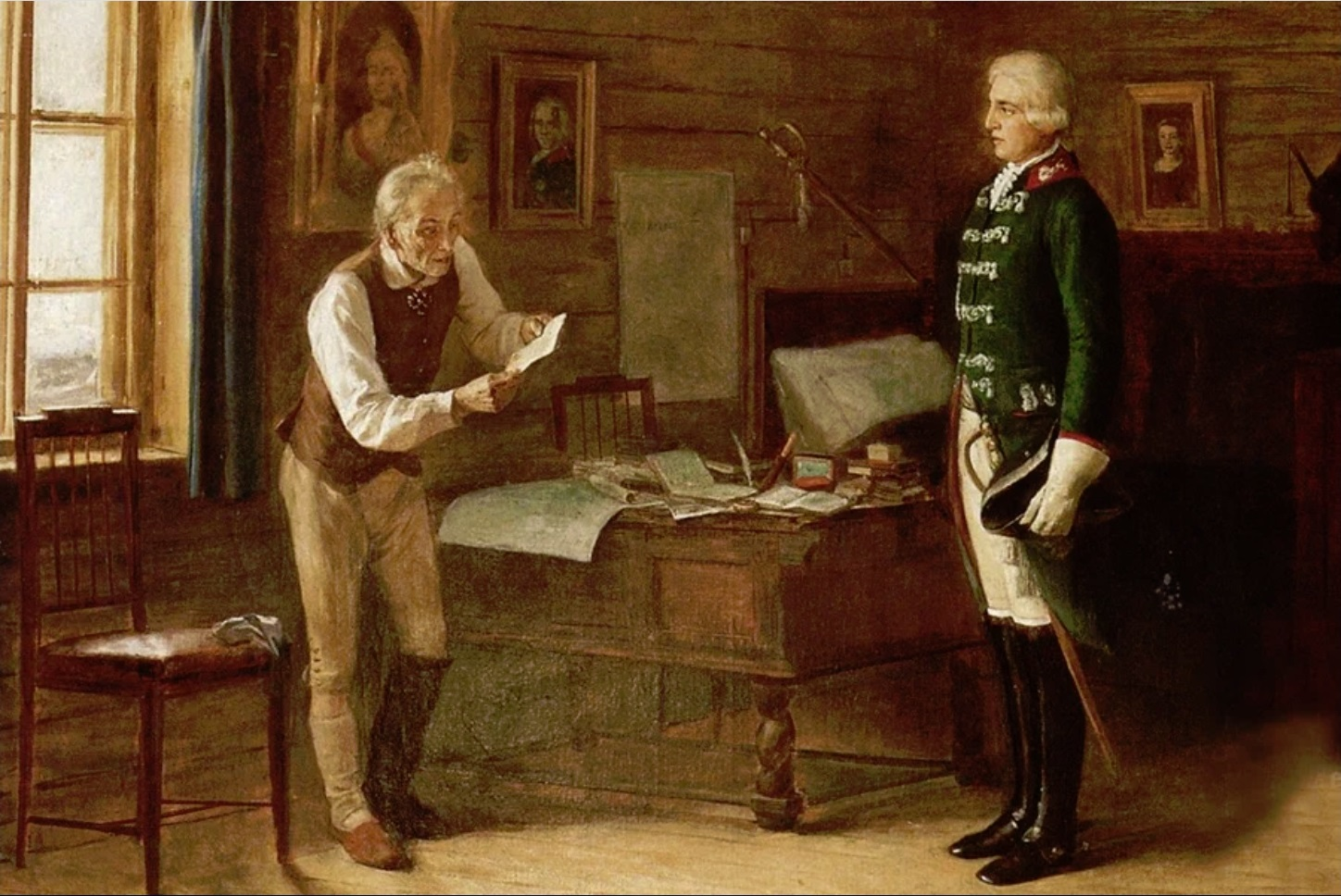
Художник П. И. Геллер, 1902

Суворов стремительно прибыл в Петербург, где, упав в ноги императору, вызвал его прощение и благосклонность. Павел собственноручно надел на графа Мальтийскую рыцарскую бриллиантовую цепь ордена Св. Иоанна Иерусалимского и знак Большого креста.
Когда Павел I вручил под командование фельдмаршала свою новую армию, реформированную им самим за два с половиной года, переэкипированную в тёплую форму и с перевооружённой отлаженной артиллерией, Суворов воскликнул: «Боже, спаси царя!» на что Павел ответил:«Да спасет Бог тебя для спасения царей!»
После побед в Италии — (Мантуя, Алессандрия) Суворов получил титул князя Италийского и звание гранда Сардинии. Павел писал: «через сие вы и мне войдёте в родство…» , приказал оказывать в будущем Суворову такие же царские почести как и ему самому и возвести прижизненный памятник в столице.
Современники восхищались Суворовым в Англии и России: «приятно быть русским в такое славное для России время». Однако косвенная служебная связь генералиссимуса с главой нового заговора «Канальского цеха» привела к его последней опале.

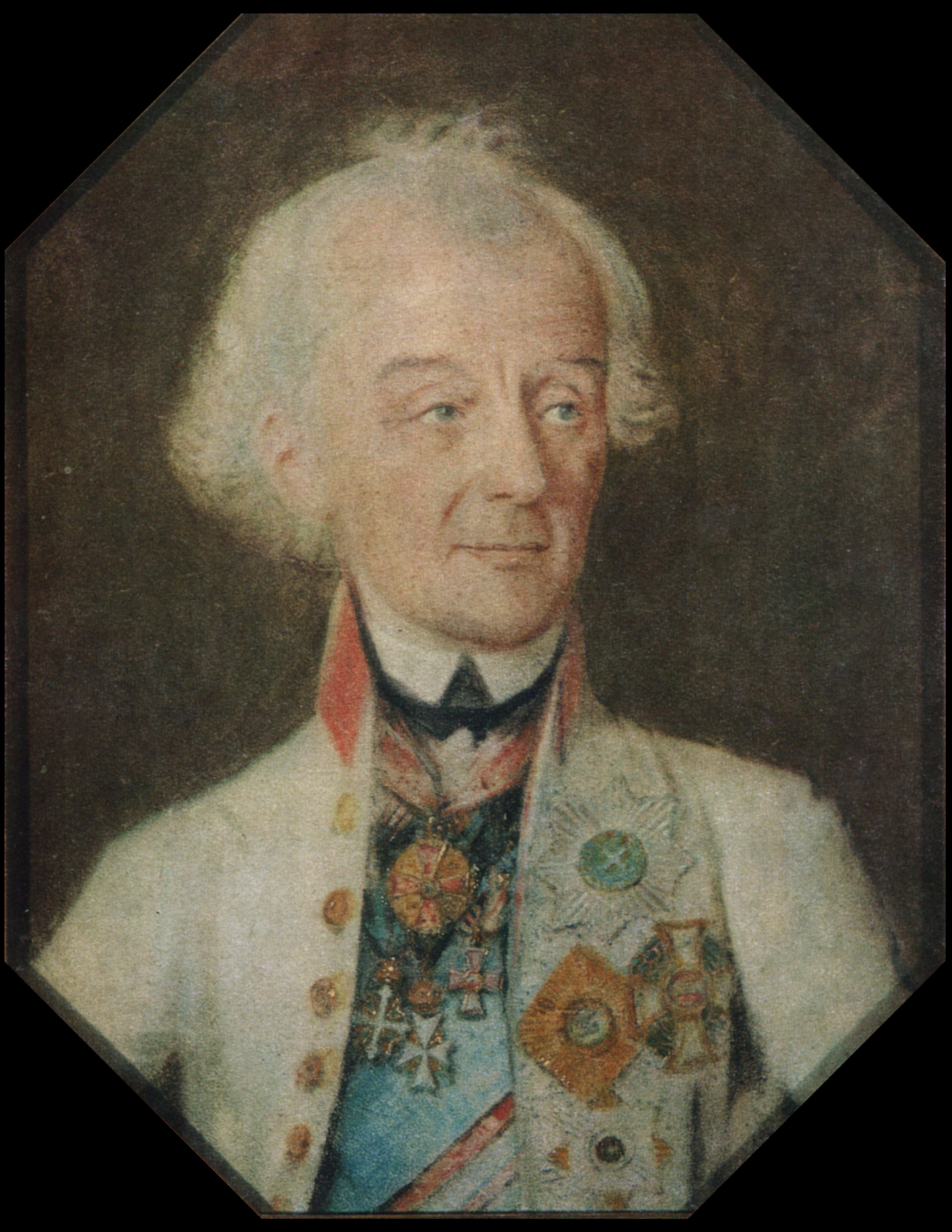
Последний прижизненный портрет Суворова 1800 г. в австрийском фельдмаршальском мундире

На похоронах дважды опального Суворова Павел встретил гроб, склонил голову и «снял шляпу… слёзы падали каплями», по словам камердинера всю ночь потом он не мог заснуть, повторяя: «Жаль!».

#### Военная реформа

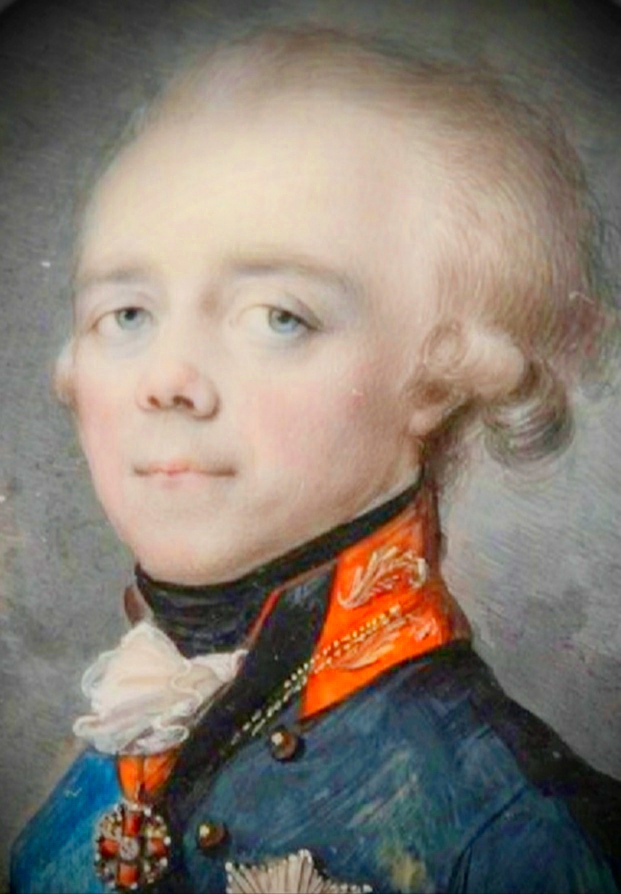
Великий князь Павел Петрович. Художник Питер Эдуард Строли работавший в Петербурге в 1796—1801 годах.

В соответствии со своей политической доктриной Павел I главной заботой монарха считал создание сильной боеспособной армии.
7 ноября 1796 года (на второй день по восшествии на престол) - был объявлен манифест, провозглашающий мирную политику России. Государь Император торжественно объявил, что отныне Россия будет жить в мире и спокойствии, что теперь « нет ни малейшей нужды помышлять о распространении своих границ, поелику и без того довольно уже и предовольно обширна». 
Первоначально, предполагая вести миролюбивую внешнюю политику, новый император серьёзно сократил армию по результатам проведённого в феврале 1797 года смотра. В отставку были отправлены 7 фельдмаршалов, 300 генералов и свыше 2 тыс. штабных офицеров за плохую выучку своих войск и казнокрадство. Были вычищены из штатов армии все младшие командиры, не явившиеся на смотр, в том числе по малолетству.
Ещё 10 ноября 1796 года государь отменил чрезвычайный набор рекрут, объявленный Екатериной. Канцлер Александр Андреевич Безбородко писал о состоянии армии: «Накануне вступления Павла на престол из 400 тысяч солдат и рекрут — 50 тысяч было растащено из полков для домашних услуг и фактически обращены в крепостных.»
29 ноября 1796 года приняты новые, подготовленные на основе гатчинских уставов воинские уставы: пехотный, кавалерийский, морской устав. Основные отличия от петровского устава: более четкая регламентация службы и быта на корабле, а также «нерепрессивный» характер, так как наказания за нарушения упоминались редко. В России воинский артикул Петра I предписывал смертную казнь в качестве наказания по 123-м статьям. При Павле не было ни одной смертной казни. В устав были введены новые должности: историограф, профессор астрономии и навигации, рисовальный мастер. Из устава был исключен военный палач.
При Павле I в армии снизилась жестокость наказаний: офицеры несли уголовную ответственность за злоупотребления ими, а солдаты получили право жаловаться на жестоких командиров. Телесные наказания стали регламентироваться уставом, их частота уменьшилась по сравнению с эпохой Екатерины II и даже была меньше, чем в последующих царствованиях. По статистике Тайной канцелярии, 44 % арестованных при Павле — офицеры, солдаты — лишь 9 %. За всё время правления этого императора было вынесено 495 обвинительных приговоров офицерам и всего лишь 287 — солдатам, которых было вообще в армии почти в полсотни раз больше чем офицеров.
Павел первым в Европе ввёл наградную систему для нижних чинов: медаль «За храбрость» (1799), знаки ордена Св. Анны (позже — Св. Иоанна Иерусалимского) за 20 лет службы, освобождавшие от телесных наказаний.
Павел I подтвердил в 1798 году срок службы солдат в 25 лет вместо пожизненного срока, как это было ранее со времён Петра I до 1793 года, при этом рекруты и их дети, появившиеся во время отцовской военной службы, освобождались от крепостной зависимости.
Он реформировал отношения к полковым знамёнам, сделав их святынями с особым ритуалом присяги знамени, а не просто табельным имуществом, как было раньше. Восстановил гусарские полки, усилил личный контроль над кадетскими корпусами, разделил кадет на роты по возрасту и запретил политические кружки среди офицеров.
В 1797 году император Павел I провёл военный смотр, обязав явиться всем офицерам, включая фиктивно зачисленных в полки с детства, и потребовал списки неслуживших дворян для призыва. До этого 70 % офицеров служили формально, не появляясь лично в полках. По итогам проверки боевой выучки войск и соответствующих финансовых ревизий в отставку отправили 7 фельдмаршалов (включая А. В. Суворова), 300 генералов и свыше 2 тыс. штабных офицеров.
Ещё будучи молодым наследником Павел I конфликтовал с фаворитом матери князем Потёмкиным, вице-президентом Военной коллегии, после требования последнего лично отчитываться перед ним. Этот конфликт сделал Павла противником реформ Потёмкина. Великий князь отказался менять вооружение и обмундирование своего Кирасирского полка, сохранив традиции тяжёлой кавалерии. Исторические события (Итальянский поход Суворова и Отечественная война 1812 года) подтвердили правоту Павла: тяжёлая кавалерия оставалась эффективной, вопреки мнению Потёмкина, считавшего её устаревшей после русско-турецких войн. Подготовка великим князем своих кирасир «по-старому» позволила сохранить квалифицированные кавалерийские кадры. Павел полагал, что нельзя забывать про войны в Европе, где, как оказалось и в дальнейшем, кирасирские полки вплоть до середины XIX века являлись главной атакующей силой.

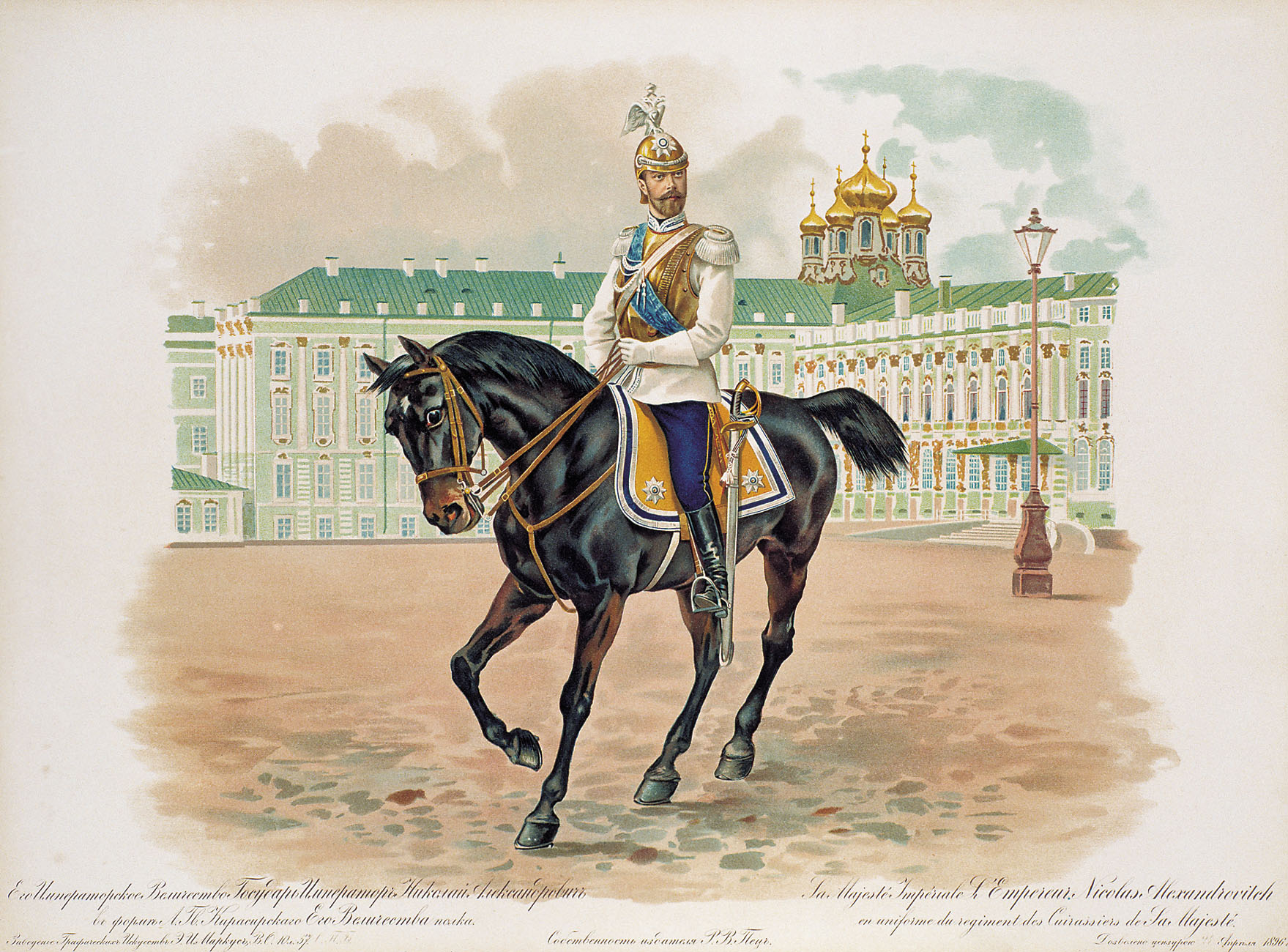
Праправнук Павла I — последний русский царь Николай II в форме лейб-гвардии Кирасирского Его Величества полка на плацу перед Екатерининским дворцом в Царском Селе

Павел дал кавалергардам лейб-компании роскошную рыцарскую форму с серебряными латами и особый устав. Солдатами в этих кавалергардах при нём служили дворяне титульных фамилий. Эта лейб-компания была изначально той ротой гвардейских солдат Преображенского полка, при насильственной помощи которых Елизавета взошла на престол 25 ноября 1741 года и дала им всем дворянство и офицерские чины. Но в лейб-гвардии они остались служить солдатами.
Император запретил ношение гражданской одежды военными во время нахождения на службе, как это было широко распространено при его матери. Павел I ввёл новое обмундирование для всего войска, заимствованное с уже современных ему передовых прусских образцов, при этом прусская форма в русской армии была введена ещё Петром I , а крой и лекала новой павловской формы использовались в русской форме ещё с 1763 года. Павловская форма для всех родов войск и флота, кроме гусар и кавалергардов, приобрела темно-зеленый защитный цвет. Введены мало выделяющиеся издалека офицерские мундиры гвардии, которые к тому же стали в пять раз дешевле очень дорогих екатерининских мундиров, обходившихся при ней в треть годового жалования штаб-офицера.
В новой форме было и очень полезное для воинов нововведение — тёплые зимние вещи: специальные жилеты-куртки на заячьем меху, овчинные безрукавки для ношения под камзолами и главное — шинели, которые сменили в 1797 году прежние простые плащи-епанчи и спасли множество русских солдат в последующих войнах, когда русская армия смогла вести успешные боевые действия в холодное время года, долго не уходя на зимние квартиры. Епанча — простой плащ без рукавов, не защищавший от холода. Солдаты могли покупать тёплую одежду за свой счёт, но носить её — только с разрешения начальства. Шинель же значительно улучшила положение: по данным 1760 года, большинство болезней и смертей в армии вызывались ревматизмом и заболеваниями дыхательных путей, которые удалось сократить благодаря новой униформе. Для зимы солдатам стали шить ещё и термобелье того времени — фуфайки, а мундиры изготавливали с припуском, чтобы они застёгивались с фуфайками. Шинели зимой одевались поверх мундиров и фуфаек.
Также император ввёл в холодное время года для часовых караульные овчинные тулупы и валенки. В караульном помещении пар валенок должно быть столько, сколько необходимо, чтобы каждая смена часовых обувала сухие. Этот правило входит в уставы до сих пор.
При Павле обычная церемония вахт-парада (развод караулов) превратилась в важное государственное дело с обязательным участием императора или его наследника. К 9 часам утра император Павел сам выезжал верхом на лошади светлой масти на вахт-парад и развод караула. Эти смотры различных полков гвардии каждый в свой соответствующий день длились около двух часов ежедневно, и всегда, в любую погоду, в мороз или дождь, император в своём мундире и шляпе на них присутствовал.

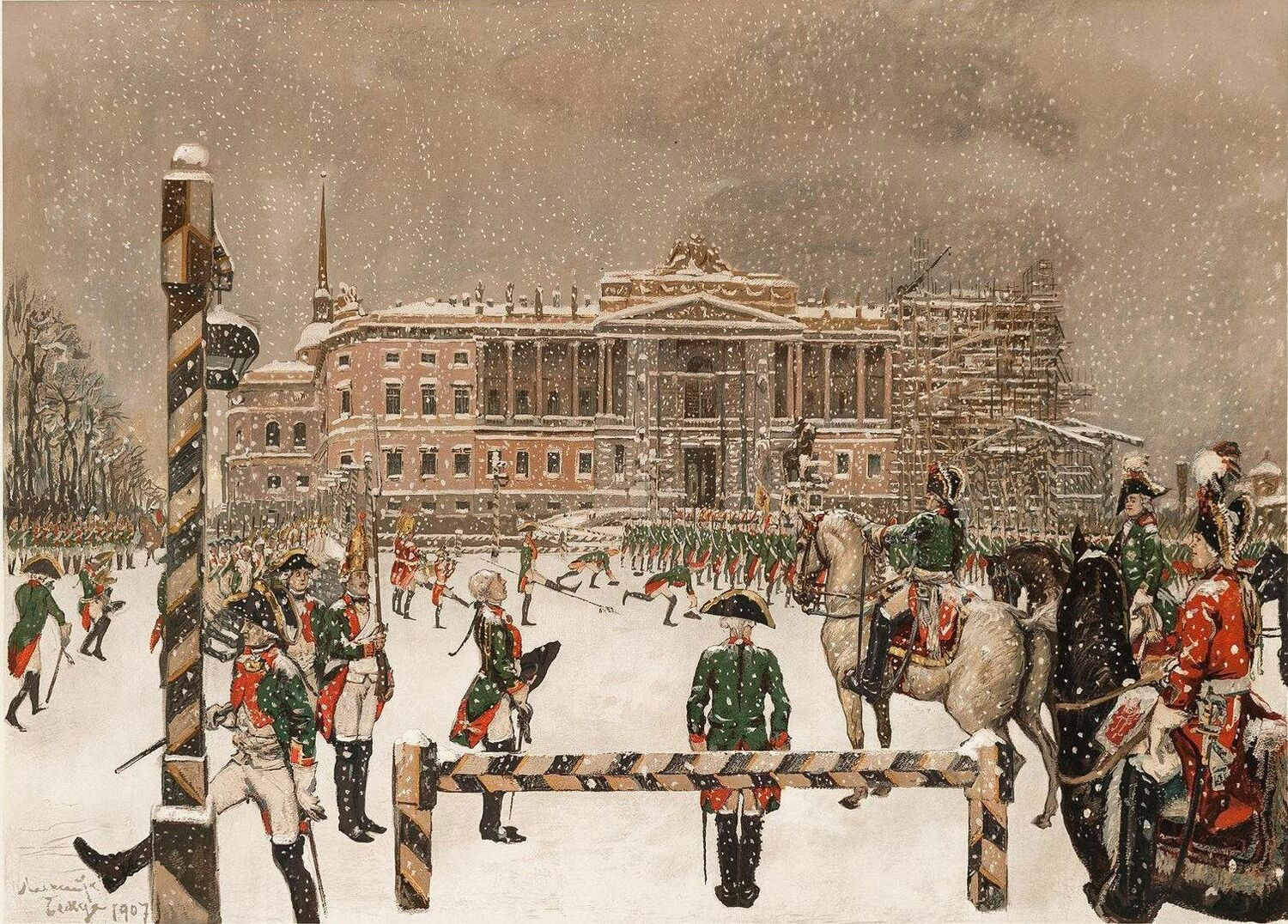
«Вахтпарад при императоре Павле I» (А. Н. Бенуа, 1907)

Знаменитый павловский вахтпарад сохранился до XXI века под другим названием — развод караула.
Строевой шаг, введённый императором, существует до сих пор в российской армии под названием «печатный шаг для почётного караула».
Павел способствовал зарождению традиции создания полковых маршей.
Император освободил артиллеристов от строевой подготовки, хотя до сих пор сохранились стереотипы, будто он был сторонником бессмысленной муштры.
Павел I пользовался уважением солдат и матросов. Как полковник Преображенского полка, он обеспечил своевременную и точную выдачу солдатского довольствия. Современники отмечали: «Солдаты любили Павла… особенно первый батальон Преображенского полка» (генерал Ланжерон), «Все трепетали перед императором. Только солдаты его любили» (княгиня Ливен). Примером истинно отеческого отношения Павла к солдатам может служить тот факт, что, по данным камер-фурьерских журналов, император стал крёстным отцом более тридцати детей нижних чинов своего лейб-гвардии Преображенского полка и лейб-гвардии Артиллерийского батальона.
На флоте Павел I отменил килевание — традиционное варварское наказание, при котором провинившегося матроса неоднократно протаскивали под килем корабля, что часто приводило к гибели от утопления или от ужасных ран, полученных краями острых раковин бентосных организмов на обросших ими днищах кораблей. 
В 1797 году весь Балтийский флот, впервые после Петра Великого, вышел летом в море под непосредственным командованием самого Императора, поднявшего императорский штандарт на 40-пушечном фрегате «Эммануил». Император жестоко сам страдал от начавшейся в открытом море сильной качки, но принял активное участие во всех четырех днях маневров. Павел все маневры просидел в кресле на шканцах своего фрегата. Здесь же он, отказавшись спуститься вниз, вместе с семьей и спал все ночи на вынесенных им тюфяках. 
Император Павел I ввёл ежедневные мясные и винные порции для нижних чинов армии и флота. Было поднято денежное довольствие нижних чинов и впервые устроены полковые лазареты для них. Император приказал, чтобы лекарями в полк допускались только лица, сдавшие лекарский экзамен в Медицинской коллегии; им была основана Медико-Хирургическая академия.

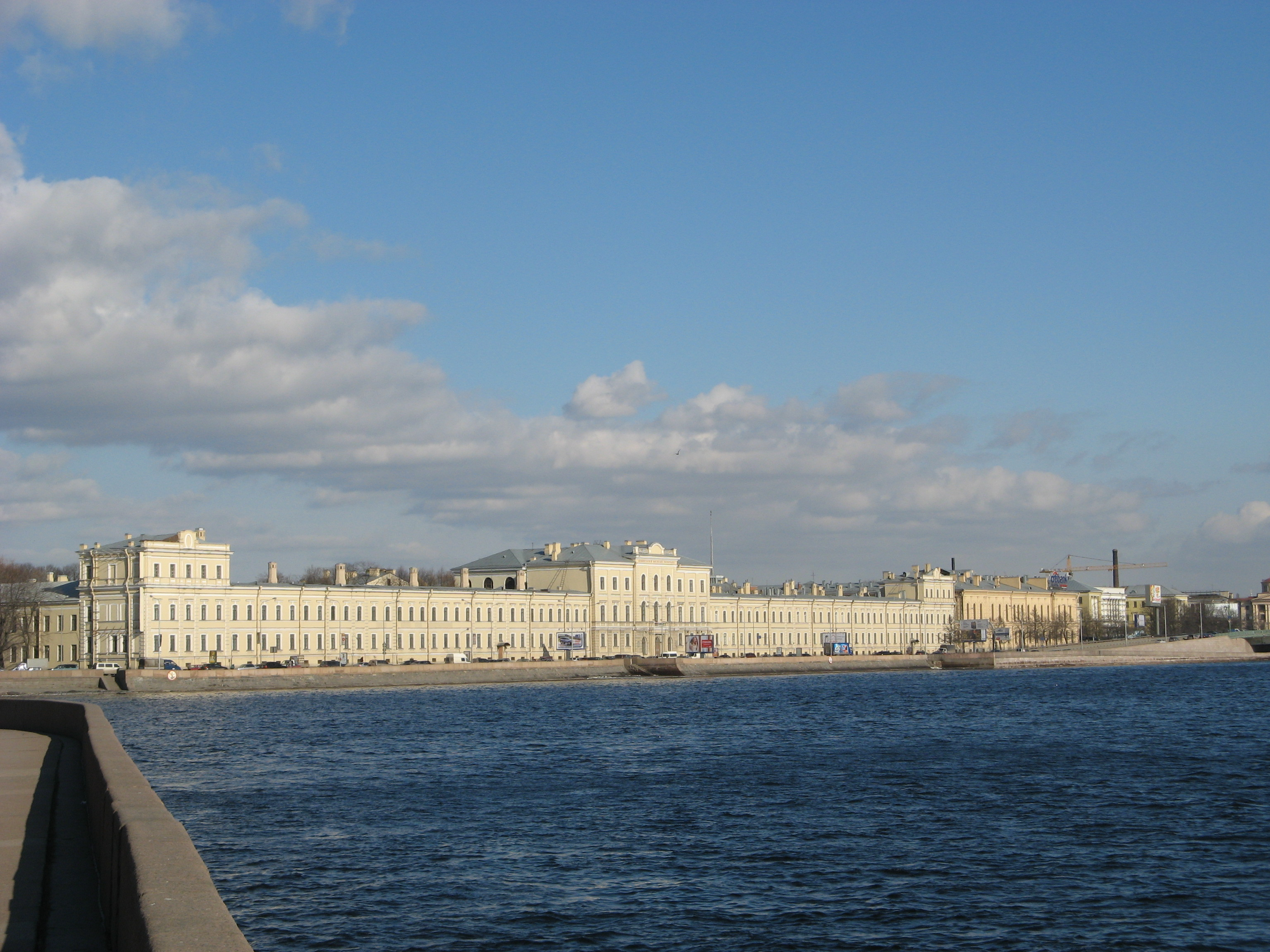
Военно-медицинская академия имени С. М. Кирова (бывшая павловская Медико-хирургическая академия, где работали многие выдающиеся врачи и учёные России)

Также впервые в армии Павел I ввёл регулярные отпуска нижним чинам по 28 дней в году. Одновременно он ограничил отпуска офицерам максимумом 30 днями в году. Император Павел под страхом каторги запретил делать удержания из солдатской зарплаты и под страхом смерти — систематическую невыдачу солдатского жалования.
Став государем он ввёл для отставленных от службы из-за увечий или прослуживших более 25 лет солдат пенсии с содержанием таких солдат в подвижных или гарнизонных инвалидных ротах, приказал умерших и погибших солдат хоронить с воинскими почестями, могилы передавать на присмотрение инвалидным гарнизонным ротам.
Великий князь Павел Петрович ещё в 1795 году принял решение организовать первый Военно-сиротский дом для детей солдат, оставшихся без попечения родителей в Мариенбурге под Гатчиной, которых обучали чтению, письму, рукоделию, земледелию и садоводству. Позднее их стали обучать и музыке. За все тридцатилетнее царствование Екатерины в солдатских школах выучилось лишь 12 тысяч человек, за четырёхлетнее правление Павла — 64 тысячи
.

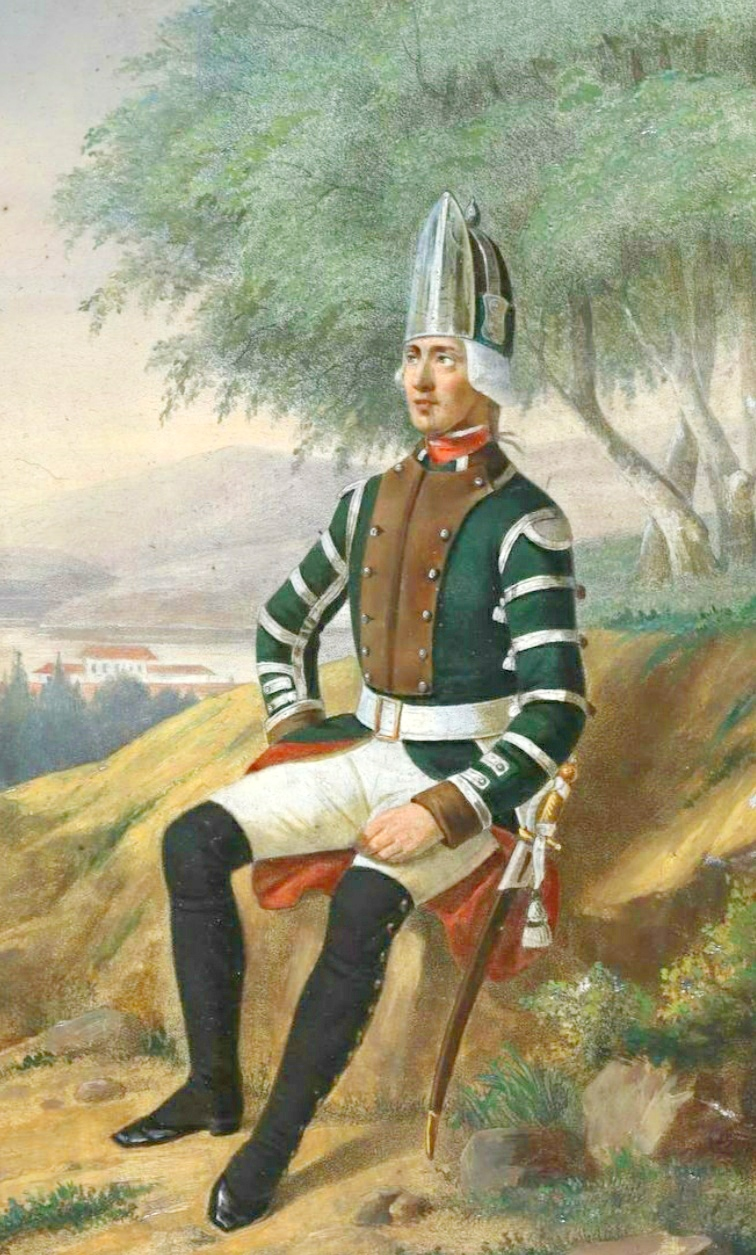
Музыкант Кавказского гренадерского полка в павловской форме с буклями и косичкой и в штиблетах. 1797—1801. ГМЗ Гатчина

В Петербурге царь основал в 1797 году военное училище для сирот военных дворян (будущий Павловский кадетский корпус). Для дворянских сирот женского пола — институт ордена св. Екатерины и другие учебные заведения под патронатом Императрицы Марии Федоровны.
Павлом I были введены инспекции и институт военных инспекторов, вследствие чего впервые было чётко организовано снабжение, управление и обучение войск в мирное время. Все вооруженные силы для удобства управления делились на 11 округов и 7 инспекций. Павловская система инспекций во многом сходна по функциям с современными военными округами. Император установил практику назначения членов дома Романовых шефами полков.
Все нововведения Павла I по улучшению организации флота и армии (введение дивизий по постоянным штатам, централизация управления войсками и т. д.) имели положительный эффект и сохранились в армии после гибели императора.
22 января 1799 года Павел I издал указ о формировании Кавалергардского корпуса. Павел также создал Лейб-Гвардейский Гусарский полк, Л.-Гв. Егерский полк, Л.-Гв. Казачий полк, Л.-Гв. 1-ю Артиллерийскую бригаду, Гвардейскую Конно-Артиллерийскую бригаду.
В армии при Павле появились принципиально новые подразделения — инженерные. В 1797 году был сформирован Пионерный полк, являвшийся первым крупным военно-инженерным подразделением в русской армии.
Павел I — основатель фельдъегерской службы в России, то есть воинского формирования правительственной связи. Фельдъегерский корпус был создан по указу императора от 17 декабря 1797 года.
Павел I сыграл ключевую роль в создании «Депо карт» — учреждения, занимавшегося сбором, хранением и созданием картографических материалов для военных и государственных нужд. Это стало важным шагом в систематизации картографии в России. Он сам лично написал большое наставление и детальное руководство по съемке местности и составлению карт и атласов, которое до сих пор актуально. В 1812 году Депо карт было преобразовано в «Военно-топографическое депо», а позже — в «Корпус военных топографов» (1822). Его современный преемник — Военно-топографическое управление Генерального штаба ВС РФ.
При императоре Павле военное духовенство было выделено в особое ведомство и получило своего главу – протопресвитера армии и флота

.
Впервые для поощрения к более ревностному исполнению своего служения императором был введен порядок награждения духовных лиц орденами и знаками внешнего отличия. Павел присвоил Спасо-Преображенскому собору в Санкт-Петербурге наименование «всей Гвардии собор», сделав его главным храмом Русской Императорской армии.
Павел и его моряки-«гатчинцы» принимали участие в Русско-шведской войне 1788—1790 годов. Моряки участвовали в Роченсальмском сражении и были награждены медалью «За храбрость на водах финских Августа 13-го 1789 года».
Самому Павлу удалось принять боевое крещение только один раз, побывав в боевом столкновении 20 августа 1789 года вместе с главнокомандующим Мусиным-Пушкиным, выехав на рекогносцировку в окрестностях Гекфорса: «шведы по нашим стреляли и убили двух казачьих лошадей. По окончании перестрелки великий князь проговорил с отменным удовольствием: — Теперь я окрещен».

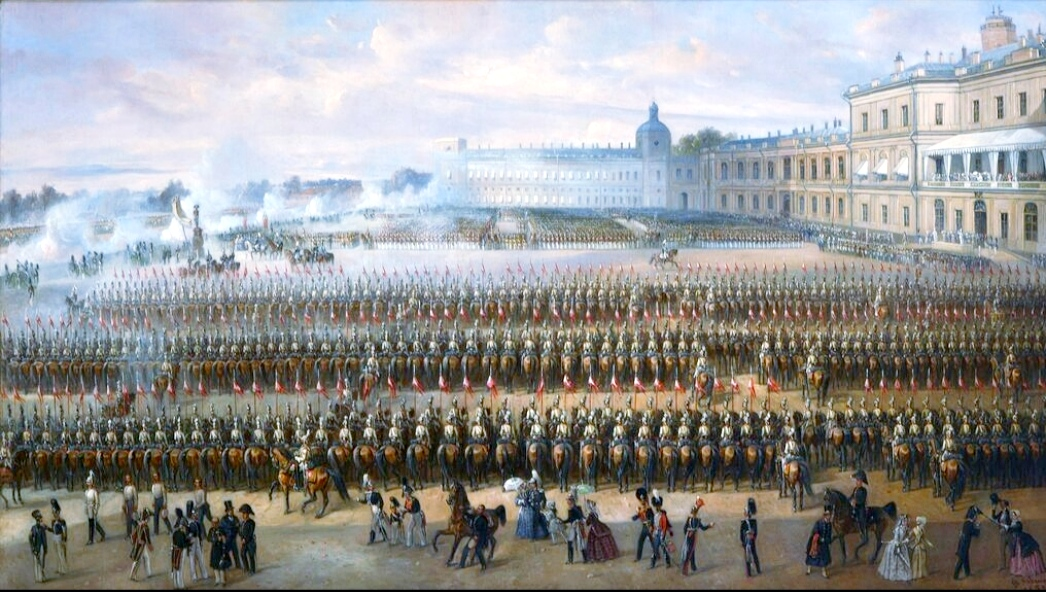
Парадный плац перед Гатчинским дворцом

1 января 1798 года были утверждены новые штаты по Морскому ведомству, разработанные специальным комитетом под председательством наследника Александра Павловича. Удалось сократить расходы на военно-морские силы с 15 млн руб. до 6,7 млн руб. в год, то есть более чем вдвое, без сокращения их численности.
В августе 1798 года по инициативе императора в Петербурге и Николаеве были основаны первые в мире военно-морские инженерные учебные заведения — Училища корабельной архитектуры.
В 1798 году — императором Павлом вице-адмирал Ф. Ф. Ушаков назначен командующим союзным объединённым российско-турецким флотом в Средиземном море. Задачей Ф. Ф. Ушакова являлось овладение Ионическими островами, блокада французских войск в Египте, нарушение коммуникаций и содействие английской эскадре контр-адмирала Г. Нельсона во взятии о. Мальта антифранцузской коалицией.

#### Сбережение кораблей и корабельного леса
До Павла I плохое хранение корабельных лесоматериалов в гаванях приводило к гниению ценного дуба. Павел ввёл сортировку лесов и их хранение в сараях, запретил использовать лес на иные нужды. Экспорт разрешался только по личному указу императора. Для сохранения кораблей зимой их теперь предписывалось разгружать, снимать мачты, укрывать крышами и проветривать, а командиры обязаны лично контролировать постройку, ремонт и хранение своих кораблей. Павел восстановил институт обер-сарваера для контроля расходов на кораблестроение, упразднив систему сарваеров.
За последние четыре года 90-х годов XVIII века кроме мелких судов в Балтийском и Черноморских флотах было спущено на воду 25 линейных судов - 17 линейных кораблей и 8 фрегатов, и начато, но не окончено постройкой еще 9 судов линии - 5 линейных кораблей и 4 фрегата.
Павел I реформировал управление лесами, возложив на Адмиралтейств-коллегию надзор и разведение корабельных лесов. В 1797 году учреждён Лесной департамент и утверждён штат лесного управления с инструкцией обер-форшмейстеру (главному лесоводу). Акцент делался на подготовку специалистов (лесоводческий класс при Морском кадетском корпусе), охрану лесов от пожаров, вредителей и их рациональное использование для нужд флота.

#### Вероисповедная политика, личная религиозность

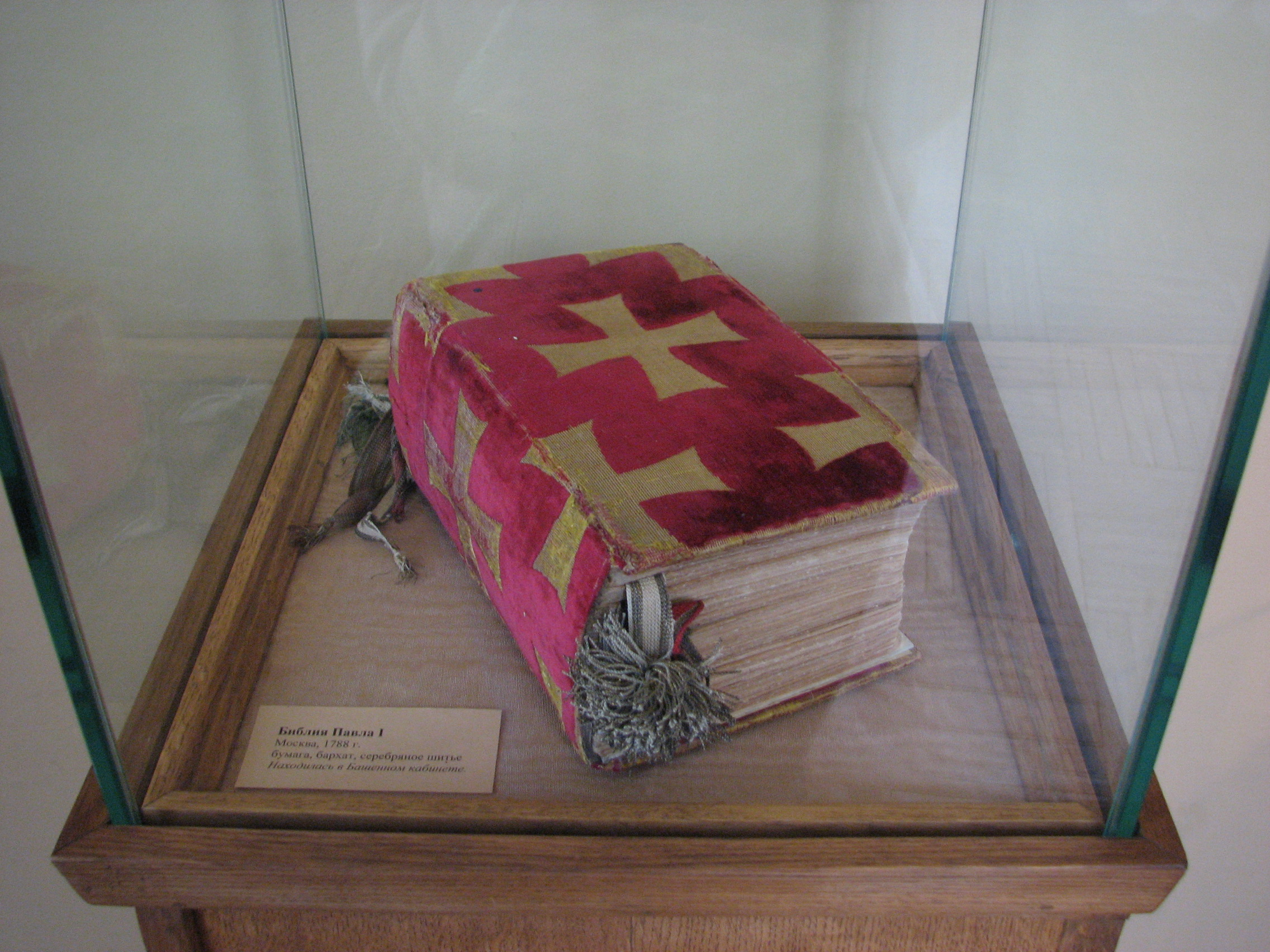
Библия Павла I со множеством закладок. ГМЗ «Гатчина»

Павел – первый император, смягчивший в своей политике линию Петра I на ущемление прав Церкви во имя государственных интересов.
При нём в 1797 году был дан статус Лавры Невскому монастырю и были также учреждены духовные академии в Петербурге, в Казани и 8 новых семинарий. В епархиях, по специальному указу открыты русские начальные школы для подготовки псаломщиков. Впервые в истории России были узаконены меры для обеспечения вдов и сирот духовного сословия. Император стремился к тому, чтобы священство имело более «соответственные важности сана своего образ и состояние». Так, когда Святейший Синод сделал представление об избавлении священников и диаконов от телесных наказаний, император утвердил его (оно не успело вступить в законную силу до его гибели).
Государственное жалование приходским священникам было увеличено более чем в два раза, появилась практика награждения духовных лиц гражданскими орденами, а также особыми наградными наперсными крестами с монограммой императора. В 1798 году крестьянам было предписано обрабатывать землю приходских священников. В 1801 году император освободил духовенство от обязанности следить за регулярностью исповеди прихожан.
Великий подвижник русской церкви Серафим Саровский крайне высоко посмертно оценил отношения царя к церкви: «Император Павел Петрович как любил Церковь святую, как чтил святые уставы Ея и сколько сделал для блага Ея, не многие из Царей Русских подобно Ему послужили Церкви Божией.

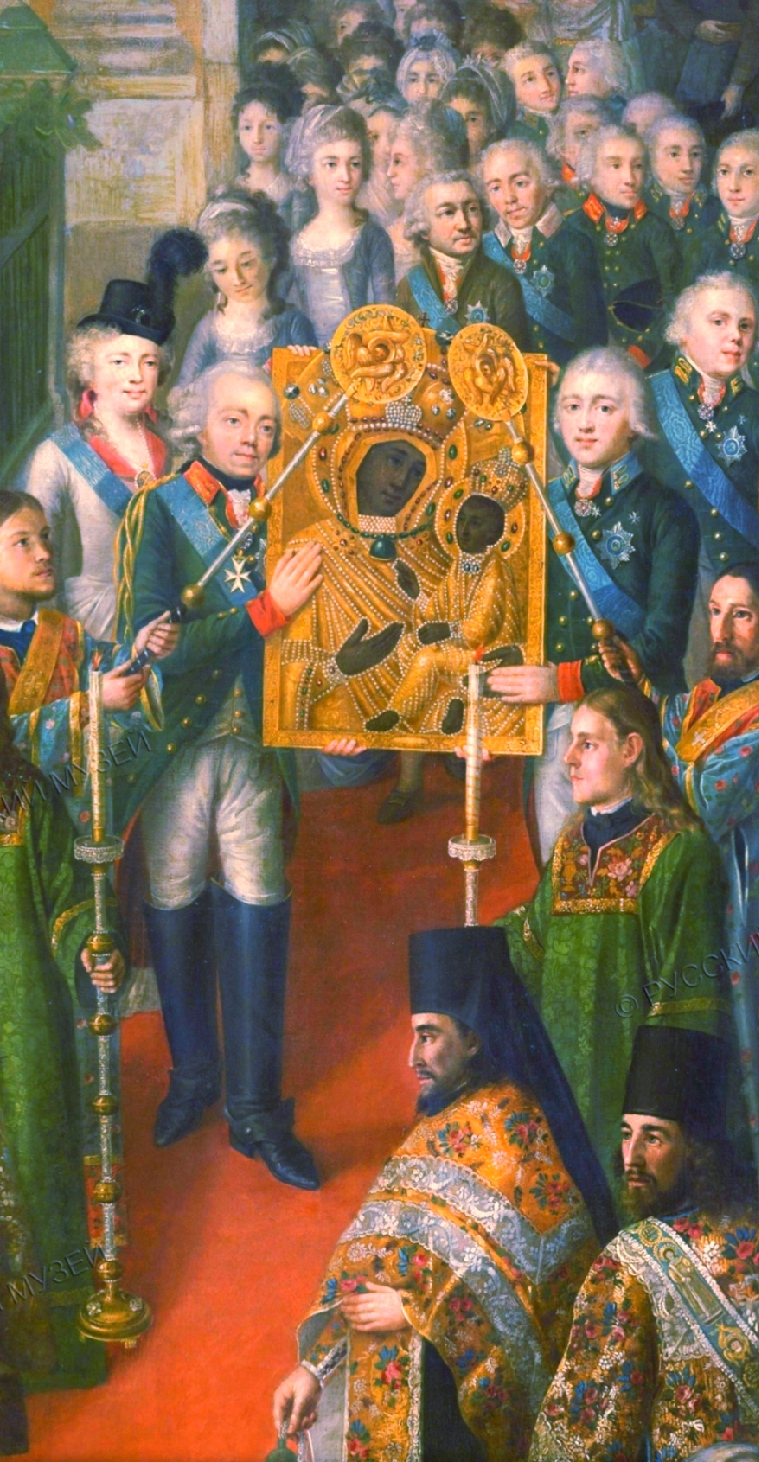
Перенесение Павлом и его сыном в Тихвине 9 июня 1798 года Тихвинской иконы Божией матери из церкви Рождества Богородицы Введенского монастыря в Успенский собор Богородичного Успенского монастыря, (отреставрированного и на личные пожертвования в 37 000 рублей императора Павла I и его сына Александра) [фрагмент]. Художник Василий Истомин. 1801 г., ГРМ, Санкт-Петербург

12 марта 1798 года Павел I дал именной указ, согласно которому то или иное старообрядческое согласие могло добровольно возвратиться в лоно российской церкви с сохранением своего обряда; также указ предписывал всем епархиальным архиереям рукополагать священников для старообрядцев согласно их прошению, а также было разрешено повсеместное строительство старообрядческих храмов. В 1800 году окончательно было утверждено разработанное митрополитом Платоном положение о единоверческих церквях («11 пунктов единоверия»).
18 марта 1797 года был дан Манифест «О свободном вероисповедании, о не привлекании в присоединенных от Польши Губерниях людей из Грекороссийской веры в Католическую, и о нестеснении свободы тем, кои сами от других исповеданий к Православной Церкви присоединиться пожелают», который отмечал, что «в некоторых присоединенных от Польши к Державе Нашей Губерниях» католические духовенство и помещики, «обращая во зло данную от Нас таковую свободу исповедания веры», открыто притесняют православное духовенство и разными средствами, вплоть до насилия, обращают в униатство лиц православного вероисповедания, каковая практика воспрещалась.
Особыми были отношения Павла с папством, в котором он видел политического союзника в борьбе с революционной Францией. В России все шире действовал орден иезуитов. Существовал одобряемый императором проект иезуита Габриэля Грубера, который называл Павла «восстановителем и ангелом-хранителем Общества Иисуса», об объединении Православной Церкви с католичеством.

 Я считаю, что против набирающего силу атеизма следует бороться, объединив усилия всех сил добра. Союз религий есть самая сильная преграда на пути распространяющегося вселенского зла. 

(Павел I)
Относительно свободно чувствовали себя при Павле представители различных сект и околохристианских учений. Так, в Санкт-Петербурге действовал основатель секты скопцов Кондратий Селиванов, который был отправлен в Обуховскую больницу, по одной из версий, лишь после того, как император пообщался с ним лично и тот предложил императору оскопиться.
Масонские организации были в России по-прежнему официально запрещены, но все ранее наказанные Екатериной деятели движения были помилованы.
Хотя у императора были внебрачные связи как до начала его семейной жизни, так и в конце жизни (из-за тяжелого состояния репродуктивного здоровья его жены и запрета врачей вести ей половую жизнь), но сам лично был очень религиозен. Духовный учитель и наставник Павла будущий митрополит Московский и Коломенский Платон (Левшин) писал: «… высокий воспитанник, по счастью, всегда был к набожности расположен, и рассуждение ли или разговор относительно Бога и веры были ему всегда приятны.»

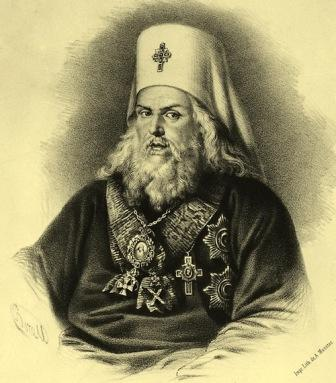
Митрополит Московский и Коломенский Платон (Левшин)

Николай Саблуков писал в своих «Воспоминаниях о дворе и временах императора Павла до эпохи его кончины»:
«...Еще до настоящего времени показывают места, на которых Павел имел обыкновение стоять на коленях, погруженный в молитву и часто обливаясь слезами. Паркет положительно протёрт в этих местах... Офицерская караульная комната, в которой я сидел во время моих дежурств в Гатчине, находилась рядом с частным кабинетом Павла, и мне нередко приходилось слышать вздохи императора, когда он стоял на молитве.»

#### Мальтийский орден
9 июня 1798 года преследуемый англичанами республиканский французский флот Египетской экспедиции под командованием генерала Наполеона Бонапарта подошёл к Мальте, выдвинув требование о входе в гавань флота для пополнения запасов пресной воды своих 400 кораблей и транспортных судов. Однако, мальтийские власти разрешили одновременный доступ в гавань только по одному кораблю в день, что и стало поводом для атаки французов. Рыцари Мальтийского ордена, чьи правила запрещали воевать с христианами, оказались не готовы к сопротивлению. Большинство из них сами были французами, а их наёмные солдаты быстро сдались или перешли на сторону захватчиков. Местное население также не поддержало оборону, что ускорило падение острова. Уже 12 июня Мальта капитулировала, не дождавшись помощи от союзников, и гроссмейстер ордена Фердинанд фон Гомпеш вместе с рыцарями покинул остров
Старейший в мире христианский рыцарский религиозный орден, созданный ещё до Великого раскола церкви — Суверенный военный гостеприи́мный орден рыцарей-госпитальеров Святого Иоанна из Иерусалима, Родоса и Мальты снова остался без места своего постоянного пребывания. За помощью рыцари мальтийского ордена обратились к Павлу I, который согласно своим рыцарским идеалам годом ранее объявил себя защитником ордена, имевшего девиз:«Tuitio Fidei et Obsequium Pauperum» (лат.) т.е. «Защита Веры и Помощь Бедным и Страждущим».
В «Правилах Ордена», записанных первым Великим Магистром Раймондом де Пюи еще в XII веке, говорится: «Каждый брат, который приемлется и вписывается в сей Орден... да придерживается всегда справедливости; обиженным да помогает; угнетенных да защищает и освобождает...» Кроме этого, Орден требовал от своих рыцарей как монахов-воинов «свято хранить три обета»: нестяжания, послушания, целомудрия. Они и были теми тремя принципами, действуя в соответствии с которыми, Павел заново обустраивает страну.
Мальтийский крест стал символом ордена госпитальеров, так как орден образовался в XI веке на базе Амальфийского госпиталя в Иерусалиме и основатель ордена – ректор Жерар Тен был из Амальфи, где такой крест является до сих пор символом города и где хранятся мощи Апостола Андрея Первозванного, распятого на косом кресте.
29 ноября (10 декабря) 1798 года Павел I издал высочайший Манифест об установлении в пользу российского дворянства ордена Св. Иоанна Иерусалимского. Новый Российский и старый Мальтийский орден были частично интегрированы и Павел I был избран Великим Магистром Мальтийского ордена 16 (27) декабря 1798 года, к его титулу были добавлены слова «…и Великий Магистр ордена св. Иоанна Иерусалимского». На российском гербе появилось изображение Мальтийского креста.

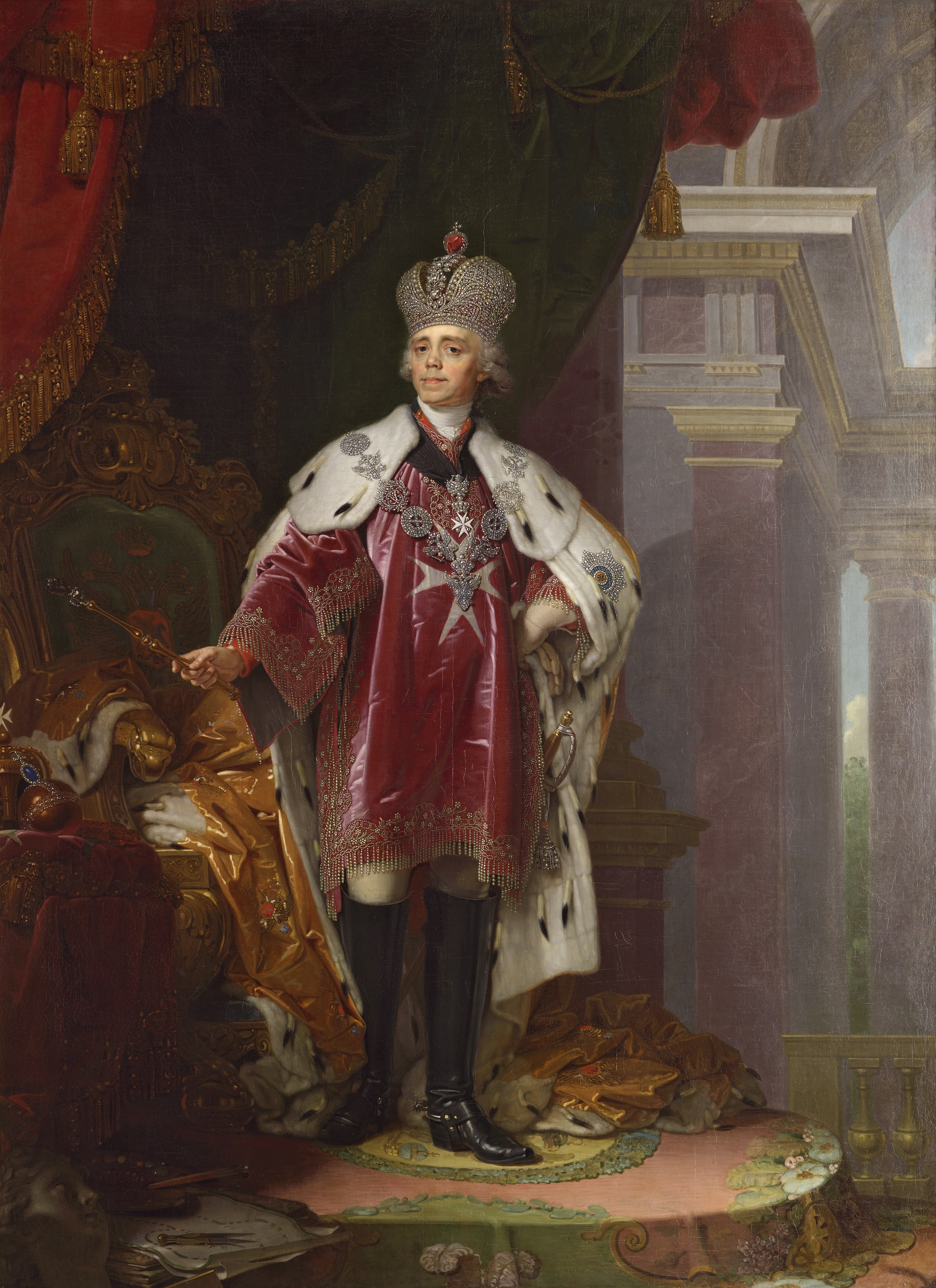
Портрет Павла I в одеянии Великого Магистра Мальтийского ордена. Художник Боровиковский

Мальтийский проект Павла был весьма популярен в российском обществе и молодые дворяне буквально вставали в очередь чтобы «записаться в рыцари».
Три ценнейшие в христианстве реликвии, принадлежавшие рыцарям-госпитальерам — частица древа Животворящего Креста Господня, на котором Христос был распят, Филермская икона Божией Матери, написанная самим евангелистом Апостолом Лукой и десница (нетленное правое предплечье с кистью без безымянного пальца и мизинца) Святого Иоанна Крестителя, называемого православной церковью Иоанном Предтечей, возложившего эту десницу на голову самого Христа при его крещении в Иордане, были 12 (23) октября 1799 года торжественно внесены в церковь Гатчинского дворца.
В память об этом событии Священный Синод установил ежегодное празднование „перенесения из Мальты в Гатчину части древа Животворящего Креста Господня, Филермской иконы Божией Матери и десной руки Святого Иоанна Крестителя“, который до сих пор празднуется РПЦ, хотя сами святыни исчезли ещё во время гражданской войны.
Император Павел начал строительство Харлампиевого монастыря (его отец Петр III родился в день Святого Харлампия), где должны были теперь постоянно храниться эти величайшие святыни.

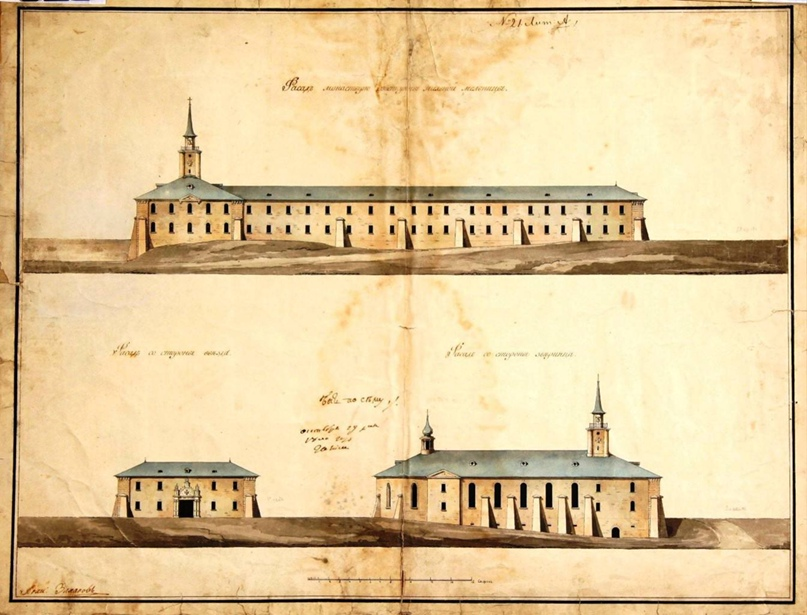
Проект Харлампиевого монастыря в Гатчинском парке авторства Андриияна Захарова

Для Приора рыцарского ордена в Гатчине был построен Приоратский дворец, в распоряжение рыцарей был передан Воронцовский дворец, при котором была создана Мальтийская капелла.

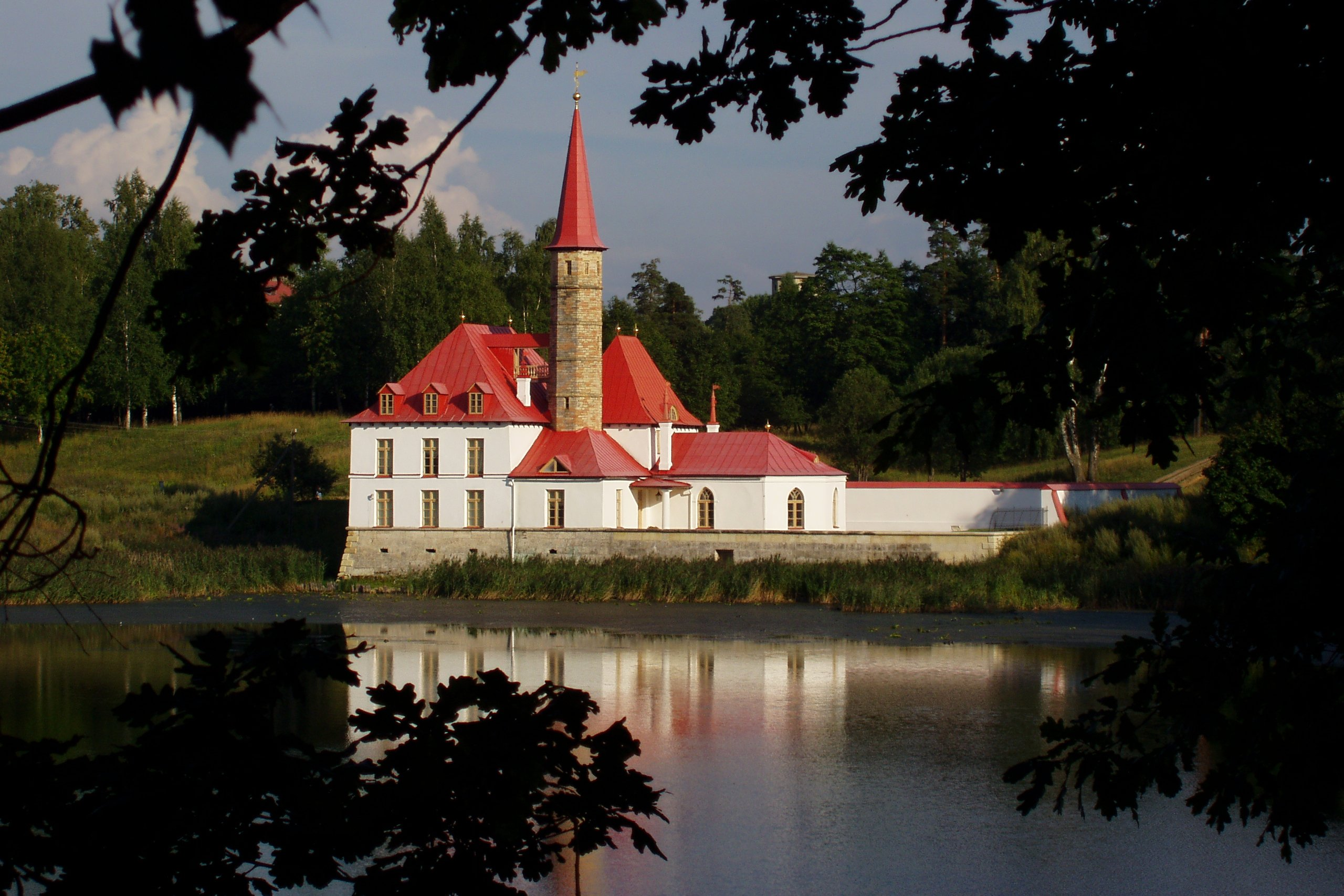
Приоратский дворец в Гатчине, построенный в 1799 году по уникальной землебитной технологии архитектором Львовым в 12 раз дешевле, чем из местного известняка

Император издал указ о принятии острова Мальта под защиту России. В календаре Академии наук, остров Мальта должен был быть обозначен «Губернией Российской империи». На острове планировалось создать военно-морскую базу для обеспечения интересов Российской империи на юге Европы.

#### Денежная реформа и финансовая политика
Финансовая политика царя отвечала его убеждениям, сформировавшимся ещё когда он был великим князем: "Доходы государственные – Государства, а не Государя."  
Мать оставила сыну колоссальный долг - 200 миллионов рублей. Эта сумма включала внешние займы и внутренние обязательства, преимущественно необеспеченные ассигнации, выпущенные для покрытия военных расходов и дефицита бюджета . При том, что впервые свёрстанный при Павле годовой бюджет империи составил в три раза меньшую сумму – всего 70 миллионов рублей. 
С 1769 г. Екатерина II ввела бумажные ассигнации, не обеспеченные серебром. К 1796 г. их объём достиг 158 млн рублей, а курс упал до 70 копеек серебром за рубль ассигнациями.
До Павла государственные доходы и расходы вообще не контролировались. Например, многочисленные фавориты Екатерины (такие как Платон Зубов) получали многомиллионные выплаты, а чиновники массово присваивали казённые средства. Александр I позже вспоминал о придворных и чиновниках времён своей юности при бабушке: «Они украли бы все зубы из моего рта, если бы могли». В России не было единого ведомства для контроля расходов. Счётные органы (например, Счётный приказ Петра I) функционировали эпизодически. 4 (15) декабря 1796 года Павлом учреждено Государственное казначейство и должность государственного казначея.
Важные меры были предприняты Павлом с подачи князя Куракина для борьбы с инфляцией, некоторые из них:
- в десять раз были урезаны раздутые при Екатерине дворцовые расходы[275];
- многие столовые серебряные сервизы из дворца пошли на переплавку с целью дальнейшего выпуска в обращение серебряных монет.

 «Я буду есть на олове до тех пор, пока в России не наступит всеобщее благоденствие!»(Павел I)
Рыночная стоимость высокохудожественных серебряных сервизов с царского стола составляла порядка 800 тыс. рублей, из них удалось отчеканить около 50 тыс. рублей серебряной монеты.
- было выведено из обращения более 5 000 000 рублей в виде бумажных банкнот, не обеспеченных золотом и серебром — их публично демонстративно сожгли на Дворцовой площади[277].
- За время правления Павла I было выпущено золотых монет на 3 млн рублей, серебряных — 13 млн рублей[278].

Однако в дальнейшем эта денежная реформа во многом провалилась, для финансирования возросших нужд государства Павлу пришлось опять вернуться к выпуску бумажных ассигнаций.
Павел I обнародовал «Устав Вспомогательного банка для дворянства» 17 февраля 1797 года. А уже в декабре 1797 года Вспомогательный банк начал выдавать ссуды ассигнациями для поддержки дворянских имений.
Тем не менее, Россия перешла на стабильную монету — серебряный рубль, вес и проба которого устанавливались особым манифестом. Этот стандарт действовал в стране более ста лет — до военного 1915 года.
Императором было учреждено «Депо карт» (1796 г.) для учёта материальных и минеральных ресурсов империи, а позже заложены основы будущего Госконтроля.
Введены штрафы для чиновников за нецелевое расходование средств и просроченные долги .
18 марта 1800 года выходит указ Павла I против ростовщиков – «сущих чуждого хищников».

#### Создание Мариинской водной системы
При Павле I был построен спроектированный ещё при Екатерине II новый двухсторонний тысячекилометровый водный путь с каналами и шлюзами, соединяющий Волгу и Неву (Санкт-Петербург) и не имеющий таких трудностей пути как старая однонаправленная только в Петербург Вышневолоцкая водная система (крупнейшая в Европе), которая проходила через реки Тверцу, Мсту и Волхов со сложнейшими Боровицкими порогами между Опеченским посадом и Боровичами.
Деньги по 400 тыс. рублей ежегодно на «скорейшее построение» первоначального Вытегорского канала были взяты заимообразно из сохранной казны Воспитательных домов обеих столиц. Поскольку Главноначальствующей этими сиротскими заведениями была императрица Мария Фёдоровна, то указом Павла I от 20 января 1799 года строящаяся крупнейшая в Европе тысячекилометровая система шлюзов и каналов получила название «Мариинская» и императрица лично контролировала расходование средств.

#### Административная реформа

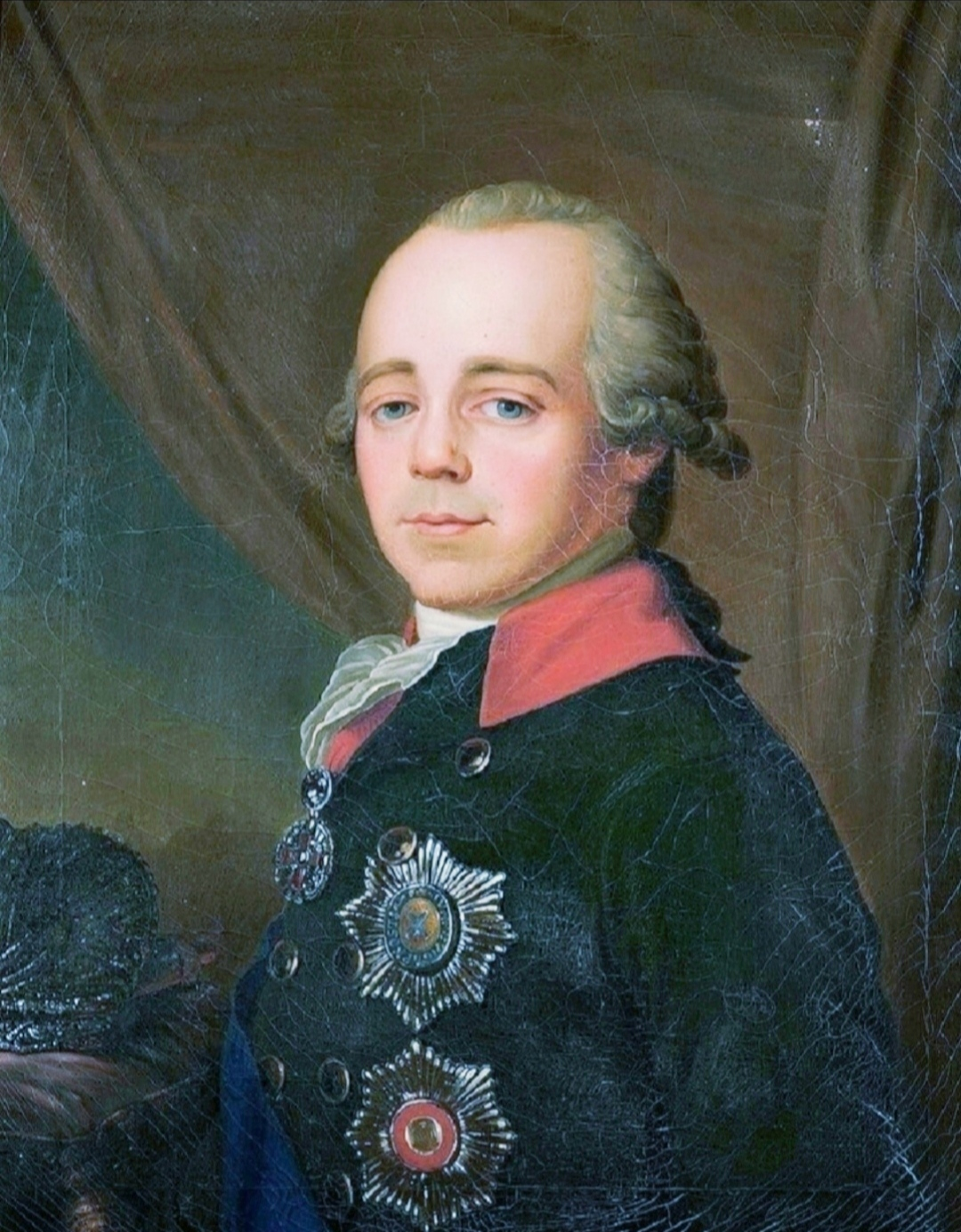
Портрет Императора Павла I кисти Йоханна Баптиста Лампи. Замковый музей в городе Евер. Нижняя Саксония. Бывшем личном владении Екатерины, а позже герцогов Ольденбургских

Император Павел I успел провести ряд преобразований, направленных на дальнейшую централизацию государственной власти. Павловский законодательный поток был попыткой экстренно перестроить и ускорить страну, спасая её от назревающего революционного коллапса, что вызвало жестокое сопротивление элит.
Темпы законодательной работы Павла I, были «беспрецедентными для Европы конца XVIII века». За время его правления вышло 2253 законодательных акта, а это значит, они появлялись на свет в три раза чаще, чем при Екатерине Великой.
Русский историк Василий Ключевский писал: «Никогда законодательство не шло таким ускоренным темпом, может быть, даже при Петре I: перемены, новые уставы, положения, на все новые точные правила, всюду строгая отчетность.»
В частности, изменились функции Сената, были восстановлены некоторые коллегии, упразднённые Екатериной II.
В 1798 году вышел указ о создании департамента водных коммуникаций. 4 (15) декабря 1796 года учреждено Государственное казначейство и должность государственного казначея. Утверждённым в сентябре 1800 года «Постановлением о коммерц-коллегии» купечеству было дано право выбрать 13 из 23 её членов из своей среды.
Около 30 % указов Павла I касались крестьянства и армии, что отражает его курс на централизацию управления.
Также была проведена реформа административно-территориального деления, преобразовавшая наместничества в губернии и уменьшившая их количество.

#### Реформа герба Российской Империи
Павел I утвердил «Манифест о полном гербе Всероссийской империи», где указал:
Воспрiявъ Титулъ Великаго Магистра Державнаго Ордена Святаго Iоанна Iерусалимскаго, соединили МЫ и Крестъ Ордена сего съ Гербомъ НАШИМЪ.

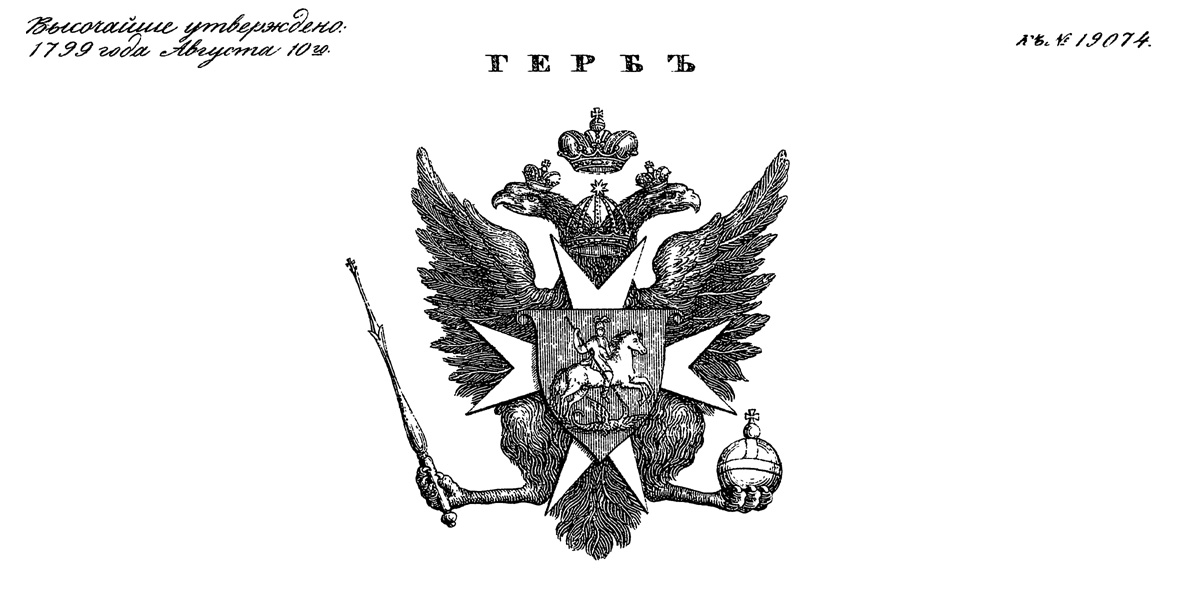
Герб России с Мальтийским крестом (1799)

Однако этот Манифест не был издан, а после смерти Павла I Александр I указом от 26 апреля (8 мая) 1801 год повелел употреблять Государственный герб «без креста Иоанна Иерусалимского». Кроме этого закона о гербе, так же как и законов о цензуре и дворянстве, все остальные ключевые государственные законы Павла были сохранены Александром I и другими их правящими потомками вплоть до 1917 года.

#### Усиление цензуры и идеологическая борьба с революционными идеями
После Французской революции 1789 года, которая изгнала в 1792 его тестя и тёщу из их любимых владений в 
Мёмпельгарде и привела их обоих к безвременной смерти Павел I испытывал острую ненависть к новым идеям. Казнь на гильотине его друзей-одногодков Людовика XVI и Марии-Антуанетты, жестокое обращение революционеров с их сыном-наследником Людовиком XVII (ровесником дочери Павла Елены) и смерть этого дофина вызвали его бурный гнев к революционной Франции. Опасаясь «революционной заразы», в 1800 году Павел запретил ввоз иностранных книг (на рижской таможне изъяли 552 «якобинских» тома), закрыл частные типографии, ввёл запрет на французскую моду и слова, ассоциирующиеся с революцией. В немилость заодно попали Гёте, Шиллер и другие вольнолюбивые авторы, как почётные граждане французской республики.
При этом Павел предоставил убежище французским роялистам: графу де Лиллю (будущему Людовику XVIII) выделил Митавский дворец, а принцу Конде — Гатчинский Приорат, хотя тот там так и не поселился из-за непрерывной занятости на русской военной службе.

#### Прочие меры
Павла I можно считать основателем служебного собаководства в России — кинологии. Он приказал Экспедиции государственного хозяйства (указом от 12 (23) августа 1797 года) закупить в Испании мериносных овец и собак испанской породы для охраны домашнего скота.
Павел был прекрасным наездником и знатоком лошадей и кавалерии. Он внес огромный вклад и в развитие русской Орловской рысистой породы. В своих резиденциях он организовал конные заводы, где разводил ещё арабских скакунов, ганноверских и голштинских лошадей. Пять его замечательных личных лошадей — Фрипон, Буринская, Амалатбек, Сметанка и Лизетта (такая же кличка лошади как и у прадеда) остались в истории. Князь А. Н. Голицын писал о царе:«Его превосходное мастерство в верховой езде и глубокие знания о лошадях вызывали восхищение современников».

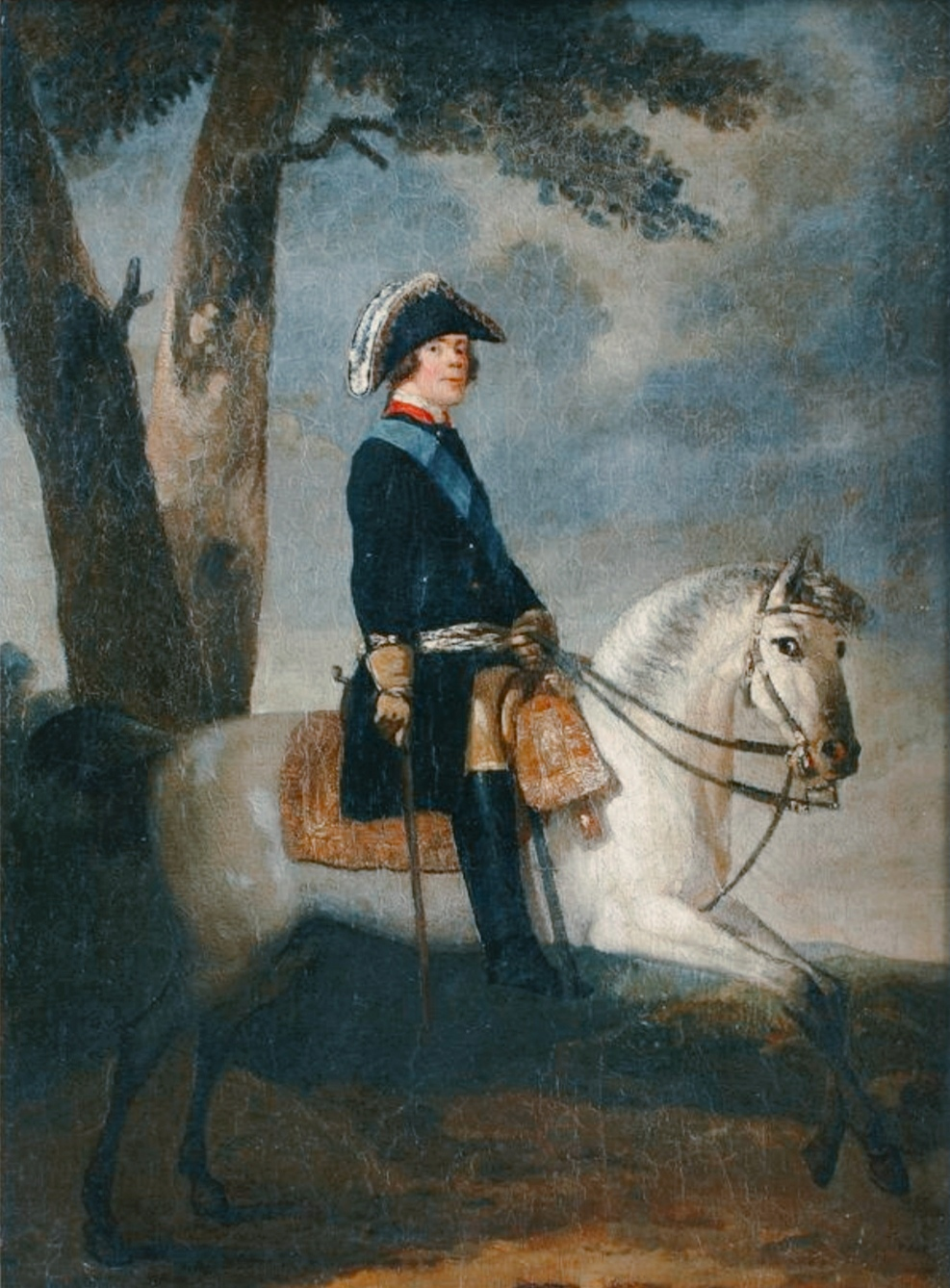
Павел I. Английский художник Аткинсон. 1797. ГМЗ Павловск

Павел I издал указ, запрещающий в Петербурге скачку галопом верховых всадников, быструю езду конных экипажей, а также запрещающий бездомных собак и предписывающий покраску будок, шлагбаумов и ворот в чёрно-бело-оранжевые косые полосы, т.е. в императорские династические цвета. 

Знак Императорского военного ордена Святителя Николая Чудотворца 1-й степени с лентой императорской династической расцветки

Хотя это часто воспринимается как мелочность и самодурство, такие меры были практичны: в условиях слабого уличного освещения, очень короткого зимнего светового дня в северной столице и частых снегопадов такая квази-шахматная расцветка помогала лучше видеть объекты и в долгих петербургских сумерках и в снежных метелях. А запрет на бездомных собак уменьшал риск смертельных заболеваний бешенством. Проблема скорости движения транспорта в городе и проблема бездомных животных остаются актуальными и в современной России.
Настоящими целями указа императора о повсеместном отбое в 10 часов вечера были противопожарная безопасность и борьба с преступностью, что подтверждается воспоминаниями современников. Саблуков (старший офицер лейб-гвардии в то время) прямо сообщает: Павел считал, что ограничение ночного перемещения снизит активность преступников и упростит контроль за порядком. В 1790-х годах Санкт-Петербург столкнулся с волной ночных грабежей и убийств купцов и дворян. Указ царя позволял фильтровать подозрительных лиц: те, кто находился на улице ночью без фонаря и письменного пропуска, автоматически задерживались. Это снизило количество преступлений на треть по данным полицейских отчетов 1797–1799 гг. 
Писатель А. Коцебу в своих записках отмечал, что указ преследовал цель и предотвращения пожаров, которые часто возникали из-за неосторожного обращения с огнем в ночное время. 
Павел I активно боролся с пожарами, издавая строительные регламенты: запрещал деревянные постройки в центре города, требовал каменные фундаменты и широкие улицы для изоляции огня. Ночной комендантский час дополнял эти меры, так как большинство пожаров возникало из-за забытых заснувшими горожанами непотушенных свечей или умышленных поджогов в темное время суток. Полиции предписывалось патрулировать кварталы и проверять соблюдение «огненной безопасности».  
Высшим классом эти меры воспринималась как "деспотичные": дворяне лишались возможности посещать балы и карточные собрания , а также клубы после десяти вечера. В сатирических памфлетах того времени указ называли «законом против сов». Историк В.О.Ключевский позднее отмечал, что, несмотря на сугубо рациональное зерно, указ усиливал ненависть элиты к Павлу I, став одной из причин заговора 1801 года .  
Императора Павла I упрекают за запрет вальса, однако в его эпоху этот танец ещё был близок к лендлеру — народному австро-немецкому танцу. В период реформ «иосифизма» (при Иосифе II) лендлер проник в Вену, упростив движения, но усложнив музыку, хотя лендлер считался «крестьянской похабщиной» Кружащиеся парные танцы считались аморальными из-за близости малознакомых партнёров, обнимающих друг друга, и поднимающихся юбок, что вызывало запреты в разных странах. «Поднятые юбки в вальсе шокировали императора, видевшего в этом разврат».
Настоящая причина запретов была в том, что в XVIII веке женщины в Европе вообще не носили трусов в современном понимании этого слова. Нижнее бельё, закрывающее промежность (как отдельный предмет гардероба), появилось значительно позже — в викторианскую эпоху — XIX веке. Женщины XVIII века обходились без них благодаря многослойности одежды и иным представлениям о гигиене.
Павел I отменил запрет на вальс по просьбе фаворитки Анны Лопухиной, полюбившей танец: «Государь, смягчённый моими уговорами, велел допустить вальс, но лишь в интимном кругу».
Приписываемый Павлу «запрет белых юбок» по факту был его указанием не одеваться в белые юбки, если дамы носят с ними синие сюртуки, имевшие красные воротники, то есть избегать в целом в одежде сочетание цветов как у революционного французского флага. Круглые шляпы, особенно складные «шляпы-клок» (фр. _claque_), ассоциировались в России с радикальными участниками революции — якобинцами, хотя в Париже они стали популярны среди городских низов и революционеров просто как отказ от «старорежимной» аристократической моды. Павел видел в таких элементах одежды символ вольнодумства и угрозу существующему порядку. Указом от 13 апреля 1797 года он регламентировал военную и гражданскую униформу, исключив «вольные» европейские фасоны, которые были в целом популярны в Париже в то время и воспринимались как атрибут новой революционной эпохи.

### Внешняя политика

#### Вхождение Аляски и Грузии в состав России
Успехами внешней политики императора Павла стало мирное вхождение при нём Грузии, Аляски и Алеутских островов в состав России.
8 (19) июля 1799 года указом императора Павла была учреждена полугосударственная колониальная торговая компания, основанная Григорием Ивановичем Шелиховым и Николаем Петровичем Резановым, — Российско-американская компания.

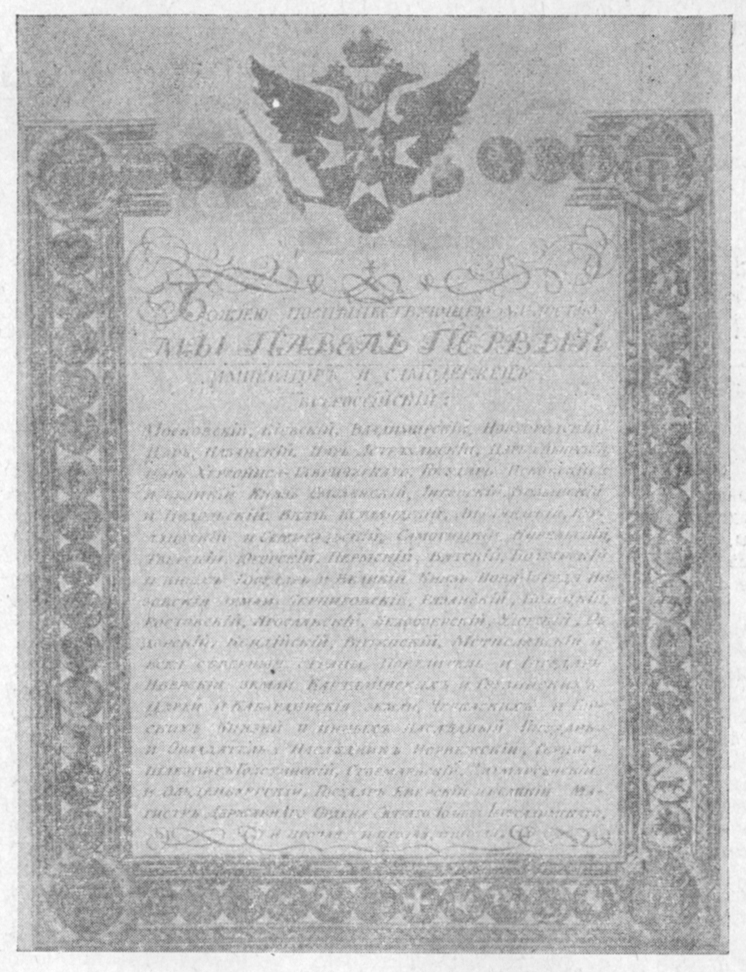
Первая страница указа Павла I об учреждении Российско-Американской компании, 1799 г.

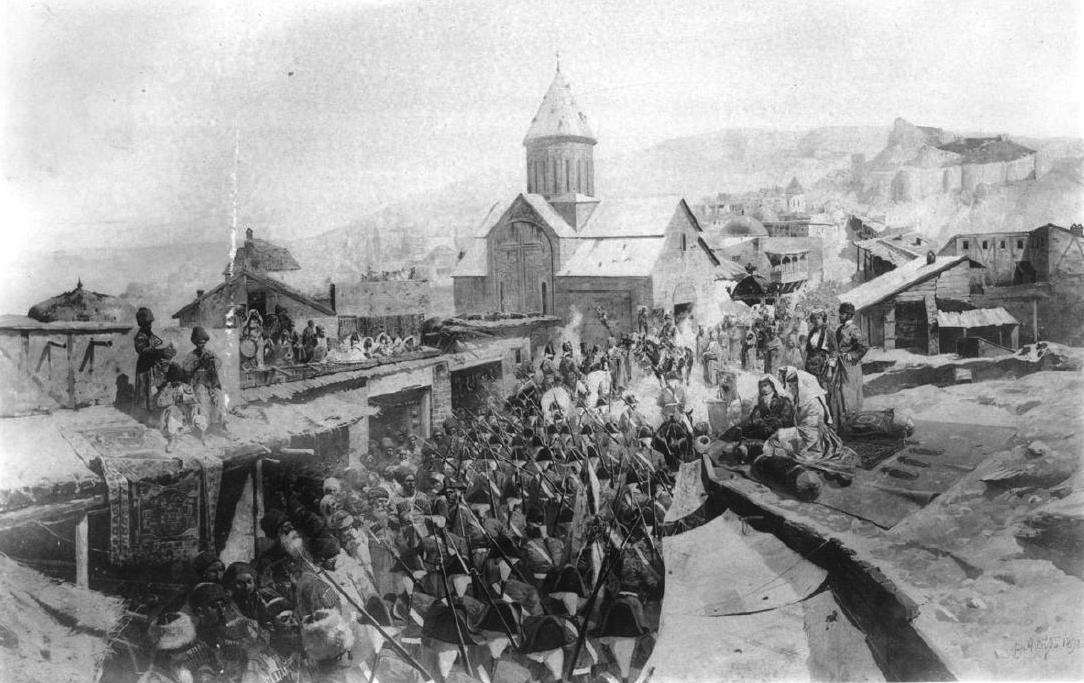
Солдаты 17-го Егерского полка Генерал-Майора Лазарева вступают в Тифлис 26 Ноября 1799 г. Художник Франц Рубо

Летом 1795 года шахиншах Ага Мохаммед-хан Каджар вторгся в Закавказье. Направив часть своих войск в Эриванское ханство, а другую — в Муганскую степь, он сам с основными силами проник через Карабах и Гянджинское ханство в Грузию, бывшую с 1783 года года протекторатом России. Грузинская столица была разгромлена и сожжена. В 1796 году в ответ на персидское нашествие русские войска предприняли успешный поход в Закавказье, но в декабре того же года боевые действия по приказу императора Павла были приостановлены, а вскоре войска были выведены из Закавказья; в конце 1799 года снова вступили в Грузию. По смерти в конце декабря 1800 года грузинского царя Георгия XII, просившего летом того же года о принятии своего царства в Российскую империю на правах автономии (при условии сохранения за Георгием XII и его наследниками царского престола), российские власти воспрепятствовали передаче престола спорному наследнику – царевичу Александру, одному из младших сыновей Ираклия II. 18 января 1801 года после полугодовых раздумий Павел I обнародовал манифест о включении Грузии (Картли-Кахетинского царства) в состав Российской империи.

#### Отношения с Францией
В области внешней политики Павел I поначалу старался не вмешиваться в европейские дела, вести миролюбивую политику и даже резко сократил армию. Однако, когда в 1798 году возникла угроза воссоздания самостоятельного Польского государства и Костюшко, вернувшись во Францию по призыву Талейрана, начал формировать там польские легионы, тогда Россия приняла активное участие в организации контрреволюционной антифранцузской коалиции. В 1798 году Россия вступила в антифранцузскую коалицию c Великобританией, Австрией, Турцией, Королевством Обеих Сицилий. По просьбе австрийского императора главнокомандующим союзными русско-австрийскими войсками был назначен опальный Александр Суворов, всего лишь два года назад бывший арестованным по доносу о подготовке им бунта против императора.

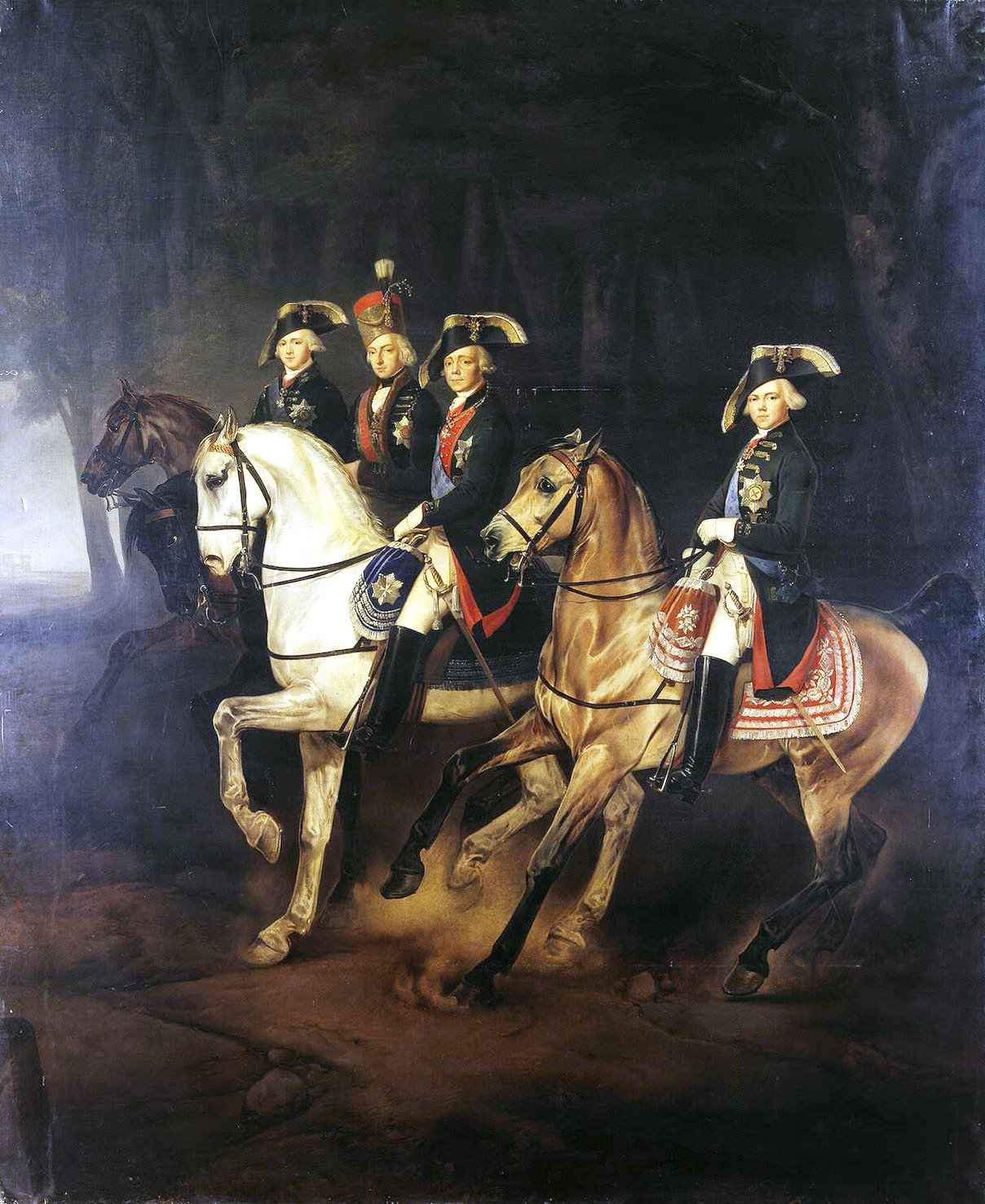
Павел с сыновьями и венгерским палатином Иосифом, которого по ошибке художник изобразил с внешностью Императора Иосифа II. 1848 г.

Под руководством Суворова Северная Италия была освобождена от французского господства. В сентябре 1799 года русская армия совершила знаменитый переход через Альпы. Однако уже в октябре того же года Россия разорвала союз с Австрией из-за невыполнения австрийцами союзнических обязательств, а русские войска были отозваны из Европы. Совместная англо-русская экспедиция в Нидерланды обернулась неудачей, в которой Павел винил английских союзников.
18 (29) октября 1799 года в Гатчине был заключён «Союзный оборонительный трактат» — договор России со Швецией, повторявший условия заключённого ещё королём Густавом III Дроттнингхольмского договора от 8 (19) октября 1791 года, по которому Швеция и Россия должны были присоединиться к коалиции против революционной Франции.
В ноябре 1799 года первый консул Наполеон Бонапарт совершил военный переворот и сосредоточил в своих руках всю полноту власти, новая Конституция VIII года (декабрь 1799 г.) закрепила пост Первого консула за Наполеоном, предоставив ему право назначать министров, чиновников и судей. Фактически это означало диктатуру при сохранении республиканских форм. После этого Наполеон предложил мир всем странам, воюющим с Францией и стал искать союзников во внешней политике. В письме британскому монарху в декабре 1799 года он подчеркивал: "Неужели вечно будет продолжаться война, восемь лет опустошающая все четыре части света?". Великобритания отвергла предложение, назвав Наполеона узурпатором. Австрия продолжила войну, но потерпела поражение при Маренго (1800 г.) и Гогенлиндене (1800 г.), что привело к Люневильскому миру (1801 г.).
В конце 1800 года Наполеон отпустил 6 тысяч российских пленных, остававшихся во Франции с сентября 1799 года, когда был разгромлен корпус Корсакова во второй битве при Цюрихе и в сражении на Линте, при этом заново обув, одев их в новую русскую форму, сшитую во Франции, и даже вернув им оружие и знамёна.
Этот благородный человеколюбивый жест произвел впечатление на Павла.
Угроза экспорта общеевропейской революции из Франции миновала, и возникли предпосылки для сближения наполеоновской Франции с Россией.
4 января 1801 г. Павел отправил в Париж своего специального посланника С.А.Колычева с наказом ему : «Желая умиротворить Европу, терзаемую уже 11 лет бичом войны, я решился вступить в прямые отношения с Французским правительством...»
«…В поступках его было что-то рыцарское, откровенное…»; «русский Дон-Кихот» — писал о Павле I Наполеон.

#### Отношения с Англией
Сосредоточение мировой торговли в руках англичан вызывало раздражение во многих морских державах. Тогда появился замысел коалиции объединённых флотов Франции, России, Дании и Швеции, осуществление которого могло бы нанести ощутимый удар по господству англичан на море.
Во внешней политике Павел порвал союз с Австрией, Великобританией, Италией, Неаполем и Османской империей против Франции из-за разочарования тем, что Карл Эммануил IV Сардино-Пьемонтский не был восстановлен на престоле после освобождения Суворовым Пьемонта от власти французов, и фактически царь встал на сторону Франции посредством своей политики вооруженного нейтралитета .
Решающим фактором стал захват 5 сентября 1800 года британским флотом острова Мальты, который Павел I, как великий магистр Мальтийского ордена, уже считал одной из губерний России и потенциальной средиземноморской базой для русского флота. Отказ передать Мальту России (согласно предшествующим договорённостям) был воспринят Павлом как личное оскорбление. В качестве ответной меры 22 ноября (4 декабря) 1800 Павел I издал указ о наложении секвестра на все английские суда во всех российских портах (их насчитывалось до 300), а также о приостановлении платежа всем английским купцам впредь до расчёта их по долговым обязательствам в России, с запретом продажи английских товаров в империи. Британия охотно расплачивалась за пшеницу (и также лён, пеньку, смолу), дефицитными в России мануфактурными товарами, и купец за один торговый рейс мог увеличить свой капитал в два-три раза.
Отношения между странами были нарушены. Английский посланник в Петербурге Чарльз Уитворт, о удалении которого просил император в феврале 1800 года (просьба впоследствии была отозвана), распространял слухи о безумии русского императора.

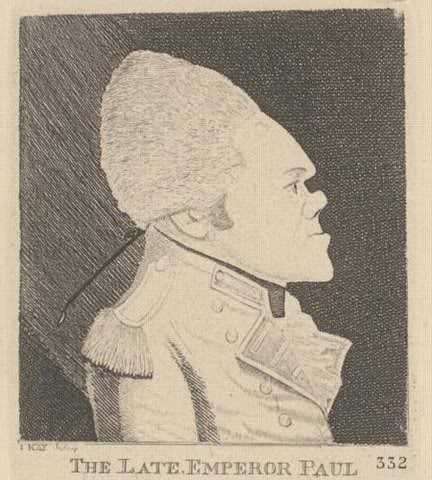
Английская карикатура на Павла I, 1804 г.

Союзный договор между Россией, Пруссией, Швецией и Данией был оформлен 4—6 (18) декабря 1800 года. В отношении Англии была провозглашена политика вооружённого нейтралитета, по существу направленная против Англии. Британское правительство дало разрешение своему флоту захватывать суда, принадлежащие странам враждебной коалиции. В ответ на эти действия Дания заняла Гамбург, а Пруссия — Ганновер. Союзная коалиция наложила эмбарго на экспорт товаров в Англию, и в первую очередь зерна, в надежде на то, что недостаток хлеба поставит англичан на колени. Многие европейские порты закрыли для британских судов.
Началась подготовка к заключению военно-стратегического союза с Бонапартом.

#### Проект похода на Индию
Проект Индийского похода (1801) разрабатывался Павлом I совместно с Наполеоном.
В свою очередь Павел дал секретное поручение русскому послу в Париже обсудить с Наполеоном предложение о разделе Турции и передаче Константинополя и Босфорских проливов России. В ответных донесениях посла С. А. Колычёва (январь 1801) он сообщает, что Наполеон «не возражает против передачи проливов России». Талейран писал, что Наполеон «готов был отдать Павлу ключи от Босфора, чтобы лишить англичан Индии».
Павел отправил 22,5 тыс. донских казаков для захвата Хивы и Бухары, приказав атаману Орлову действовать против англичан. Поход в Среднюю Азию историки называют авантюрой; войска отозвали после гибели Павла. Интерес к Индии унаследован от Петра I, чей Хивинский поход (1717) провалился, но идеи об индийской торговле и золотых песках Средней Азии сохранились.
Секретный план 1801 года предполагал объединение 70 тыс. французских и русских войск с артиллерией и казачьей кавалерией. Маршрут: через Южную Россию (Таганрог, Царицын, Астрахань) к Каспию, затем через Персию в Индию. Срок достижения цели — 130 дней. 
Авторство плана спорно: одни источники приписывают его Наполеону, другие — Павлу I, который начал поход без ответа из Франции.
Утверждалось, что план совместного наступления на Индию разработал Наполеон и прислал ко двору Павла вместе со своим доверенным лицом - полковником Дюроком. Между тем Дюрок посетил Петербург уже после гибели Павла. Также есть предположение, что автором плана являлся сам Павел I. По мнению ряда авторов, план был разработан Павлом I и отослан Бонапарту в Париж, и, не дожидаясь ответа, русский император двинул свои войска в поход.
В 1840 году в Париже была опубликована «Памятная записка Лейбница Людовику XIV о завоевании Египта с предисловием и замечаниями Гоффмана, с приложением проекта сухопутной экспедиции в Индию по договорённости между первым консулом и императором Павлом I в начале этого века»

### Придворная жизнь

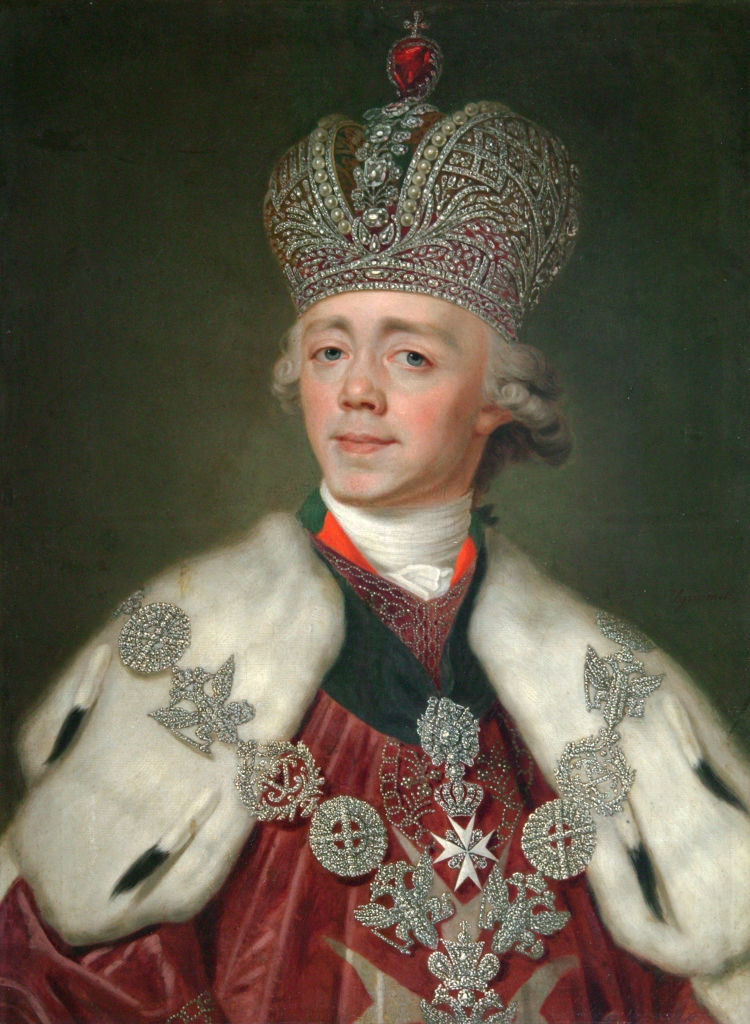
Парадный портрет кисти Боровиковского, 1800 г.

Поэт и баснописец, министр юстиции и сенатор И.И. Дмитриев вспоминал о павловском царствовании: "Никогда не было при дворе такого великолепия, такой пышности и строгости в обряде". При этом Павел сумел сократить расходы на содержание своего двора в десять раз.
Вопреки распространённому представлению о том, что в правление Павла всё делалось по его личной прихоти, император был последователен в «приобщении российского дворянства к рыцарской этике и её атрибутам». Именно в его правление был составлен и утверждён Общий гербовник.
Павел любил «возрождать» угасшие дворянские роды и придумывать своим приближённым сложные фамилии (Ромодановские-Лодыженские, Белосельские-Белозерские, Аргутинские-Долгоруковы, Мусины-Юрьевы). 
Помимо друзей детства, братьев Куракиных, в ближний круг Павла входили его любимец Иван Кутайсов (пленный турок, личный брадобрей и камердинер), неизменно сопровождавший его во всех путешествиях вице-адмирал Сергей Плещеев, гатчинский комендант и «мастер муштры» Алексей Аракчеев, адмирал Григорий Кушелев, секретари Обольянинов и Донауров. Некоторые из фаворитов (как, например, Фёдор Ростопчин) за время короткого правления Павла несколько раз успели побывать в опале.
Щедр был император при раздаче титулов и наград. Он возвел в графское достоинство 32 человека против 15 при Екатерине и наградил высшим орденом Андрея Первозванного 69 человек, включая всех своих любимых гатчинцев - А.А. Аракчеева, С.И. Плещеева, А.Б. Куракина, Г.Г. Кушелева, Ф.В. Ростопчина.
При Павле началась раздача княжеских титулов, прежде почти не практиковавшаяся. Николай Карамзин сетовал, что «в царствование Павла чины и ленты упали в достоинстве».

### Императорский титул Павла I
Божиею поспешествующею милостию, Мы Павел Первый, Император и Самодержец Всероссийский, Московский, Киевский, Владимирский, Новгородский, Царь Казанский, Царь Астраханский, Царь Сибирский, Царь Херсониса-Таврического, Государь Псковский и Великий Князь Смоленский, Литовский, Волынский и Подольский, Князь Эстляндский, Лифляндский, Курляндский и Семигальский, Самогитский, Корельский, Тверский, Югорский, Пермский, Вятский, Болгарский, и иных, Государь и Великий Князь Новагорода Низовские земли, Черниговский, Рязанский, Полоцкий, Ростовский, Ярославский, Белозерский, Удорский, Обдорский, Кондийский, Витебский, Мстиславский и всея Северные страны Повелитель и Государь Иверские земли, Карталинских и Грузинских Царей, и Кабардинские земли, Черкасских и Горских Князей и иных Наследный Государь и Обладатель, Наследник Норвежский, Герцог Шлезвиг-Голстинский, Стормарнский, Дитмарсенский и Ольденбургский и Государь Еверский, Великий Магистр ордена св. Иоанна Иерусалимского, и прочая, и прочая, и прочая.

### Архитектурные пристрастия
Материальным воплощением напряжённых отношений Павла с матерью стала так называемая «война дворцов». Академик Д. О. Швидковский считает первым залпом в «войне дворцов» снос самой Екатериной Царицынского дворца, который строил В. Баженов.
Как доказал исследователь, весной
1786 года гнев Екатерины вызвало наличие в ансамбле двух равновеликих дворцов, предназначенных для неё самой и для тридцатидвухлетнего Павла Петровича.
После смерти матери император Павел распорядился разобрать на кирпич (для строительства Михайловского замка и Казанского собора) или перестроить некоторые здания её эпохи, связанные с неприятными ему воспоминаниями или ставшими нужными для других актуальных целей. Жертвами пали некоторые павильоны Царского Села (например, беседка на Розовом поле) и начатый в 1785 и остановленный в постройке в 1789 году при самой Екатерине Пеллинский дворец на берегу Невы — потенциально крупнейший дворцово-парковый ансамбль России XVIII века (всего 25 зданий).
В Москве по приказу Павла был переоборудован в необходимые войскам казармы Екатерининский дворец в Лефортове, а также превратились в казармы Английский дворец в Петергофе и Таврический дворец в Санкт-Петербурге, так как обыватели городов были теперь избавлены императором от постоя даже в губернских городах (например, был разобран на кирпич для постройки казарм дворец наместника Мельгунова на главной площади Ярославля). Эти перестройки часто ныне ставятся императору в вину, хотя они решили огромную проблему постоя для простых жителей страны, ибо поведение тогдашних военных в гостях у жителей часто было вопиющим и опасным.
Согласно своим рыцарским представлениям Павел особенно ценил элементы строений наподобие башенок и рвов с разводными мостами, которые напоминали средневековье. Став императором, Павел повелел называть все дворцы «замками».
Основным выразителем его архитектурных вкусов стал итальянец Винченцо Бренна, предшественник романтического направления в классицизме. По заказу наследника он привнёс в облик Павловской резиденции военные акценты — спроектировал «игрушечную» крепость Бип на месте мызы Мариенталь и насытил военными мотивами залы главного дворца в Павловске, выстроенным Чарльзом Камероном в палладианском стиле, который предпочитала сама императрица. В столице для пребывания молодого двора был возведён Каменноостровский дворец, где, впрочем, Павел бывал сравнительно редко.
Свой рыцарский замок был заветной мечтой Павла. Работа над проектом будущей резиденции началась в ещё 1784 году, в бытность его великим князем. В процессе проектирования, которое длилось почти 12 лет, он обращался к различным архитектурным образцам, увиденным им во время заграничного путешествия 1781—1782 годов. По распоряжению нового императора строительство Михайловского замка началось немедленно и велось днем и ночью при свете факелов на месте разобранного Летнего дворца Елизаветы, где он родился. Известно, что Павел говорил: «На том месте, где родился, хочу и умереть».

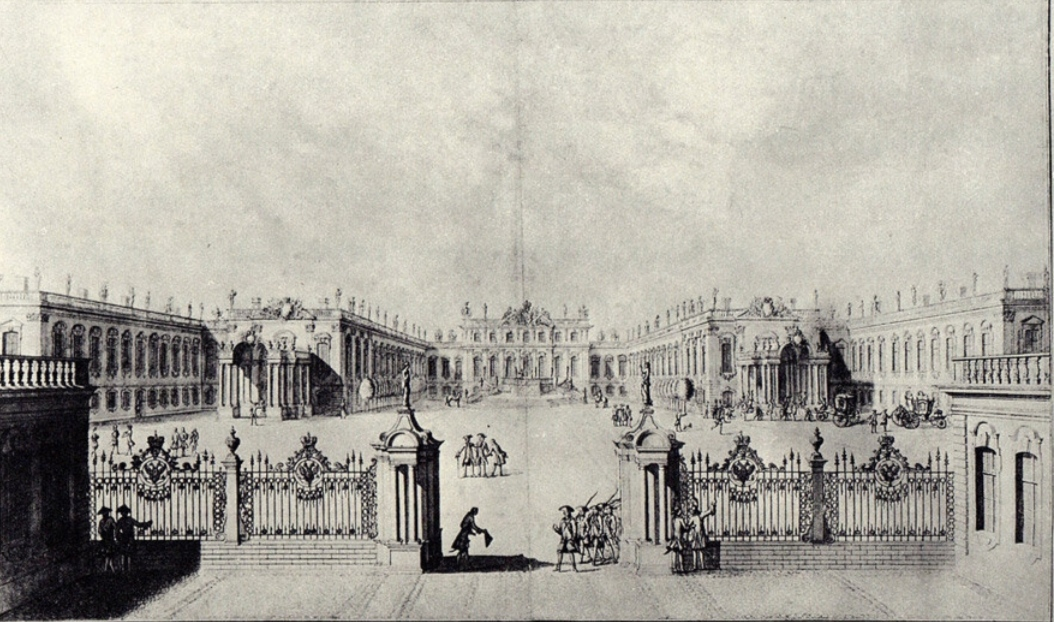
Летний деревянный дворец Елизаветы Петровны с юго-восточной стороны, М. И. Махаев, 1750-е гг.

Михайловский замок со всех сторон

Павел I активно занимался собственной репрезентативной архитектурной политикой …Петровская тенденция позиционировала Павла I как законного наследника престола по праву кровного родства с Петром Великим. Согласно этой тенденции, Павел радикально реконструировал Петергоф в современный вид, заказав изготовление новых высокохудожественных позолоченных скульптур из бронзы вместо прежних свинцовых и построив новые каскады, павильоны и фонтаны.

Петергоф, реконструированный Павлом I в нынешний вид и сохранившийся в нём до наших дней при помощи послевоенных реставраций

Вторая Апполоническая тенденция представляла императора как просвещенного человека, занимающегося духовным самосовершенствованием. Будучи великим князем, Павел мог культивировать только вторую тенденцию как политически нейтральную. Она была реализована в его личных резиденциях, больше в Павловске и отчасти в Гатчине.
Император распорядился начать в столице и другое масштабное строительство — Казанского собора на Невском проспекте.

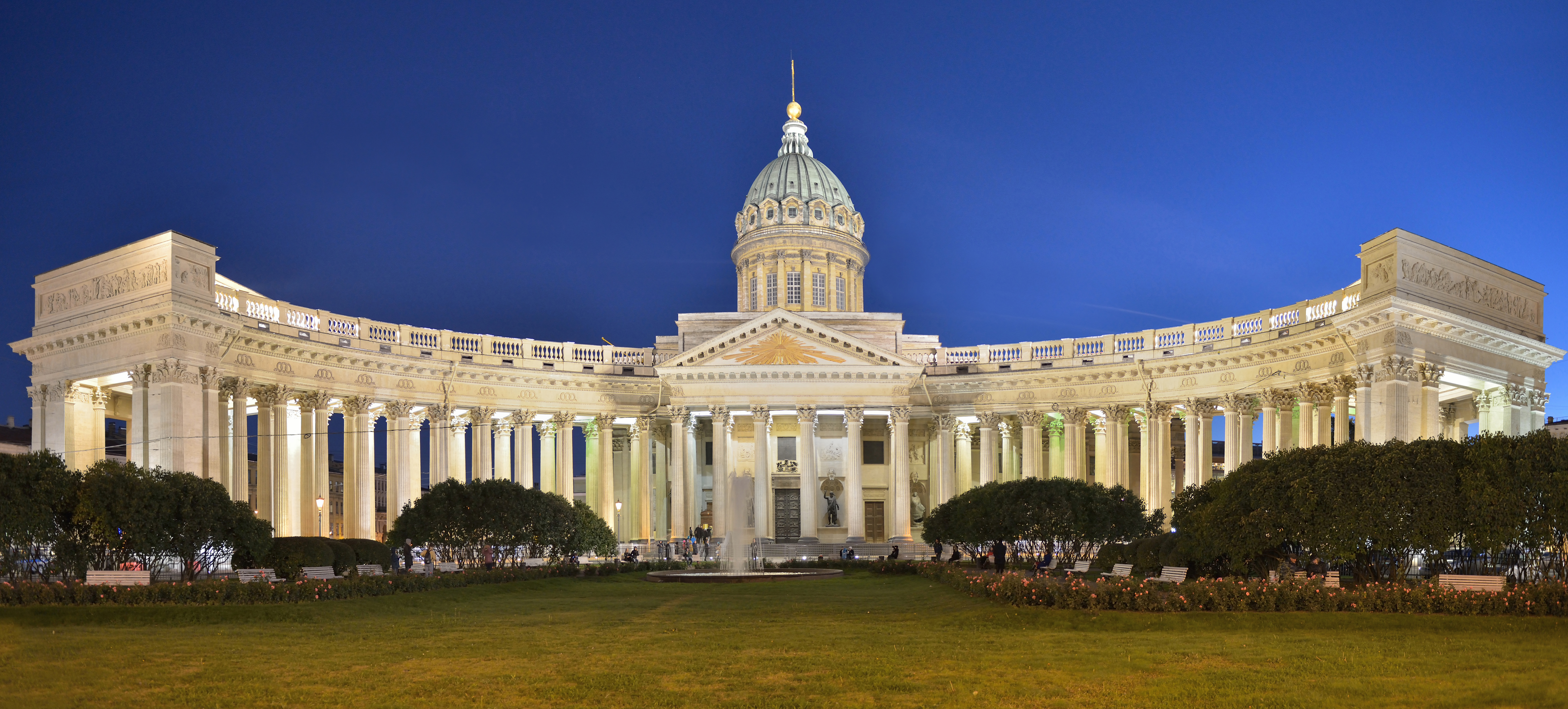
Казанский собор. Построен на месте церкви, в которой Павел венчался

Именно в эпоху Павла I появились новые имена архитекторов. Так Джованни Антонио де ла Порто, уроженец южной Швейцарии, построил три весьма строгих здания: Монетный двор на территории Петропавловской крепости, Медико-хирургическую академию и Большие конюшни в Павловске. Ранее он же перестроил Ропшинский дворец.
В сфере гражданской архитектуры активно работали талантливые архитекторы Ф.Демерцов и Ф.Волков, они строили корпуса учебных заведений, военные казармы, госпитали, церкви. В Петербурге шло довольно интенсивное строительство: Мальтийской капеллы при Пажеском корпусе, одно из последних творений Д. Кваренги, Казарм и манежа Кавалергардского полка, первая работа в Петербурге архитектора Л. Руска, а также Придворной Певческой капеллы и Публичной библиотеки.
Характерно, что именно гражданская архитектура, а не дворцовая и религиозная превалировала в короткое царствование Павла I.
При Павле I было также поставлено три больших монумента: конная статуя Петра Великого с надписью «Прадеду правнук», обелиск «Румянцева победам» по проекту Бренны на Марсовом поле и памятник А. В. Суворову в образе бога войны Марса, скульптора М.Козловского.

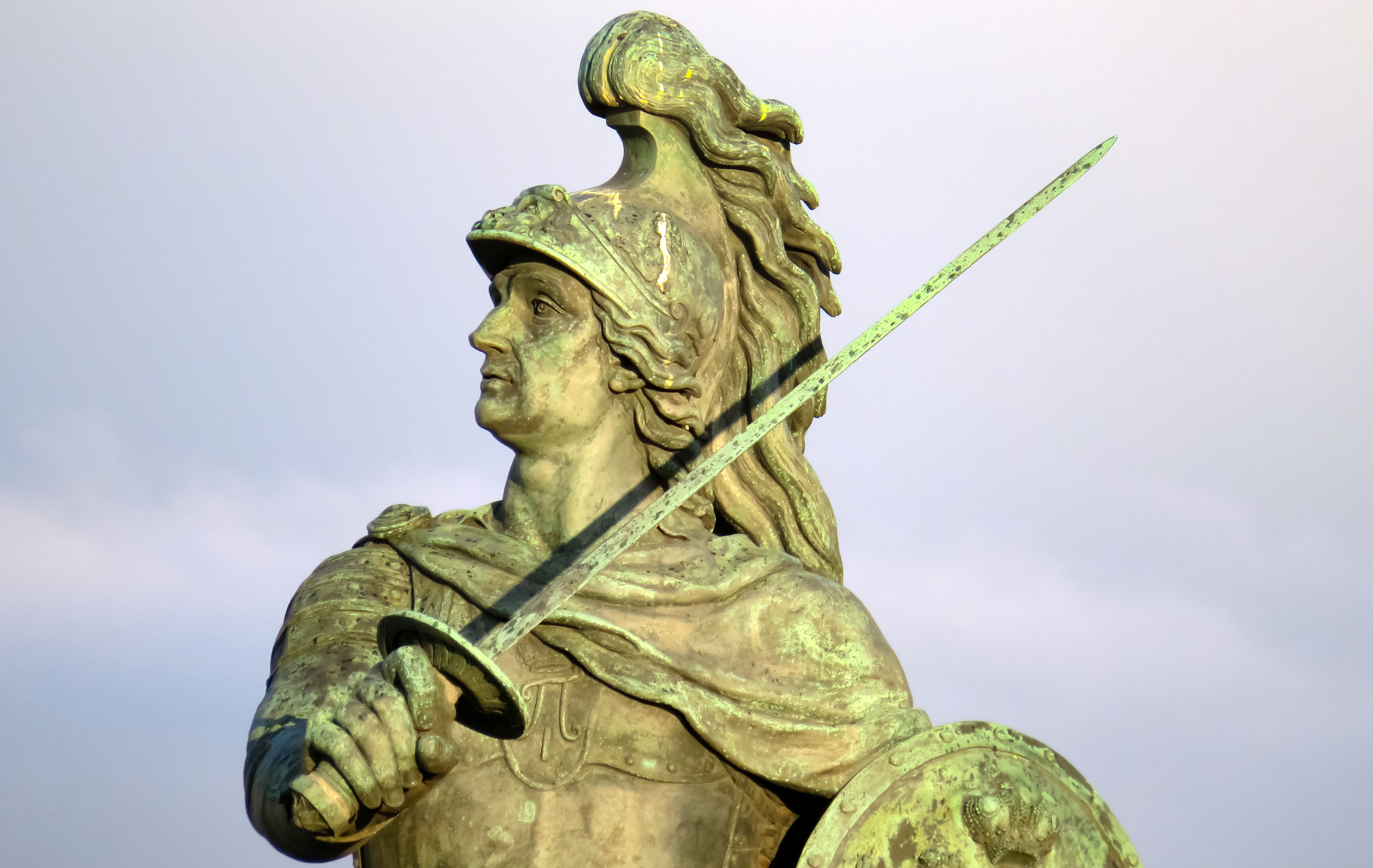
Памятник А. В. Суворову с вензелем Павла I на доспехах

После смерти Павла работавшие на него иностранные архитекторы (Бренна, Виолье, Росси) лишились заказов и покинули Россию.

### Борьба с «французской болезнью»
Павел вел суровую борьбу против «французской болезни»(сифилиса), массово занесённого военными в Россию во время войны с турками ещё в 1769—1774 годах.
С 1775 года при Екатерине «непотребных лиц» помещали в смирительные дома и наказывали батогами.
В 1799 году Павел I расширил и перестроил легендарную венерологическую Калинкинскую больницу в Петербурге, или как её называли — «Секретную». Больные числились под номерами, у них не требовалось никаких документов, и можно было скрывать лицо под маской или вуалью, вообще не называя своего имени и звания. Такой порядок ввела Екатерина II, чтобы больные любого сословия не уклонялись от лечения "любострастных болезней".

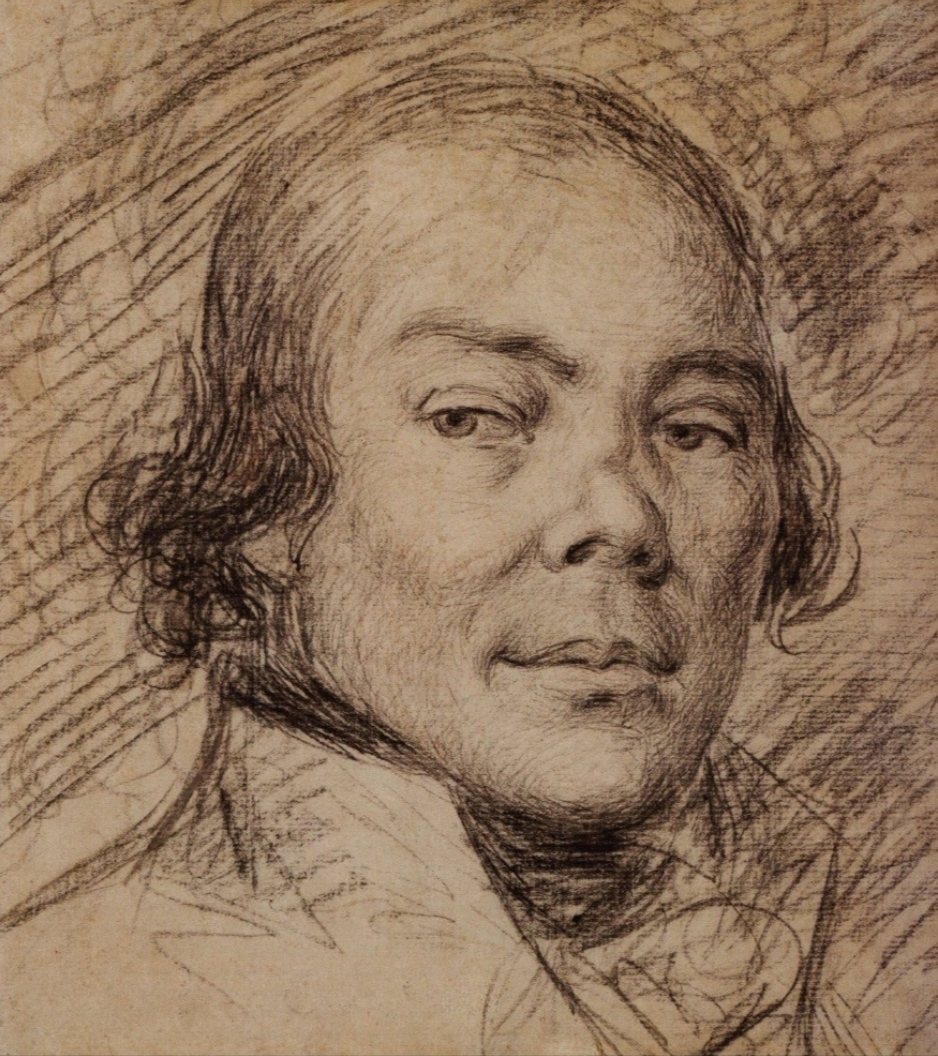
С.Тончи(?) или Автопортрет(?). Император Павел I. Около 1800 г. Бумага, итальянский карандаш, сангина. ГИМ

Впервые в Указе Павла I (1799) о сборе рекрутов предписывалось для освидетельствования на отсутствие "прилипчивых болезней" привлекать «докторов и лекарей».
В 1800 году император Павел I велел отсылать развратных женщин из Москвы и Петербурга в Сибирь на Иркутские фабрики ( на суконные, полотняные, шляпные мануфактуры, стеклянные, свечные, кожевенные и мыловаренные заводы.)

## Заговор, смерть, погребение

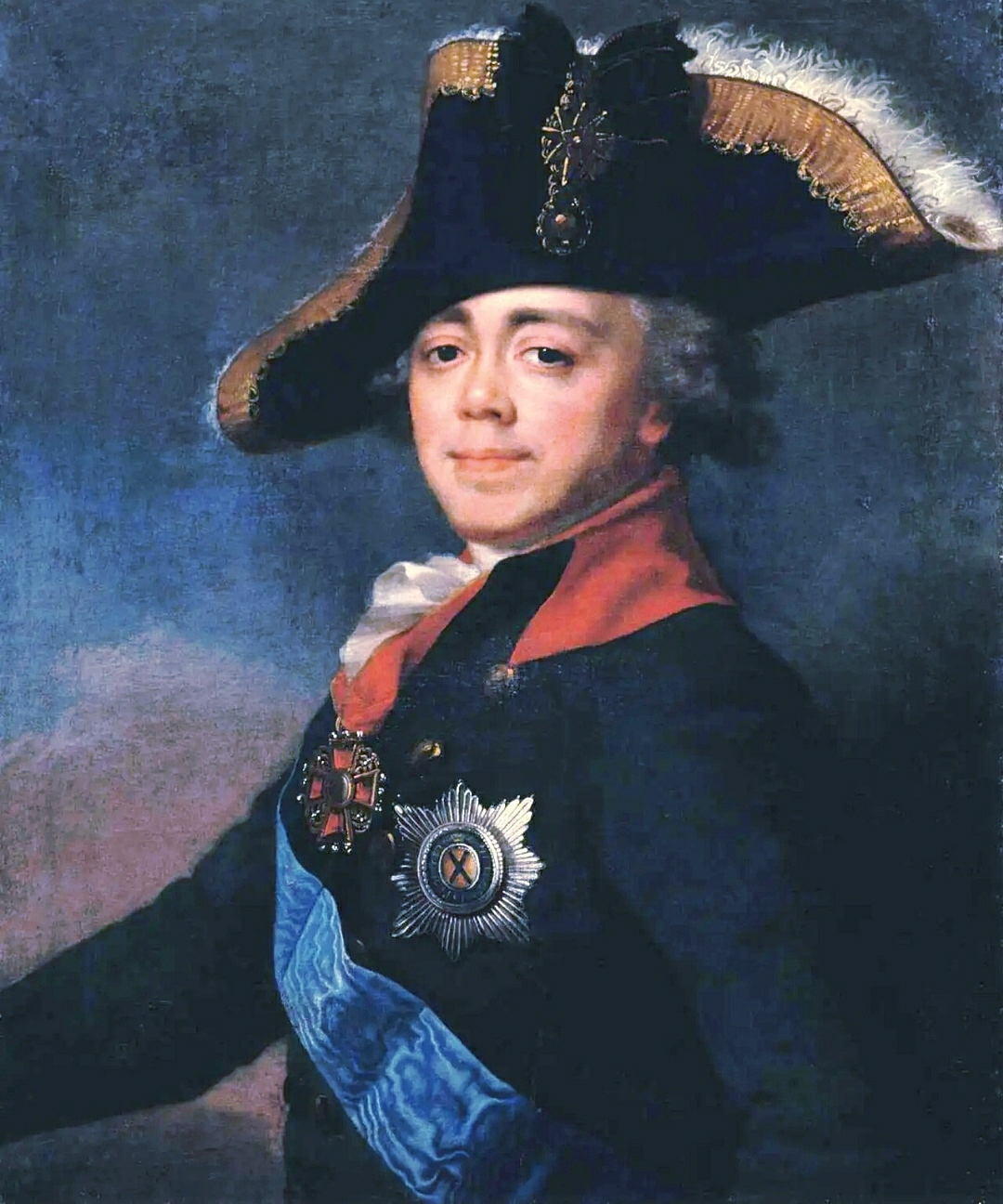
Портрет Императора Павла в начале царствования кисти Боровиковского
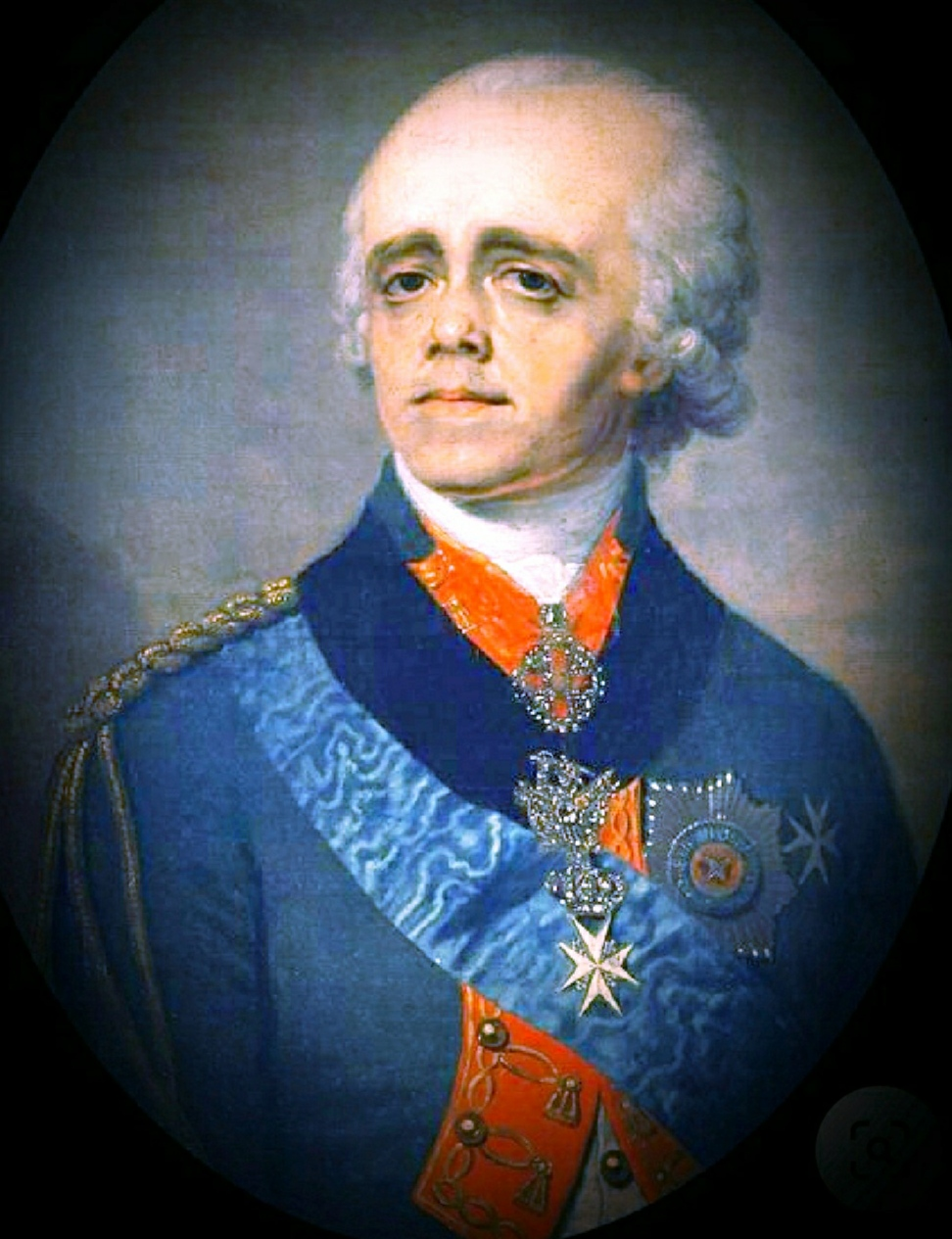
Портрет Императора Павла I в конце царствования кисти Боровиковского

Заговор высокопоставленных сановников и офицеров гвардии по принудительному отречению государя от престола в пользу старшего сына сложился в 1800 году. В ходе развития исполнения заговора отказавшийся подписать отречение Павел I был убит нетрезвыми офицерами в вспыхнувшей драке в Михайловском замке в собственной опочивальне в ночь с 11 на 12 марта 1801 года.

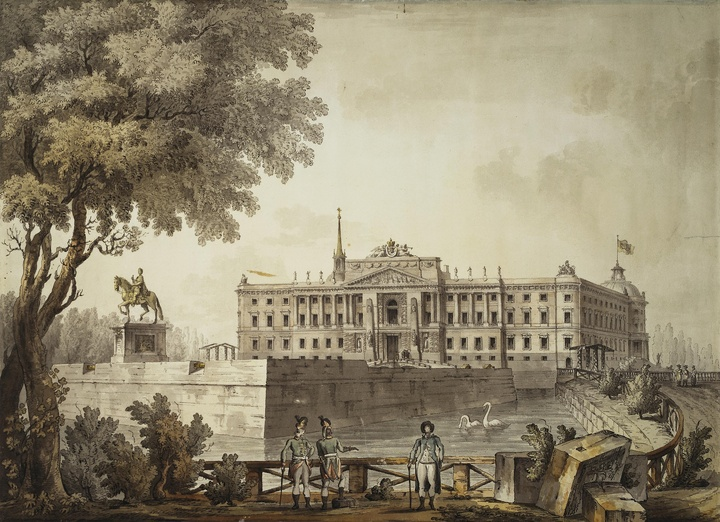
Ведута Михайловского замка авторства Кваренги

В исследовательской литературе наиболее полный сводный список участников переворота был составлен графом В. П. Зубовым в его монографии «Император Павел I. Человек и судьба». Он включает в себя 69 фамилий. Непосредственно в спальне в момент смерти императора находилось от 8 до 12 лиц.
В организации заговора участвовали Осип де Рибас (внезапно умер ещё до убийства Павла 2 декабря 1800), вице-канцлер Никита Петрович Панин (был племянником и тёзкой умершему ещё в 1783 году воспитателю Павла—Никите Ивановичу Панину, лично в убийстве сам не участвовал, даже назвал само убийство «позорным делом», при Александре I стал руководить внешней политикой, но попал в новую опалу и был навсегда сослан в своё имение), отставленный Павлом командир Изюмского легкоконного полка Леонтий Беннигсен (находившийся ранее на русской службе, но бывший подданным английского короля по ганноверскому своему происхождению, так как в Англии правила Ганноверская династия). Поддерживал недовольных и английский посол Уитворт, состоявший в любовной связи с Ольгой Жеребцовой (сестрой опальных братьев Зубовых), в доме которой собирались заговорщики.
Главным организатором и руководителем заговора по отречению императора от престола в пользу сына был петербургский генерал-губернатор Пётр Пален, игравший двойную роль, рассчитывая в случае неудачи отойти от участия в нём.

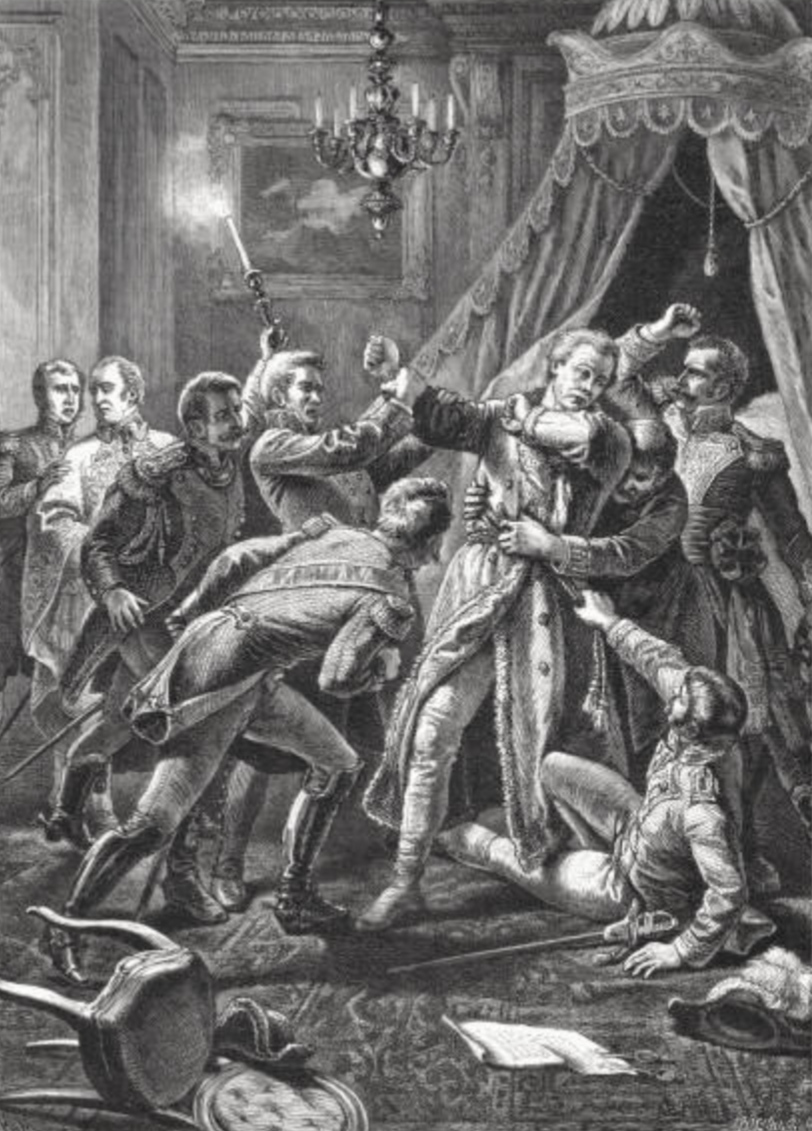
Убийство императора Павла I (гравюра из коллекции Bettmann 1900 г.) Император Павел, будучи относительно крупным человеком для того времени с ростом 168 сантиметров и физически очень крепким, отказался подписать заготовленное отречение от престола и некоторое время безоружным энергично боролся с напавшими на него нетрезвыми вооруженными заговорщиками, пытавшимися убить его максимально бесшумно и бесследно — без выстрелов и кровавых ран.

По воспоминаниям Филиппа Вигеля, бывшего тогда четырнадцатилетним подростком, генералы, доставившие весть о смерти Павла в Москву на Вербной неделе, «всех встречающихся как будто взорами поздравляли и приветствовали».
«Умолк рёв Норда сиповатый, Закрылся грозный, страшный взгляд», — писал в те дни бывший кабинет-секретарь Екатерины Второй, сенатор и поэт Державин.
Манифест, изданный императором Александром 12 марта 1801 года, причиной гибели Павла I объявлял апоплексический удар; кроме того, новый император заявлял: «Мы, воспріемля наслѣдственно Императорскій Всероссійскій Престолъ, воспріемлемъ купно и обязанность, управлять Богомъ Намъ врученный народъ по законамъ и по сердцу въ Бозѣ почивающей Августѣйшей Бабки Нашей, Государыни Императрицы Екатерины Великія…».

Газета «Санкт-Петербургские Ведомости», от 15 марта 1801 г. № 24 с текстом Манифеста от 12 марта 1801 г. о кончине Императора Павла I и о вступлении на Престол Императора Александра I.

Убийство Павла I. Художник Kuyper, J. (1761—1808) Библиотека Лейденского университета, Нидерланды

Для отдания последнего долга допускались лица всех сословий к телу покойного Государя, их пришло 109 321 человек, при этом общая численность населения столицы в 1800 году составляла 220,2 тысячи человек. Таким образом, проститься с умученным Императором пришла половина жителей столицы, а если не считать детей, то почти всё взрослое население. Погребение Павла было совершено 23 марта, в Страстную субботу, в Петропавловском соборе; совершение отпевания возглавил митрополит Санкт-Петербургский Амвросий (Подобедов).
В дне погребения именно в Великую субботу простой народ усмотрел, что любимый Царь получил от Бога первое Своё прославление, ибо «Христу сопогребенные — совоскреснут со Христом». В тот субботний день, приложившись к Плащанице, обычные православные люди шли проститься с «мужицким» царём. По словам протоиерея В. И. Жмакина, «во время отпевания во всех столичных церквах производился колокольный звон, какой бывает при погребении священников». Согласно завещанию в Бозе почивающего Его Императорского Величества Государя Императора Павла Петровича, было роздано в милостыню разного рода бедным людям 16 666 рублей 66 1/2 коп.
Информация о насильственной смерти императора была под цензурным запретом до революции 1905 года, при этом активно освещалась зарубежной и эмигрантской прессой. Любые публикации, где был намёк на насильственную смерть императора, пресекались цензурой. Бумаги лиц, участвовавших в заговоре, после их кончины изымались государством.
Святитель Иоанн Шанхайский писал: 

«Когда был убит Павел I, народ и не знал об этом, а узнав, долгие годы приносил к его гробу сочувствие и молитвы».
После гибели Императора народ «начал страшиться высокомерия вельмож, которое должно было снова пробудиться, и почти все говорили: „Павел наш отец“».
И по смерти Павла I простой народ почитал его как «царя-заступника», оставляя свечи и цветы на могиле. Это многократно отражено в мемуарах, церковных хрониках и исторических исследованиях.

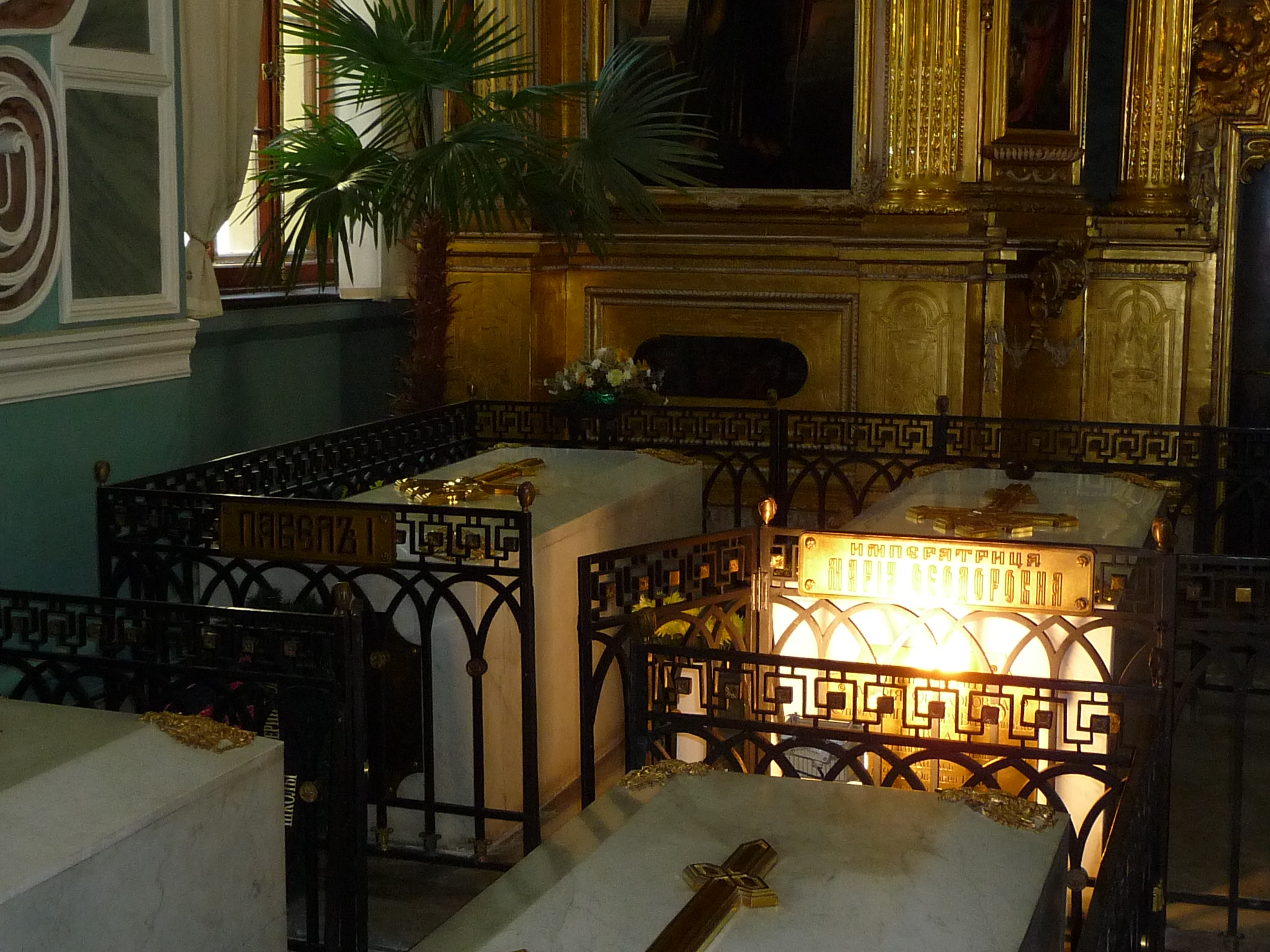
Могила Павла I и его супруги Марии Фёдоровны

П. Н. Шабельский-Борк свидетельствовал: «В Триестенской библиотеке как зеница ока хранится ставшая теперь редчайшей уникальная брошюра, изданная в свое время причтом Петропавловского собора, о случаях чудес на гробнице императора Павла Первого, каковых удостоверено не менее трехсот».
В середине XIX века по приказу Александра II на месте бывшей спальни его деда в Михайловском замке была устроена церковь святых апостолов Петра и Павла, частично сохранившаяся до наших дней.
Есть сведения, что накануне Февральской революции православная церковь под влиянием праправнука Павла императора Николая II готовила материалы для канонизации императора Павла . Призывы к его канонизации раздавались и в начале XXI века.
Последними в жизни словами царя были: «Пощадите! Воздуху, Воздуху!.. Что я вам сделал плохого?»
Сам Павел I ещё при жизни писал:

«Я за Россию пред Богом в ответе».

«Я надеюсь, что потомство отнесётся ко мне беспристрастнее».

## Предки
Отец Павла — император Пётр III был сыном дочери Петра I, то есть его внуком и одновременно являлся правнуком шведского короля Карла XI и его жены Ульрики — дочери датского короля Фредерика III. Соответственно, Павел был внучатым племянником короля Карла XII, проигравшего Петру I Полтавскую битву в 1709 году. Таким образом, Павел I был потомком одновременно русских царей, шведских, датских и норвежских королей (династия Ольденбургов правила ещё и в Норвегии, поэтому в гербе Гольштейн-Готторп-Романовых присутствует щит с норвежским геральдическим львом, а российский император в своём титуле именуется наследником норвежским).
В родословной дважды упомянуты Кристиан Альбрехт Гольштейн-Готторпский (1641 — 1694) и его жена Фредерика Амалия Датская (1649 — 1704). Пётр III и Екатерина II были троюродными братом и сестрой.

## Личная жизнь, потомство
Павел был женат дважды:
- - Наталья Алексеевна, урождённая принцесса Вильгельмина Луиза Гессен-Дармштадтская — 29 сентября 1773 года. Детей у них не было; скончалась при родах в апреле 1776 года.

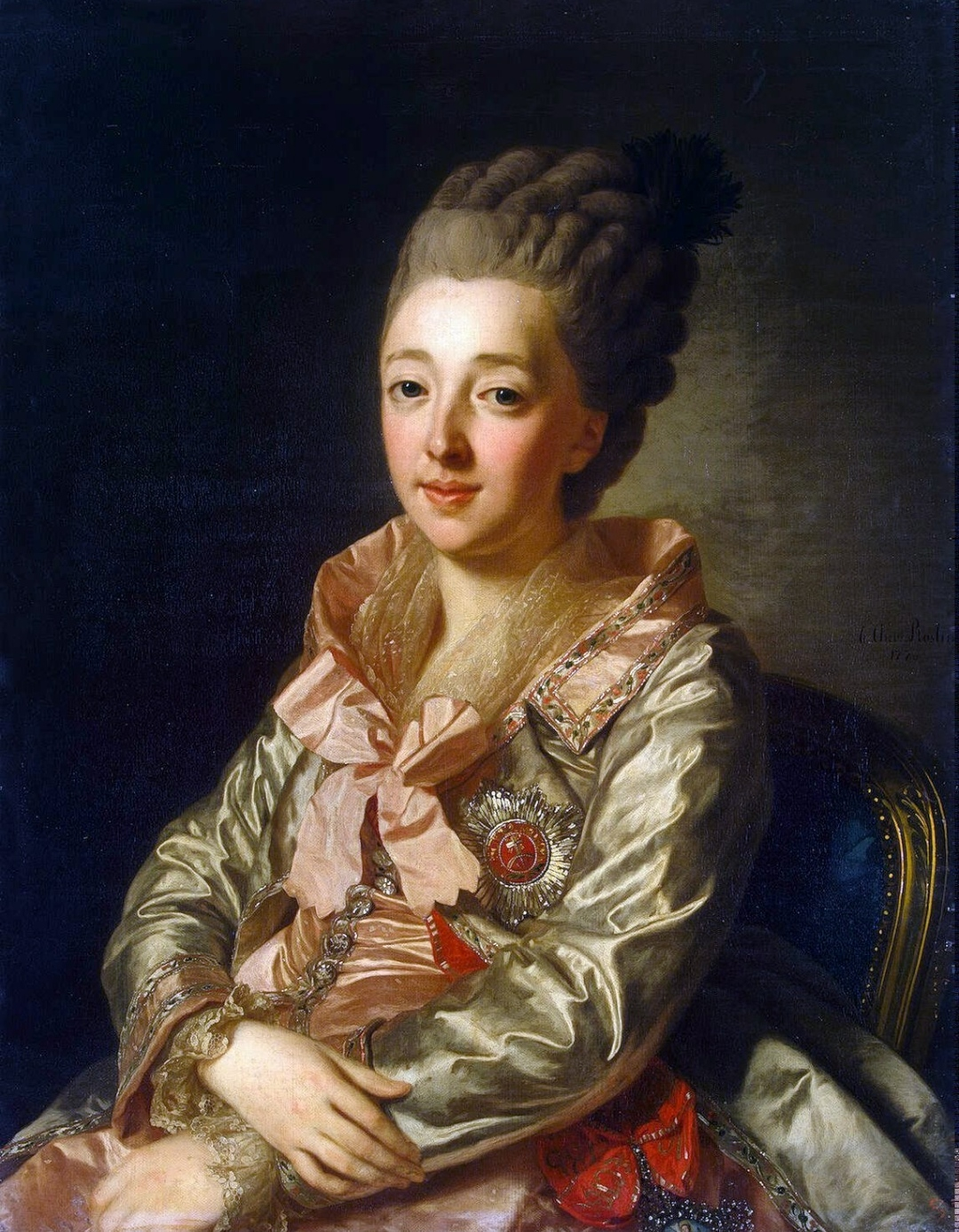
Портрет беременной Натальи Алексеевны незадолго до смерти

- - Мария Фёдоровна, урождённая принцесса София Мария Доротея Августа Луиза Вюртембергская — 26 сентября 1776 года.

У Павла I и Марии Фёдоровны было 10 детей:
- - Александр I (12 (23) декабря 1777 — 19 ноября (1 декабря) 1825) — цесаревич, а затем Император Всероссийский с 12 (24) марта 1801 года;
  - Константин Павлович (27 апреля (8 мая) 1779 — 15 (27) июня 1831) — цесаревич (с 1799 года) и великий князь, наместник польский в Варшаве;
  - Александра Павловна (29 июля (9 августа) 1783 — 4 (16) марта 1801) — палатина венгерская;
  - Елена Павловна (13 (24) декабря 1784 — 12 (24) сентября 1803) — герцогиня Мекленбург-Шверинская (1799—1803);
  - Мария Павловна (4 (15) февраля 1786 — 11 (23) июня 1859) — великая герцогиня Саксен-Веймар-Эйзенахская;
  - Екатерина Павловна (10 (21) мая 1788 — 9 января 1819) — 2-я королева-консорт Вюртемберга;
  - Ольга Павловна (11 (22) июля 1792 — 15 (26) января 1795) — умерла в возрасте двух лет;
  - Анна Павловна (7 (18) января 1795 — 1 (13) марта 1865) — королева-консорт Нидерландов;
  - Николай I (25 июня (6 июля) 1796 — 18 февраля (2 марта) 1855) — Император Всероссийский с 14 (26) декабря 1825 года;
  - Михаил Павлович (28 января (8 февраля) 1798 — 28 августа (9 сентября) 1849) — генерал-фельдцейхмейстер Русской армии.

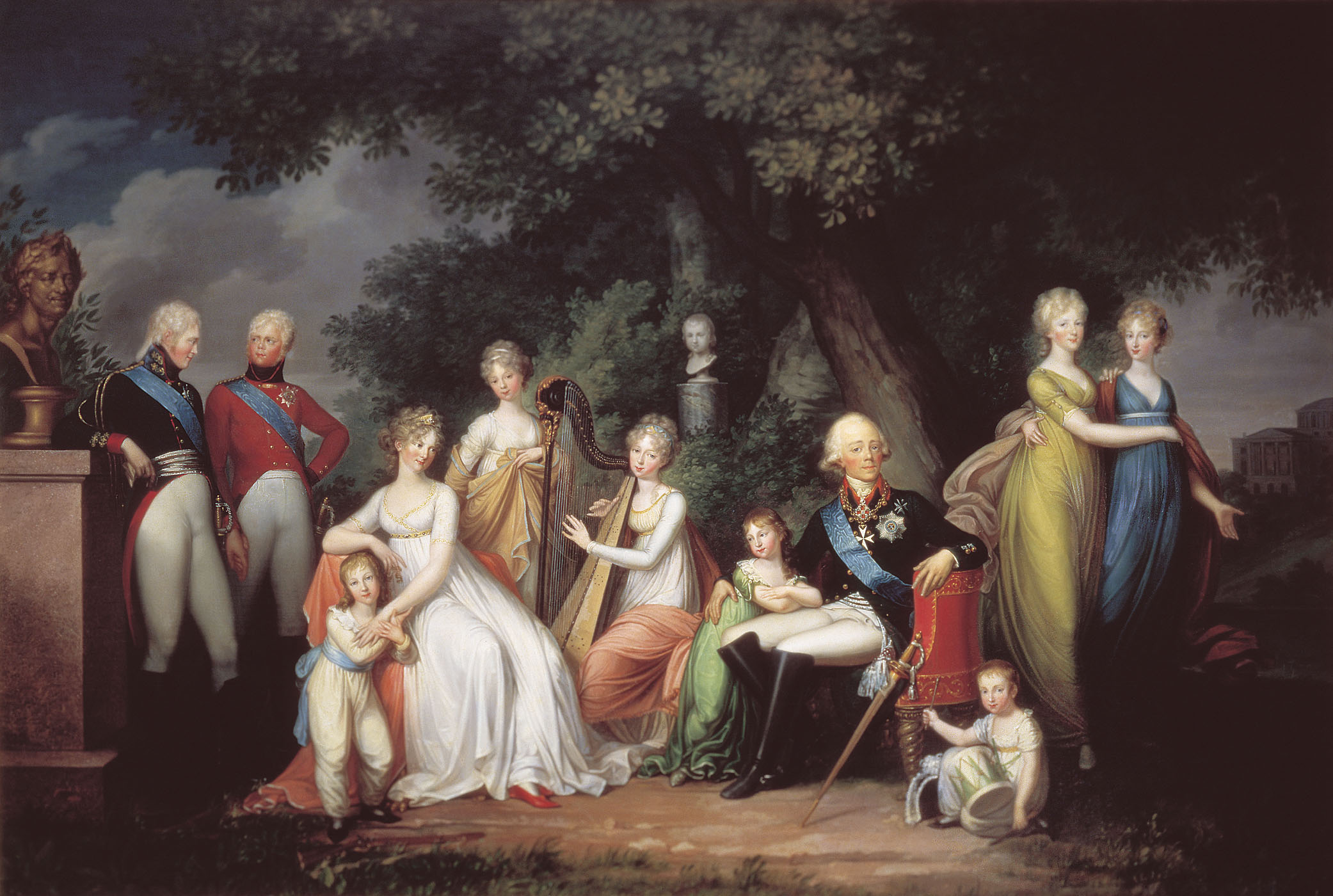
Портрет Павла I с семьёй в Павловском парке. Слева бюст Петра Великого, посередине бюст дочери Ольги, умершей в двухлетнем возрасте, справа виден Павловский дворец. Художник Герхардт фон Кюгельген.(1800) Государственный музей-заповедник «Павловск»

На момент смерти в 1828 году супруги Павла императрицы Марии Федоровны у них было уже 50 прямых потомков — детей, внуков и правнуков.
Внебрачные дети Павла:
- Семён Афанасьевич Великий (1772 — 13 (24) августа 1794) — от Софьи Степановны Ушаковой (1746—1803);
- Марфа Павловна Мусина-Юрьева (1801 — 17 (29) сентября 1803) — от Мавры Исидоровны Юрьевой.

Литератор и мемуарист Н. И. Греч рассказывает об обстоятельствах рождения последнего ребёнка:

Здесь скажем в скобках, что последние роды императрицы Марии Федоровны (великим князем Михаилом Павловичем 28 января 1798 года) были очень трудны, и медики объявили, что она едва ли перенесёт другие, если б ей случилось забеременеть.
…Решили промыслить ему любовниц нижнего этажа…— 
По сведениям, приводимым Гречем, существовало распоряжение Павла, чтобы крёстной матерью этой родившейся малютки стала его фаворитка Анна Лопухина.
Вдовствующая императрица Мария Фёдоровна возложила на себя образование этой девочки, которая родилась через три месяца после смерти императора, привязалась к Марфе и когда через два года та умерла также от прорезывания зубов как и собственная дочь императрицы — Ольга, это стало для вдовы Павла новым несчастьем.

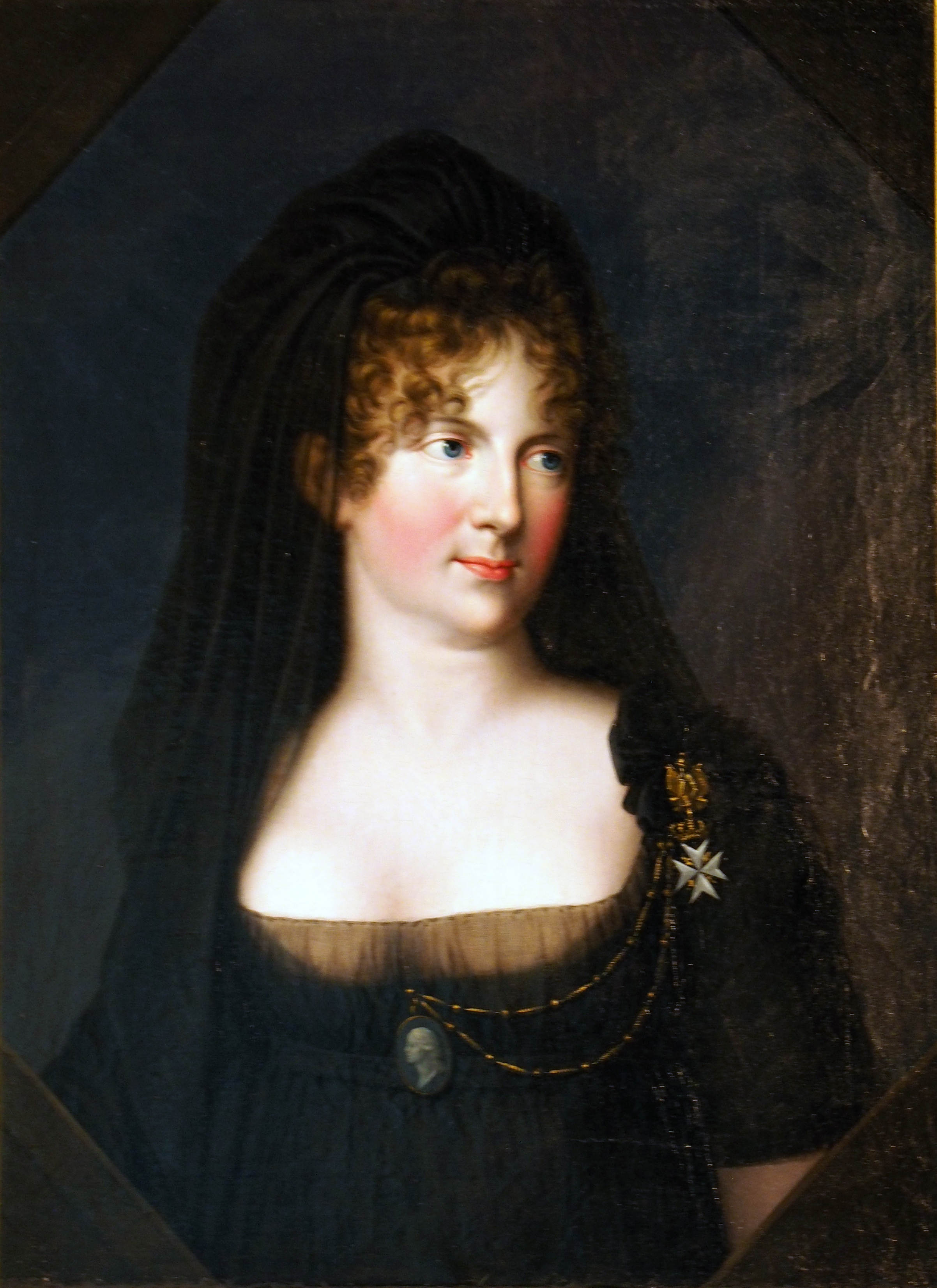
Вдова Павла Императрица Мария Фёдоровна с собственноручно сделанным медальоном с профилем супруга. Летом 1802 она писала : «Всё вокруг меня кажется пусто, мертво, глаза мои ищут его всюду; сердце сжимается от страшной тишины, которая царит в комнате, где он жил, и возбуждает ужасные воспоминания». Её сын — император Александр I встречался с матерью только в Павловске, хотя она почти постоянно жила в Гатчине, где в Приоратском дворце хранились окровавленные вещи Павла — сорочка и его постель.

Вдовствующая Императрица, по положению, должна была получать 200 000 рублей карманных денег, но Государь просил ее принять миллион; из этого миллиона она тратила на свои прихоти и туалет только 17 000. Все прочее раздавалось бедным, а прежде всего она составляла капитал на свои заведения… Она беспрестанно занималась делами своих заведений; ничто не могло отвлечь ее от этих занятий — ни путешествия, во время которых она читала и писала в карете, ни сердечные горести… Детей, воспитанных в ее заведениях, она никогда не покидала впоследствии, а во всю жизнь им помогала, входила во все подробности, до них касавшиеся, и была истинною матерью для всех. Никто из служивших ей не умирал во дворце иначе, как в ее присутствии. Она всех утешала до конца и всегда закрывала глаза умиравшим. (Из записок М. С. Мухановой, фрейлины высочайшего двора)

## Награды

### Воинские звания и титулы
- Полковник Лейб-Кирасирского полка (4 (15) июля 1762)
- Генерал-адмирал Российского императорского флота (20 (31) декабря 1762)

### Ордена и медали
российские:

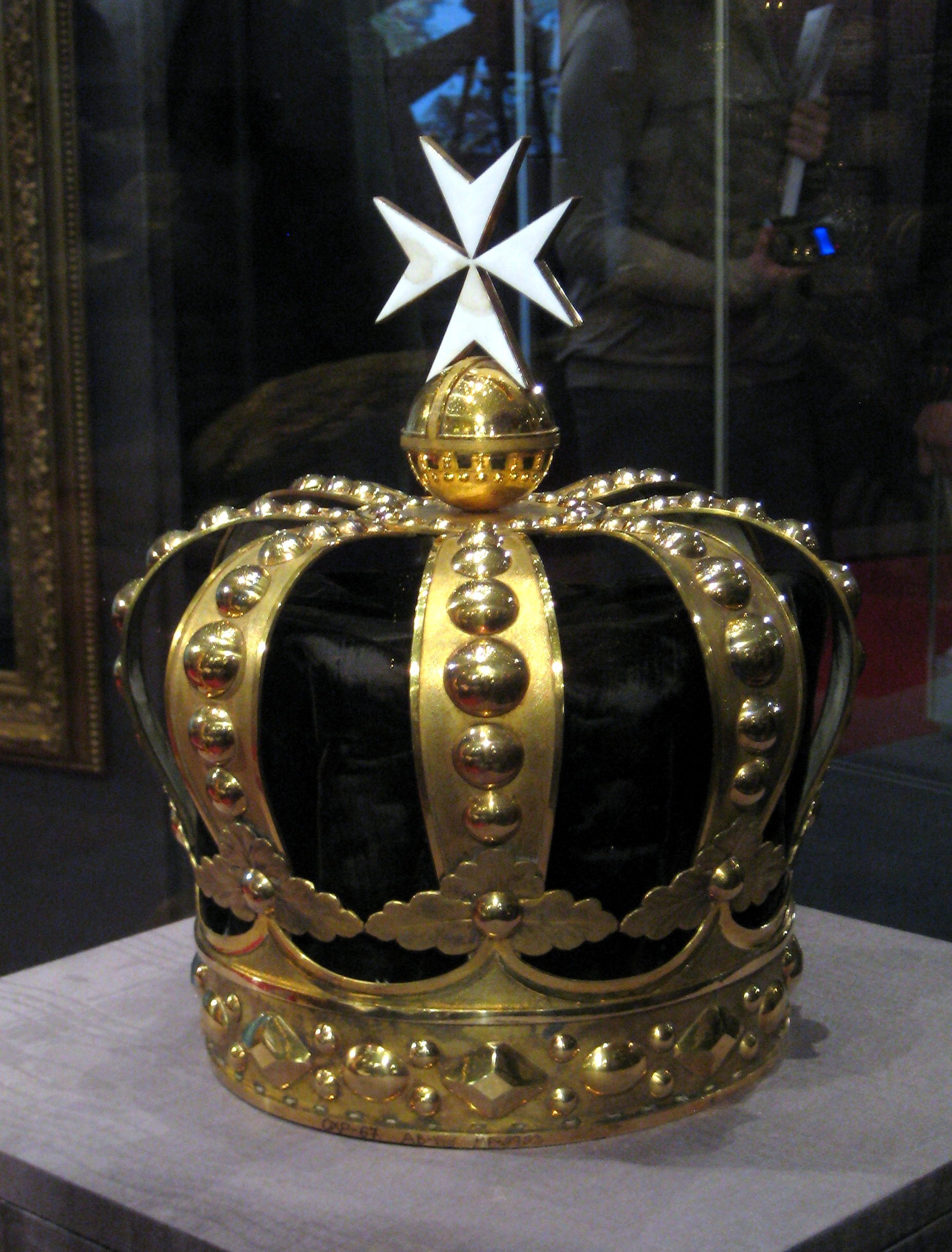
Мальтийская корона императора Павла l

- Орден Святого Андрея Первозванного (3 (14) октября 1754)
- Орден Святого Александра Невского (3 (14) октября 1754)
- Орден Святой Анны (3 (14) октября 1754)
- Орден Святого Владимира I степени (23 октября (3 ноября) 1782)
- Орден Святого Иоанна Иерусалимского, большой командорский крест (29 ноября (10 декабря) 1798)

иностранные:
- Польский Орден Белого орла
- Прусский Орден Чёрного орла
- Шведский Орден Серафимов (20 ноября (1 декабря) 1772)
- Неаполитанский Орден Святого Януария
- Неаполитанский Константиновский орден Святого Георгия, большой крест
- Неаполитанский Орден Святого Фердинанда и Заслуг, большой крест
- Французский Орден Святого Духа
- Французский Орден Кармельской Богоматери и Святого Лазаря Иерусалимского

## Память

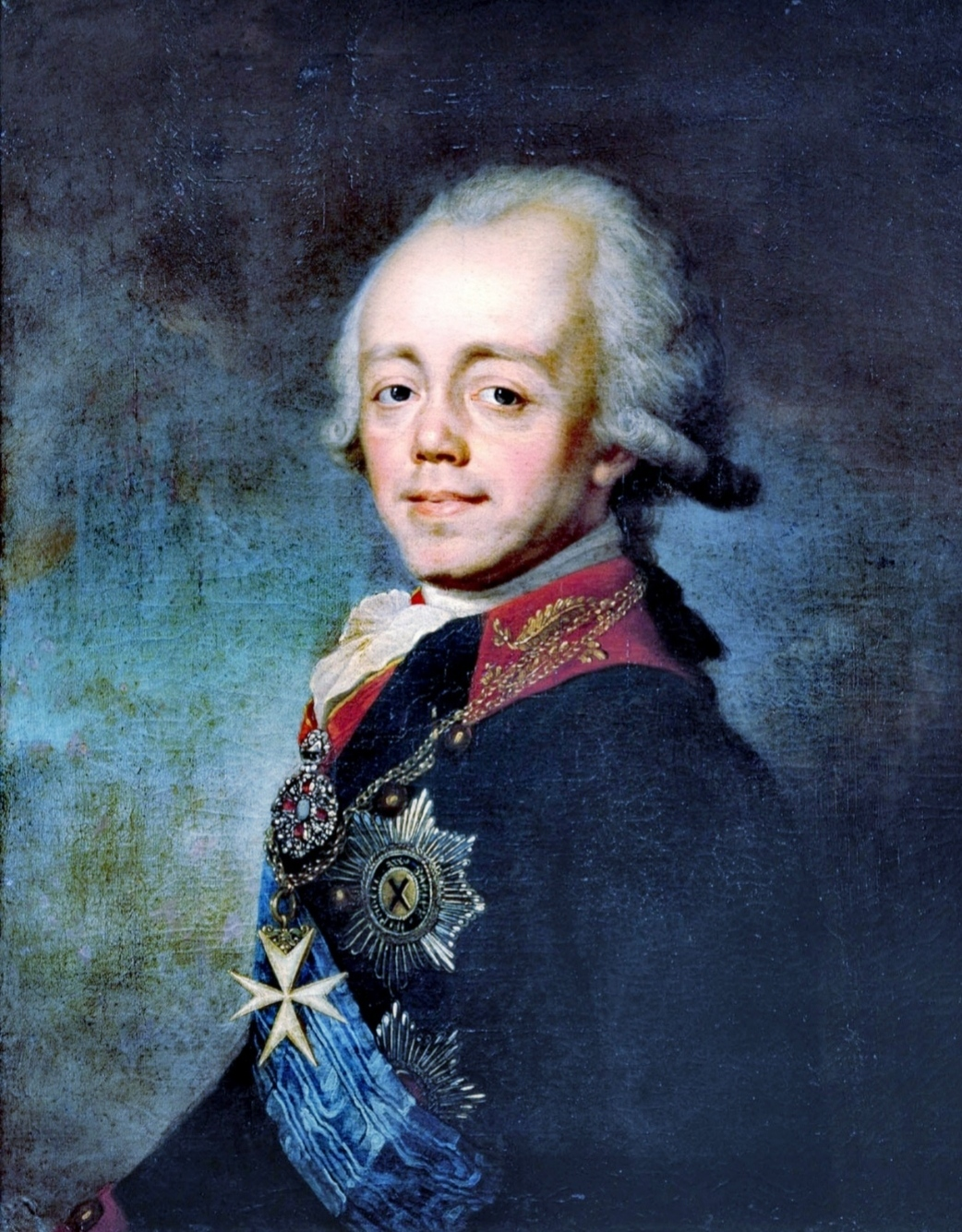
Портрет Государя Павла I с большим Мальтийским крестом кисти Щукина

### Названы в честь Павла I
- Город Павловск (Россия)
- Город Павлоград (Украина)
- Город Павлодар (Казахстан)
- Павловская улица в Москве
- аллея Императора Павла I в Гатчине
- озеро Императора Павла около деревни Большие Борницы в Гатчинском районе
- Павловская гавань на Аляске, основанная русскими в 1784 году, ныне это американский город Кадьяк
- Нынешний город Мариуполь был основан в 1778 году русским губернатором В.А Чертковым под названием Павловск. Через год, после исхода сюда под русскую защиту 20 000 православных греков из Оттоманского Крыма, город был переименован в греческом стиле в честь жены великого князя Павла[371][372][373].

#### Учреждения
- Гимназия № 209 «Павловская гимназия» в Санкт-Петербурге. В здании находился до 1918 года Павловский женский сиротский институт. Имя императора Павла I занесено в 2012 в Памятные Листы Золотой Книги Санкт-Петербурга, хранящейся в данной гимназии[374].
- Городская клиническая больница № 4 в Москве ныне неофициально называется по-прежнему Павловской; также она дала название улице, на которой расположена. Основана в 1763 году по просьбе наследника указом императрицы Екатерины II (6 (17) июня она подписала указ, 11 (22) он был обнародован Сенатом) как «больница для бедных» «в возблагодарение Богу за благополучное избавление от болезни» тяжело болевшего наследника престола, откуда и возникло обиходное название «Павловская больница»[375]. Это была первая публичная больница «гражданского ведомства» в России[376][377].Архитектурный ансамбль включал здания, спроектированные Матвеем Казаковым и Доменико Жилярди. Больничный комплекс ликвидирован в 2021 году, из-за того что некоторые здания ГКБ № 4 находились в аварийном состоянии.
- Ресторан русской и европейской кухни la carte «Павел I» в Гатчине расположен в историческом центре города с видом на парк. Оформлен в мальтийском рыцарском стиле с мраморным камином , любимом императором Павлом. Кухня: авторские блюда, включая мальтийские элементы [378]

#### Корабли

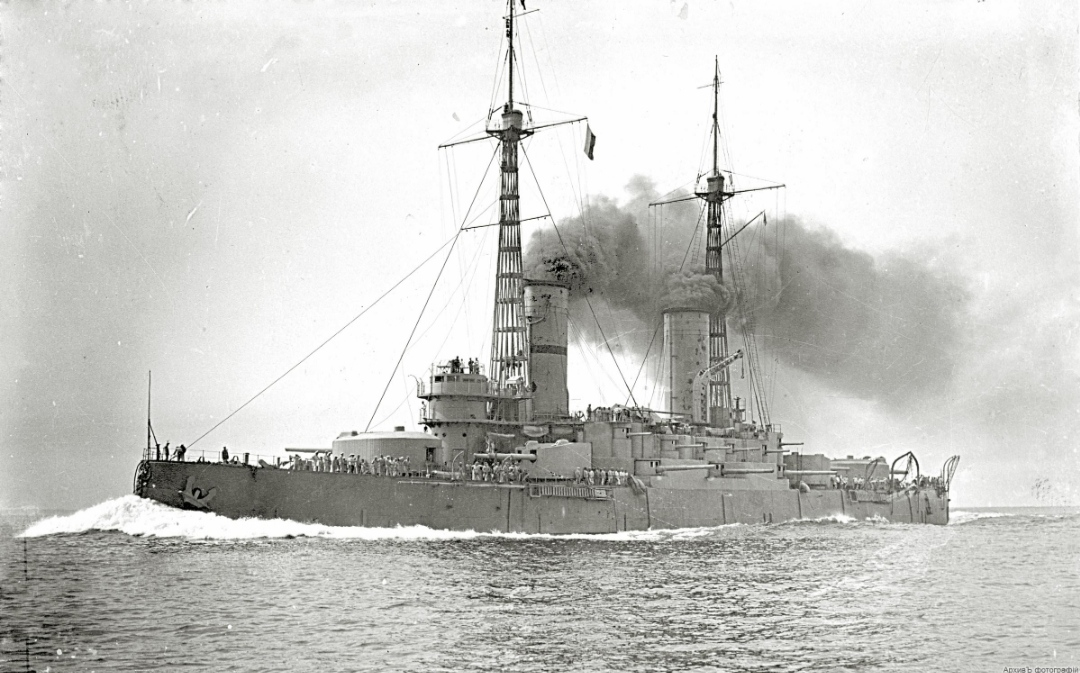
Броненосец Император Павел I

- В 1907 году был спущен на воду российский эскадренный броненосец «Император Павел I», с 19 апреля 1917 года носивший название «Республика». Находился в строю до 1924 года.

Это был первый в мире корабль, оборудованный гиперболоидными многосекционными стальными сетчатыми мачтами, конструкции известного инженера В. Г. Шухова.
- Лодка (Катер) Павла I на острове Свияжск близ Казани.

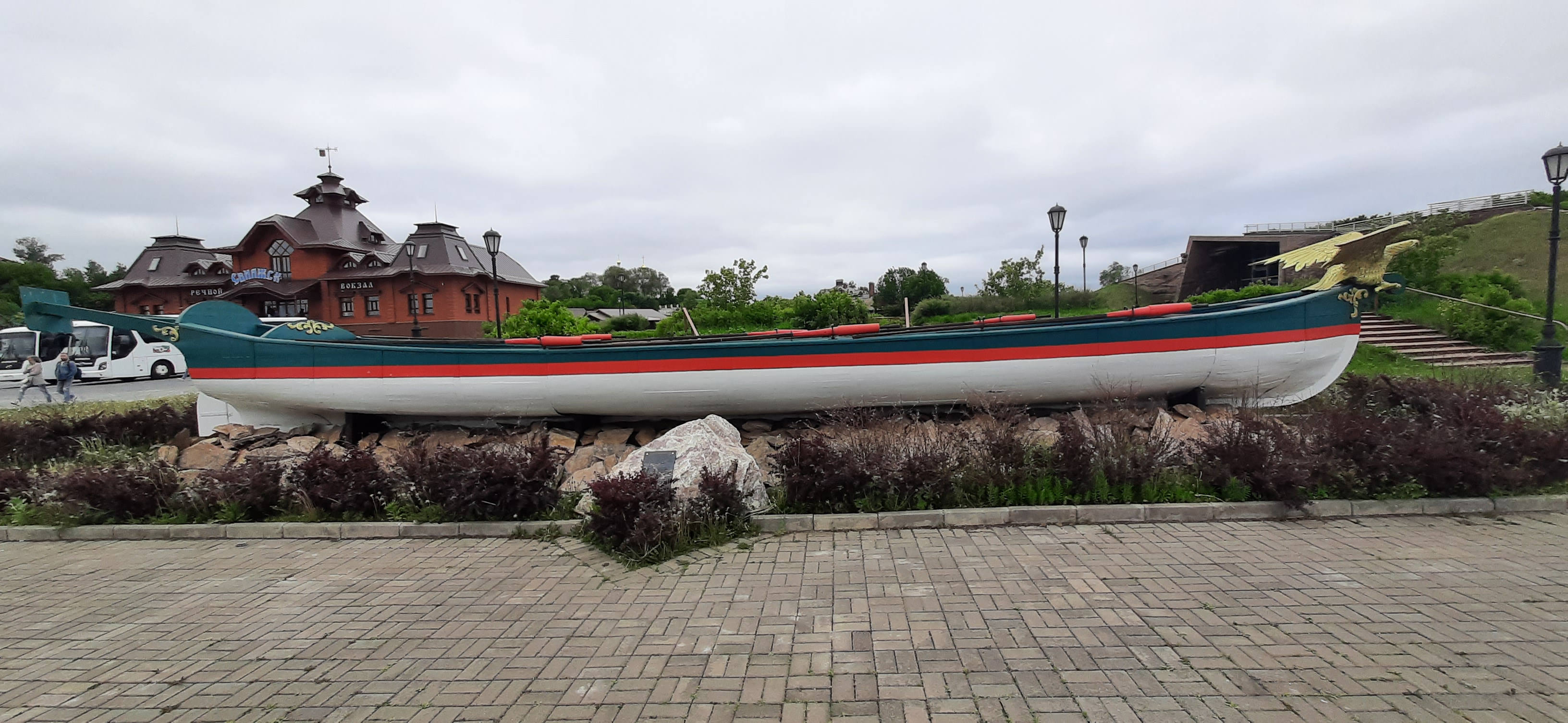
Лодка (Катер) Императора Павла I

Павел I посещал с сыновьями Казань и крепость Свияжск в мае 1798 года для осмотра воинских частей. 
Оригинал катера, хранившийся в Казани вместе с галерою «Тверь» — флагманским кораблем флотилии Екатерины Великой (приплывала на ней в Казань в 1767-м), сгорел в 1956 году из-за детской шалости. В 2012 году при финансовой поддержке министра транспорта И. Е. Левитина была построена копия катера.

#### Форт «Император Павел I»

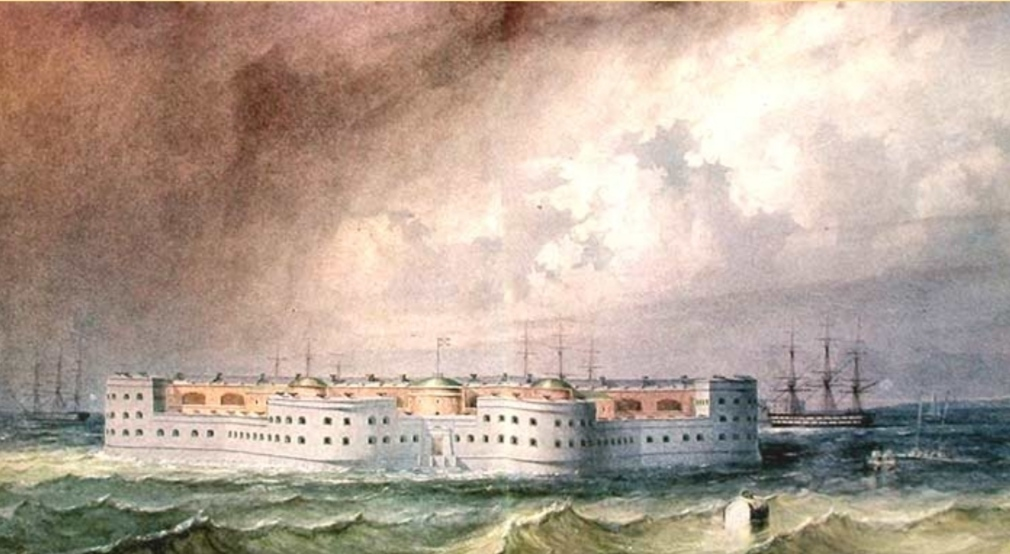
Форт «Император Павел I»

Крупнейший форт Кронштадтской крепости конца 18 века — Рисбанк был переименован в 1854 году в честь императора Павла его сыном Николаем I и сыграл заметную роль в обороне Кронштадта и Санкт-Петербурга в Крымской войне, будучи реконструированным в мощную крепость с 200 орудиями и
1000 военнослужащих. Между фортом «Император Павел I» и фортом «Александр 1» было установлено первое в мире минное заграждение. В 1896–1903 годах форт был превращен в склады 30 000 единиц морских мин и другого боезапаса. В 1919 на форте случился взрыв, вероятно в следствие диверсии, частично повредивший склады. С этого года там хранились без охраны только около 200 мин заграждения, выловленных в Финском заливе, многие из них имели повреждения. Склады были окончательно полностью уничтожены десятком колоссальных взрывов в 1923 году, произошедших из-за неосторожности отдыхавших матросов с линкора "Парижская коммуна". Взрывы был такой силы, что почти все крепостные строения и часть острова исчезли под водой, при этом обломки кирпичей долетали до Кронштадта, где вылетели все стекла, также как и в Ораниенбауме. Объект всемирного наследия, культурного наследия народов РФ федерального значения.

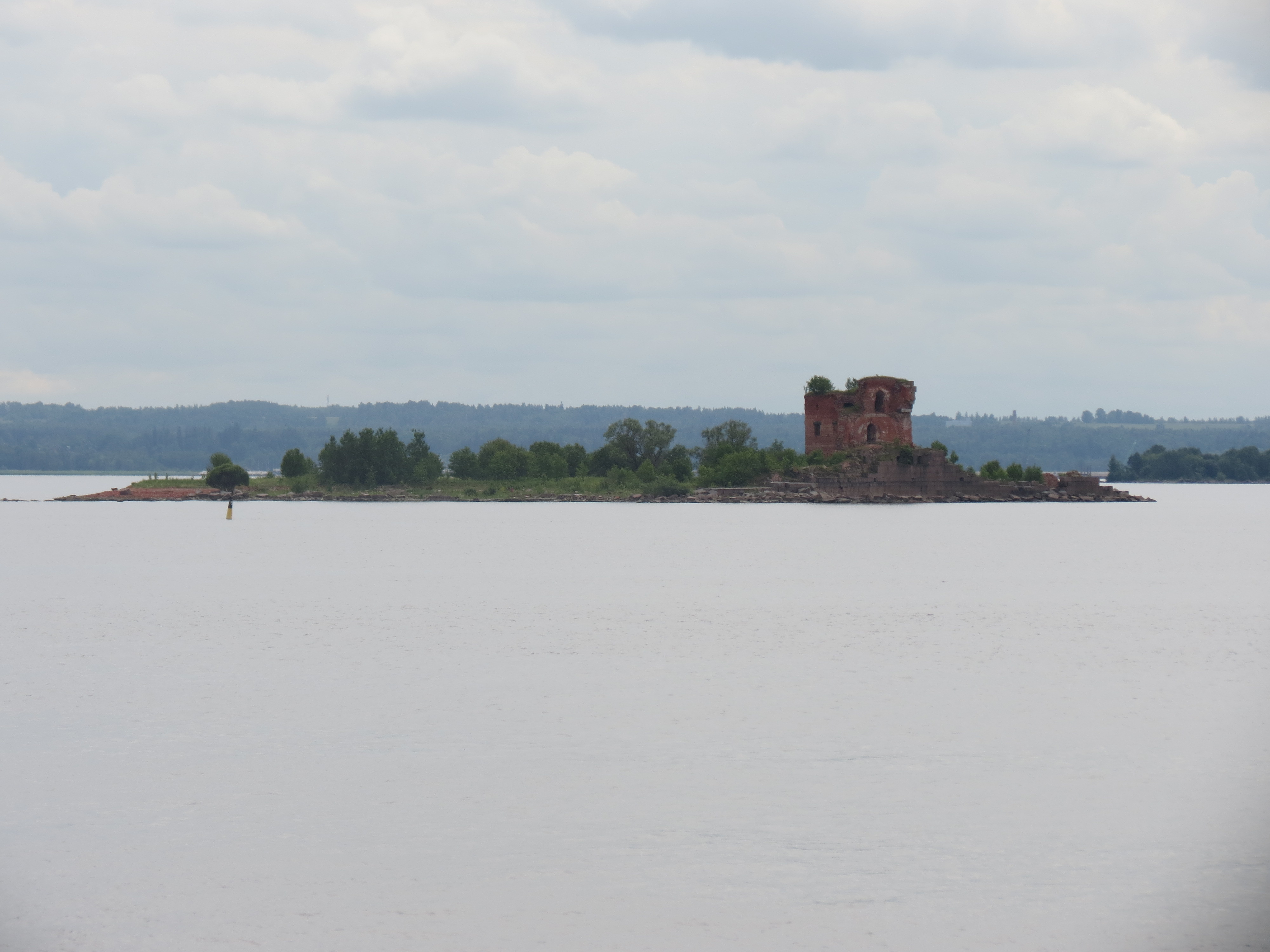
Руины форта «Император Павел I» в настоящее время

### Памятники
На территории Российской империи императору Павлу I было установлено не менее шести памятников:
- Выборг. В начале 1800-х годов в парке Монрепо, его тогдашним владельцем бароном Людвигом Николаи в благодарность Павлу I, была поставлена высокая гранитная колонна с пояснительной надписью на латыни. Памятник в основном сохранился и называется ныне "Колонна двух императоров" в честь Павла и его сына Александра. На ныне утраченной плите, размещавшейся в цокольной части, имелась надпись на латинском языке: «Caesar nobis haec otia fecit» («Цезарь подарил нам этот покой») — перефразированное А. Л. Николаи выражение Вергилия: «Нам бог спокойствие это доставил»[385].

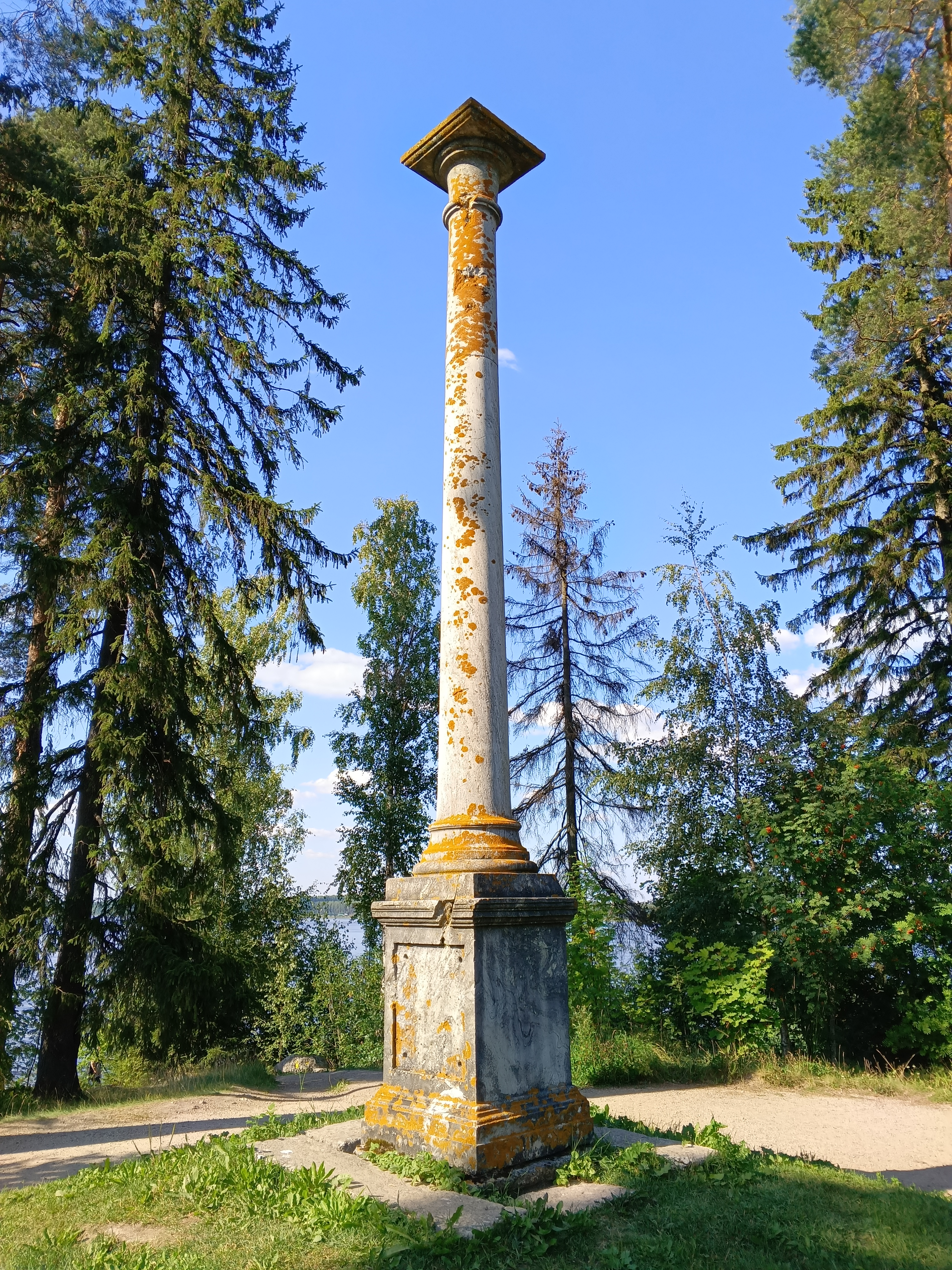
Колонна двух императоров

- Гатчина. На плацу перед Большим Гатчинским дворцом находится памятник Павлу I работы И. Витали, представляющий собой бронзовую статую императора на гранитном постаменте. Открыт 1 августа 1851 года. Памятник благополучно сохранился. Скульптор Иван Витали, изобразил его с «лицом благодушным и мечтательным», что контрастировало с жёстким образом правителя.

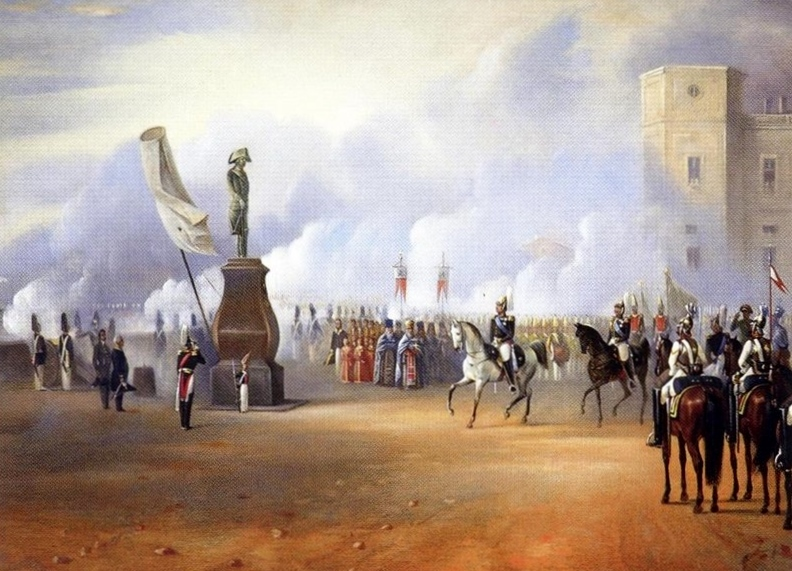
Пушечный салют в момент снятия покрывала на открытии памятника Павлу I около Большого Гатчинского дворца. 1851 год. Маленькая фигурка на фоне пьедестала памятника это правнук Павла I, будущий цесаревич-наследник престола семилетний Николай Александрович (сын будущего императора Александра II), стоявший в момент открытия монумента часовым у памятника своему прадеду. Одерживают лошадей посередине Император Николай I и наследник престола великий князь Александр Николаевич. Именно в этот момент торжественной церемонии император Николай I расплакался, но слезы катились не от умиления. Как свидетельствовал очевидец, «покровы сняли, но веревка осталась на шее статуи и державный сын, увидя это, заплакал. Всех поразила эта случайность, в которой невозможно было не увидеть некого символического смысла»

Великий князь и император Павел был ценим жителями его собственного личного города, который он сделал одним из самых благоустроенных городов Европы конца XVIII века, построив в нём госпитальный городок с большой церковью и богодельней "для слепых и голодных", где оказывалась бесплатно медпомощь. Организовал суконную, шляпную, фарфоровую фабрики, дал двухдневную барщину местным крепостным. К 1797 году в Гатчине насчитывалось 237 домов, из них много каменных, в городе все главные улицы города не только были вымощены булыжником, но и имели стоки для воды, в городе стояло 600 фонарей. До сих сих пор молодожёны — потомки коренных гатчинцев возлагают цветы в день свадьбы к его памятнику.
В 1797 году Павел, ставший коронованным Императором Всероссийским, немедленно запретил разделять семьи крепостных и отнимать детей при их продаже помещиками.

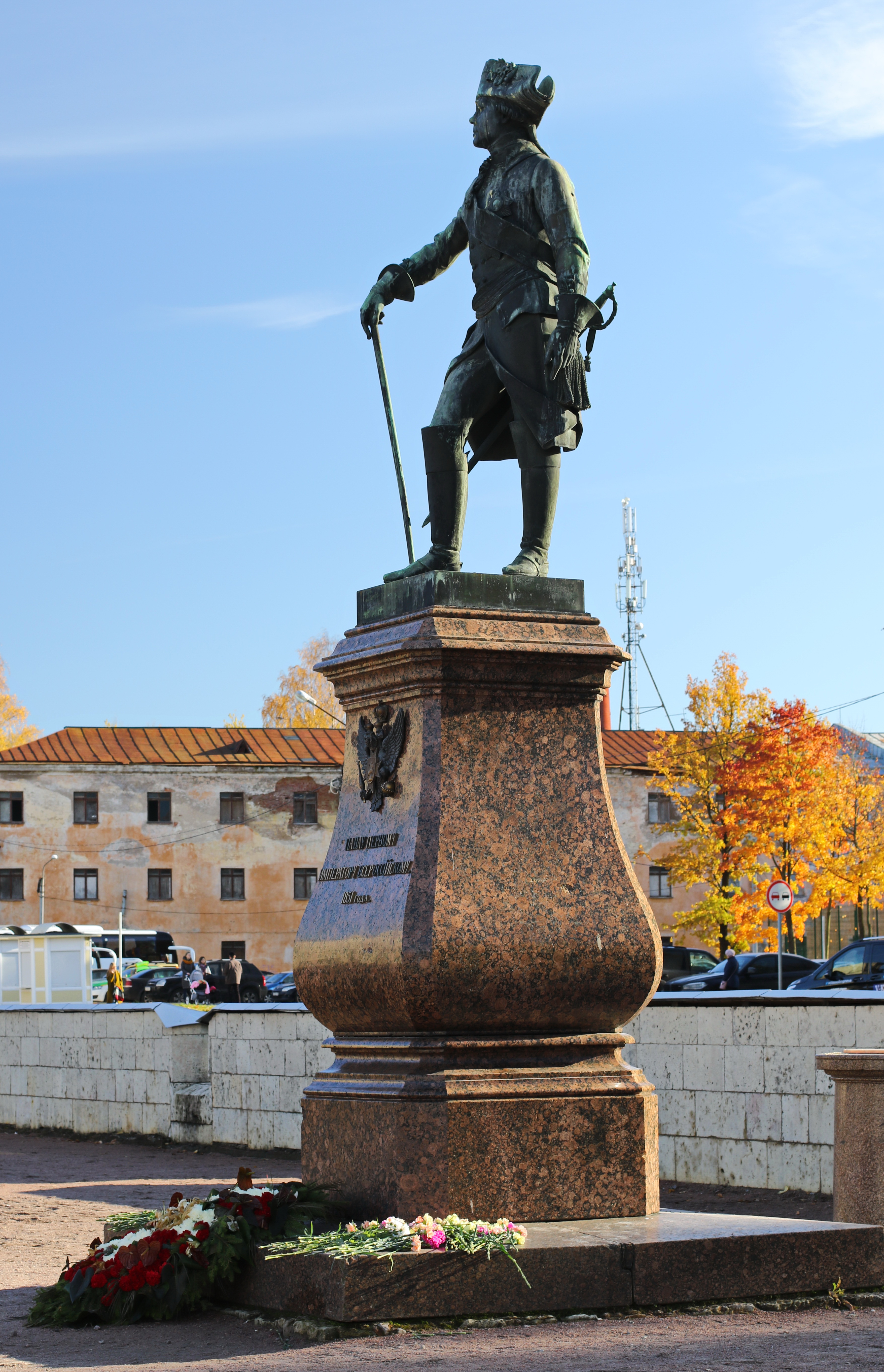
Цветы у памятника Павлу Первому в Гатчине. На заднем плане сохранившееся здание кирасирских казарм конца 1700-х годов.

- Грузино. На территории своей усадьбы А. А. Аракчеевым был установлен чугунный бюст Павла I на чугунном постаменте. До настоящего времени памятник не сохранился.
- Митава. У дороги в свою усадьбу Зоргенфрей курляндский губернатор фон Дризен на собственные средства поставил пирамидальную каменную стелу с шаром на вершине высотой около 4 метров в честь Павла I, с надписью на немецком языке. Судьба памятника после 1915 года неизвестна.
- Павловск. На плацу перед Павловским дворцом находится памятник Павлу I работы И. Витали, представляющий собой гальваническую копию статуи императора в Гатчине, на уменьшенном по размерам постаменте из кирпича, обложенного цинковыми листами. Открыт 29 июня (11 июля) 1872 года. Памятник благополучно сохранился.

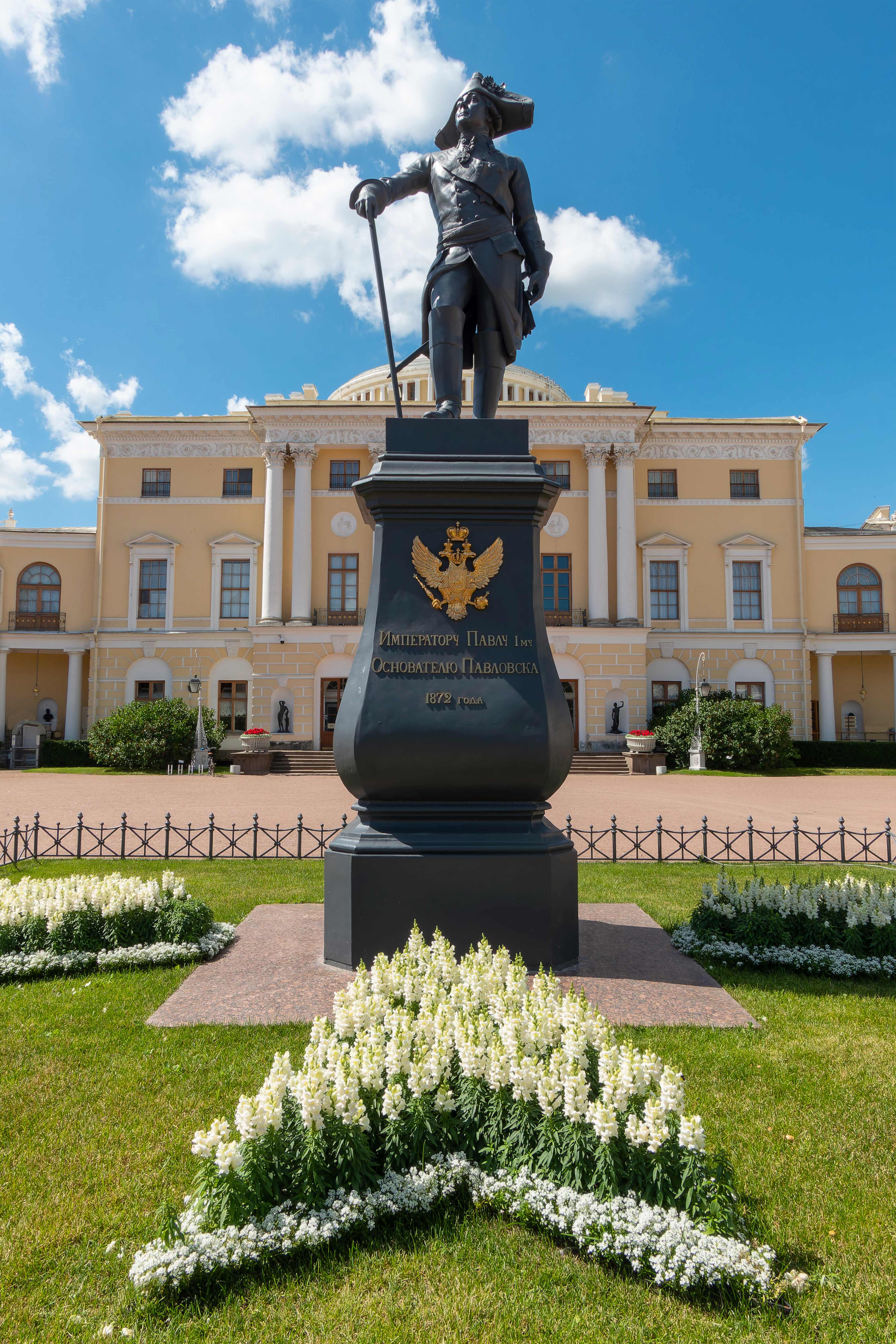
Памятник Павлу I работы Витали в Павловске

На территории парка расположен Мавзолей супругу-благодетелю, первоначально называвшийся «Храм Павла I».
Внутри скульптура молодой женщины, безутешно склонившейся перед урной с прахом на обелиске, который выполнял роль кенотафа. Беломраморная скульптура резко выделяется на фоне темного обелиска с круглым барельефным портретом Павла.

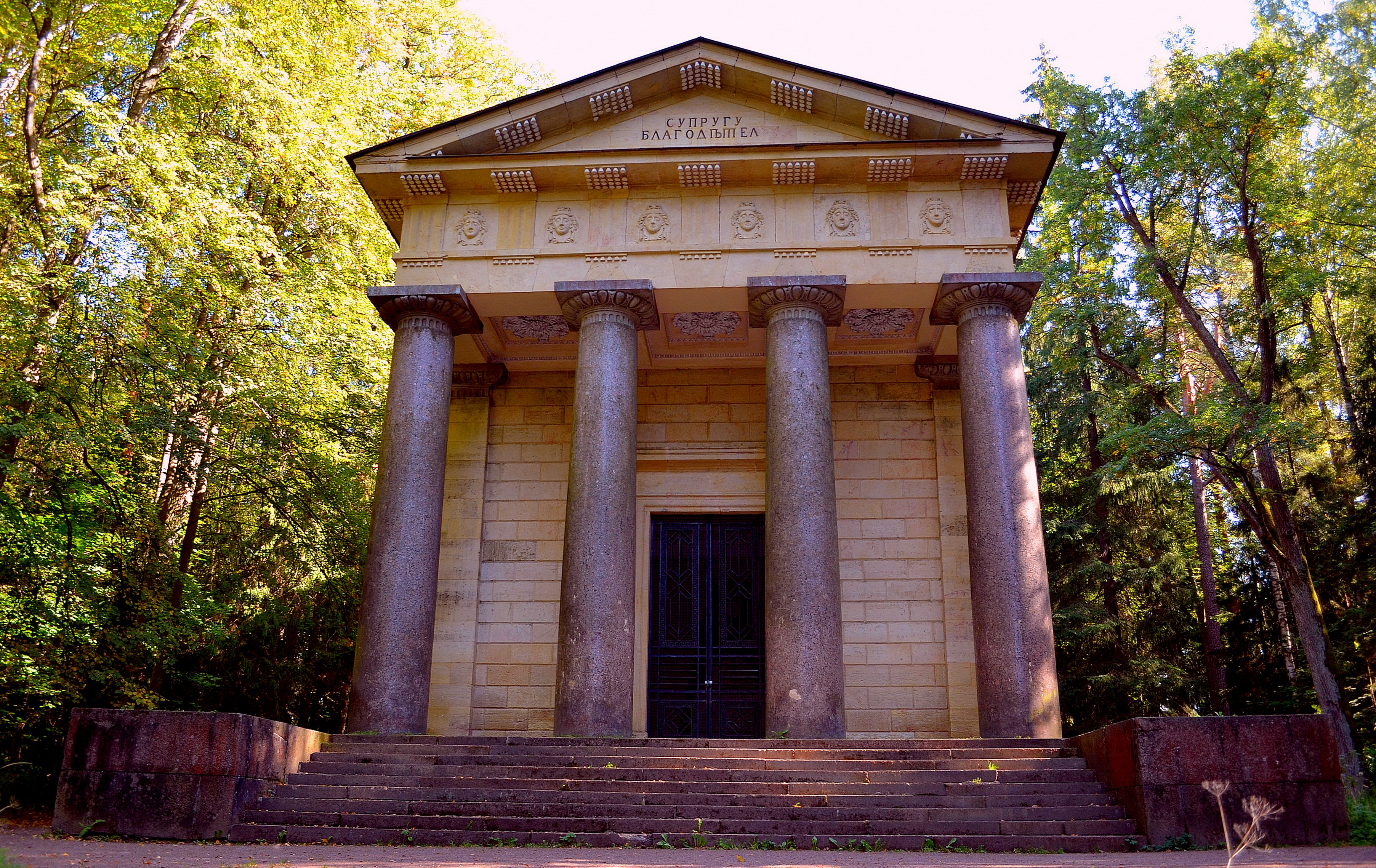
Мавзолей Супругу-Благодетелю в Павловском парке

Данный проект архитектора Тома де Томона был положен позднее в основу проекта Мавзолея королевы Пруссии Луизы, похороненной в Шарлоттенбурге и куда впоследствии были захоронены останки ещё пяти королевских особ, среди них её супруг Фридрих Вильгельм III, (дед российского императора Александра II), первый император объединённой Германии кайзер Вильгельм I с его супругой Августой и сердце короля Пруссии Фридриха Вильгельма IV.
- Сергиев Посад. В память о посещении в 1797 году Спасо-Вифанского скита и своего бывшего придворного проповедника и законоучителя Митрополита Платона Павлом I и его супругой на территории монастыря был сооружён обелиск из белого мрамора. В годы советской власти был снесён.

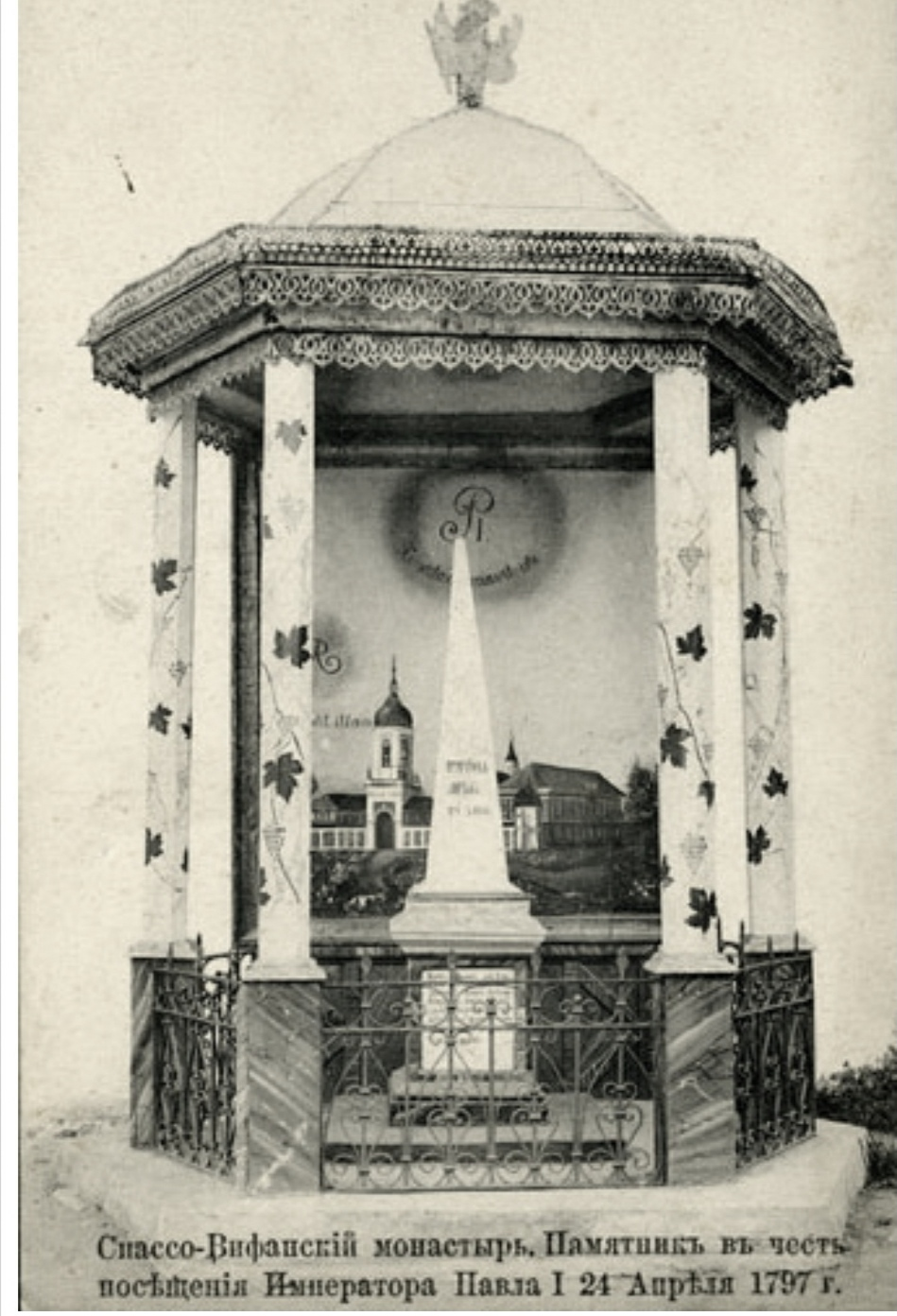
Памятник Павлу I в Сергиевом посаде

За постсоветское время, в Российской Федерации императору Павлу I было установлено не менее двух памятников:
- Санкт-Петербург. Во дворе Михайловского замка в мае 2003 года установили памятник Павлу I работы скульптора В. Э. Горевого (архитектор В. П. Наливайко).Памятник Павлу I в день 220-летия его гибели

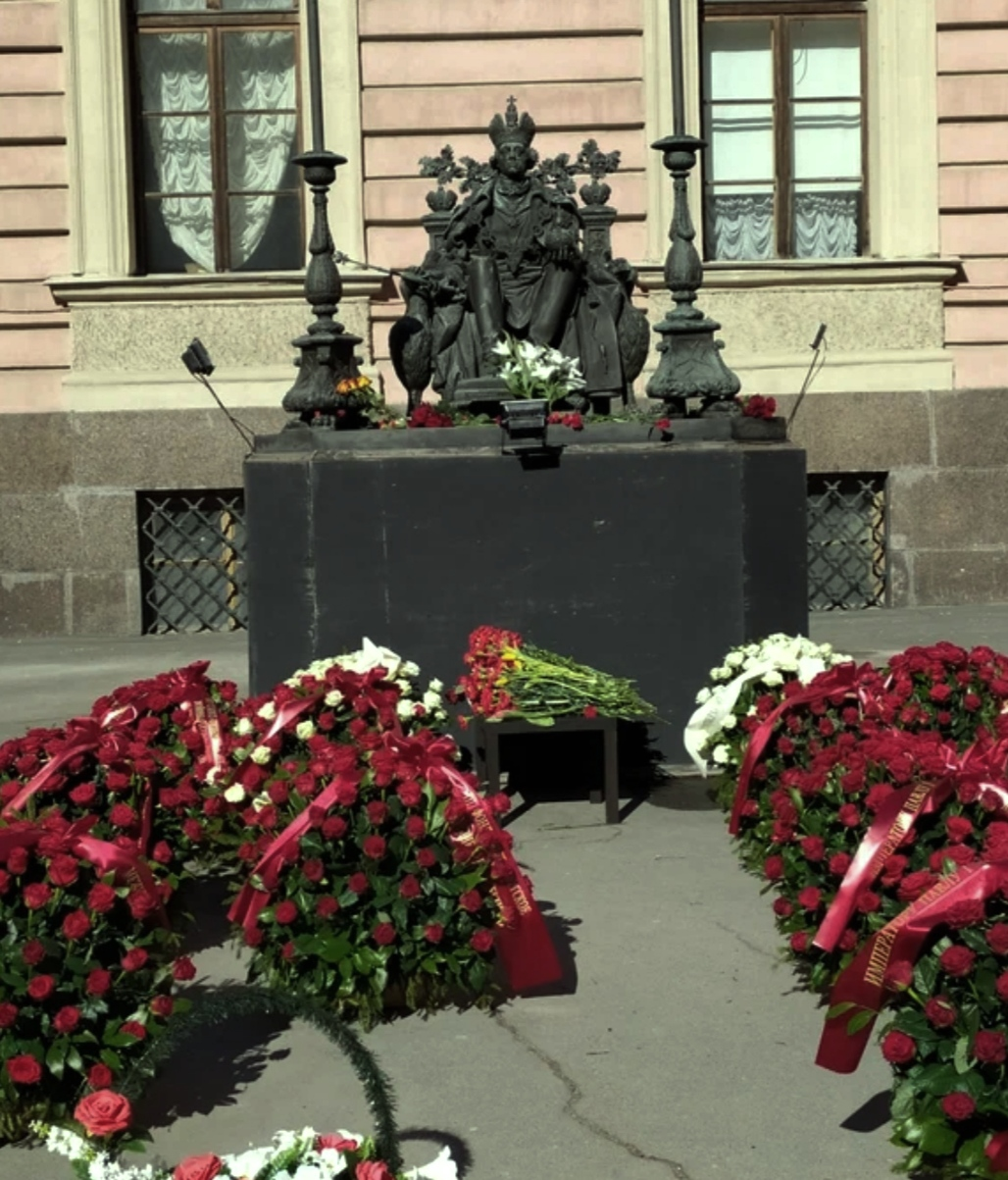
Памятник Павлу I в день 220-летия его гибели

- Павловск. В фойе здания администрации Павловска с декабря 2017 года находится копия памятника Павлу I работы скульптора В. Э. Горевого (архитектор В. П. Наливайко).
- Московская область. В селе Авдотьино Ямкинского сельсовета Ногинского района Московской области на Романовской Аллее Славы, расположенной на территории Николо-Берлюковского монастыря 1 октября 2015 года состоялось открытие бронзового бюста Павла I (скульптор А. А. Аполлонов)[394].

### В филателии
- Марка Российской империи, 1913 год, 35 копеек, Павел I.
- «Почта России» в 2004 году выпустила серию марок посвящённую 250-летию со дня рождения Павла I[395].

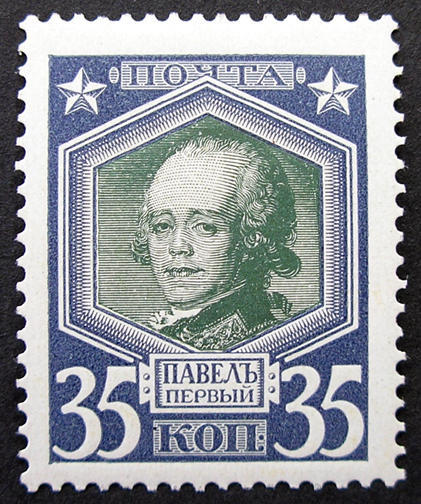
Почта Российской Империи, 1913 г., Павел I.
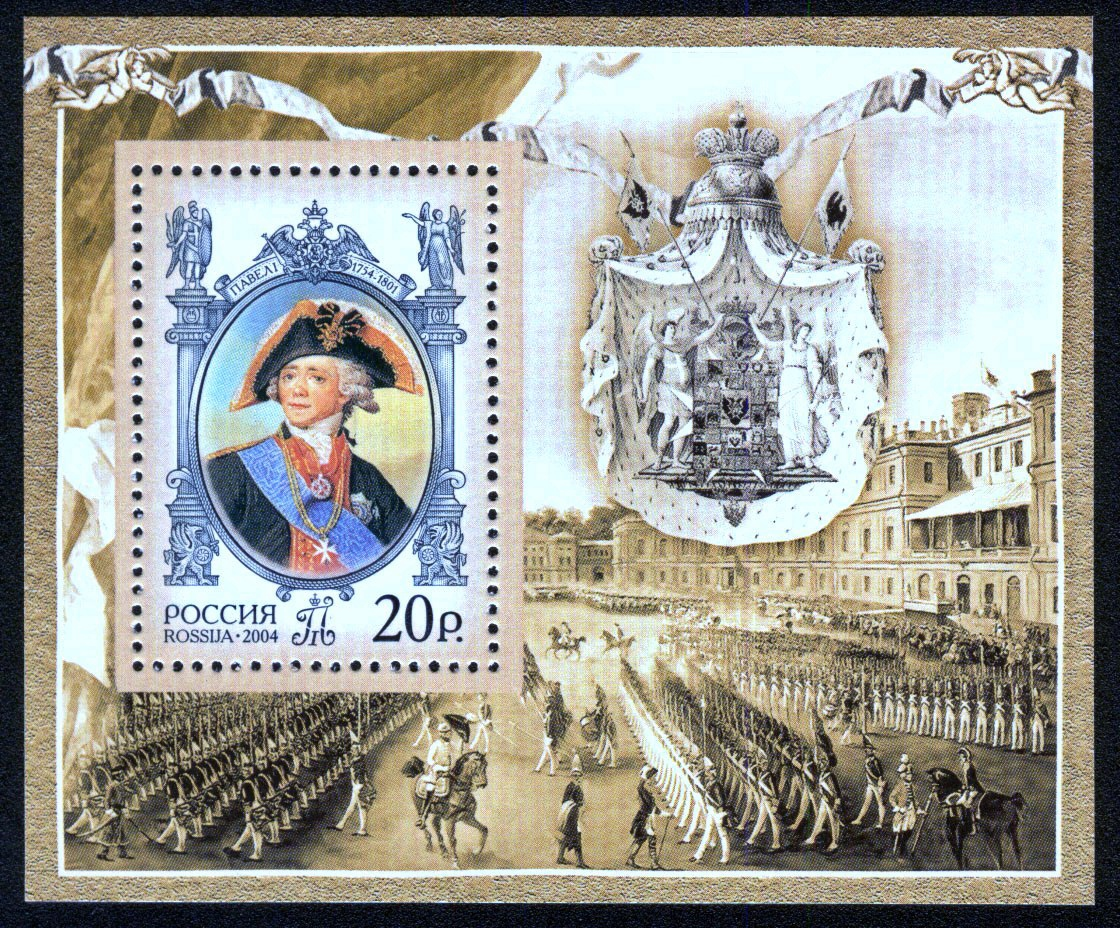
Почтовый блок России, 2004 г., Павел I.
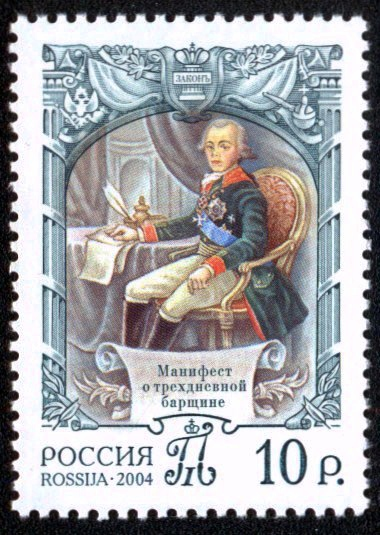
Павел I подписывает Манифест о трёхдневной барщине
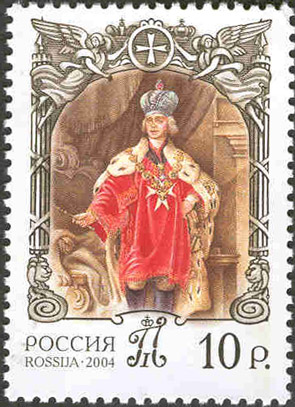
Павел I — Великий магистр Мальтийского Ордена

## Образ в культуре и искусстве

### В мемуарной литературе

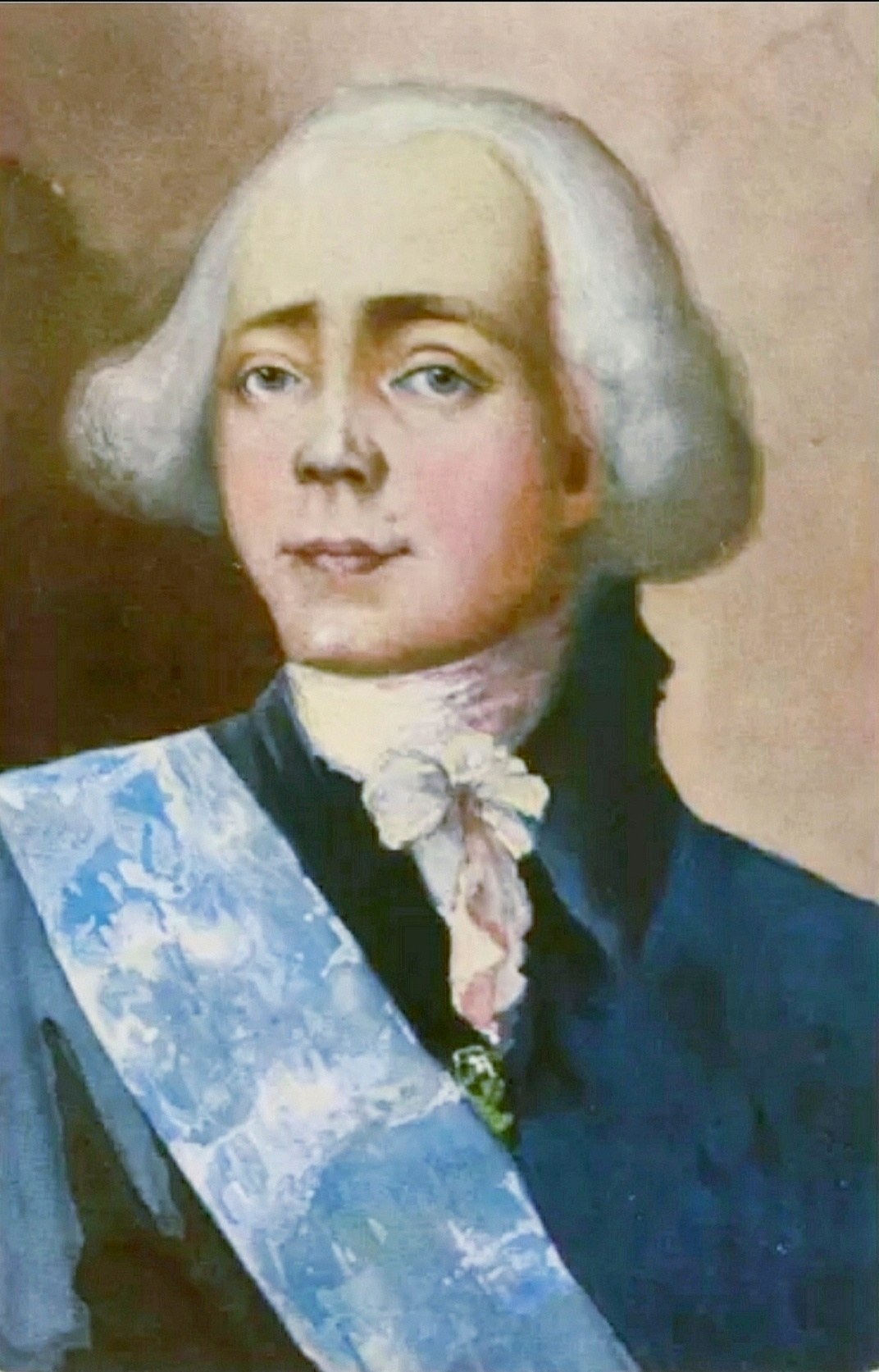
Великий князь Павел Петрович в гражданском камзоле, с голубой Андреевской лентой (Хоутоновская коллекция портретов королевских особ, 1 октября 1780 г.).

Существует целый большой пласт воспоминаний современников великого князя и императора Павла, близко его знавших с молодости, которые очень позитивно характеризуют его. Смотрите фрагменты их воспоминаний в Викицитатникe |по ссылке
Участники же заговора стремились представить Павла I как сумасшедшего тирана, чтобы оправдать убийство. Например, описания его «деспотизма» часто гиперболизированы.
Мемуары участников убийства императора Павла не публиковались при их жизни, их бумаги забирались правительством после их смерти. Например, часть архивов семьи Зубовых была уничтожена или передана в секретные фонды Третьего отделения. Известные ныне мемуары крайне противоречивы в описании деталей событий и очевидно тенденциозны в описании деяний самого императора, имея оправдательный тон для убийц. Часть документов хранится в Российском государственном историческом архиве (РГИА) и Российском государственном архиве древних актов (РГАДА), но доступ к ним до сих пор ограничен. Например, фонды Тайной экспедиции, переписка Павла I, дипломатическая переписка иностранных послов (например, британского посла Уитворта), которая содержит косвенные данные о заговоре.
Существуют современные исследования например, работы Ю. А. Сорокина («Павел I: Личность и судьба») или Е. В. Анисимова («Императорская Россия»), где специально анализируется именно достоверность мемуаров.

### В художественной литературе
- Сцену убийства в Михайловском замке вообразил 18-летний Пушкин в своей юношеской оде «Вольность», там он называет Павла «увенчанным злодеем». Но позднее взрослый А. С. Пушкин, изучая в архивах материалы о пугачёвском бунте, стал считать Павла I «романтическим императором», «врагом коварства и невежд», и даже собирался написать историю его царствования после окончания работы над историей Пугачёвского бунта.
- Лев Толстой предполагал написать своё произведение о Павле I: «… характер, особенно политический, Павла I был благородный, рыцарский характер. Я нашёл своего исторического героя. И ежели бы Бог дал жизни, досуга и сил, я бы попробовал написать его историю».
- 1882 — в рассказе Н. С. Лескова «Привидение в Инженерном замке»[401] изложена городская легенда о призраке Павла I, который бродит по Инженерному замку.
- 1908 — драма Д. С. Мережковского «Павел I» повествует о заговоре против императора. Главный герой драмы, искренне желающий «сделать всех счастливыми» («Каждого к сердцу прижать и сказать: чувствуешь ли, что сердце это бьется для тебя?»), становится тираном, поскольку ощущает себя «богом на земле» («Превыше всех пап, царь и папа вместе, Кесарь и Первосвященник — я, я, я один во всей вселенной!..»).
- 1918 — рассказ Александра Куприна написанный им в Гатчине, где он сам долго жил в то время, и называющийся «Гатчинский призрак», комплиментарно рассказывает о трагической судьбе непонятого Павла.
- 1925 — в книге Марка Алданова «Чёртов мост» описывается смерть царицы Екатерины, воцарение Павла, перезахоронение Петра III и судьба фаворитов Екатерины, в частности князя Безбородко. Убийству Павла посвящён роман Алданова «Заговор» (1926—1927).
- 1927 — Повесть Юрия Тынянова «Подпоручик Киже» рисует в сатирических красках обстановку царствования Павла.
- 1938 — в романе Сартра «Тошнота» (1938) маркиз де Рольбон, вымышленный персонаж, которого изучает главный герой Антуан Рокантен, принимает непосредственное участие в убийстве Павла I.
- 1939 — Книга Владислава Ходасевича о Павле I и его трагической судьбе осталась незавершённой. Широко известна цитата Ходасевича : «Когда русское общество говорит‚ что смерть Павла была расплатой за его притеснения‚ оно забывает‚ что он теснил тех‚ кто раскинулся слишком широко‚ тех сильных и многоправных‚ кто должен быть стеснён и обуздан ради бесправных и слабых. Может быть‚ это и была историческая ошибка его. Но какая в ней моральная высота! Он любил справедливость — мы к нему несправедливы. Он был рыцарем — а убит из-за угла. Ругаем из-за угла...»
- 1946 — исторический роман «Михайловский замок» Ольги Форш.
- 1980 — исторический роман «Ключи от заколдованного замка» К. С. Бадигина описывает заговор и убийство Павла I.
- 2015 — роман В. О. Пелевина «Смотритель» построен на допущении о том, что Павел I инсценировал собственную гибель, чтобы стать первым смотрителем квази-масонского Идиллиума.
- 2018 — Роман С. А. Шаповалова «Император».

### В исторической литературе
Император Павел I является крайне неоднозначной личностью в истории России. Существует много споров у историков насчёт того, был ли император в конце жизни сумасшедшим или нет. Историки XIX века утверждали о безумии императора и о несостоятельности созданной им новой гражданской и военной системы (В. О. Ключевский, Н. К. Шильдер, А. Г. Брикнер). 
Другие более поздние специалисты в изучении истории (А. А. Керсновский, Е. С. Шумигорский, Д. А. Милютин, П. Н. Буцинский, Н. Я. Эйдельман, А. С. Суворина ), наоборот, считали, что правитель обладал острым умом и способностями к управлению страной. Они утверждали, что его реформы были направлены на устранение крупных проблем, возникших в последние годы правления его матери императрицы Екатерины II: расстроенная экономика и сельское хозяйство, пустая государственная казна с огромным долгом и плохо работающие государственные службы.
Хотя причастность старших сыновей к убийству отца историками не была доказана, изучение эпохи правления Павла I на протяжении всего XIX века свыше не поощрялось.
«У нас нет даже краткого, фактического обозрения павловского периода русской истории: анекдот в этом случае оттеснил историю» — сетовал в начале XX века историк Евгений Шумигорский.
«Император Павел Петрович является самым оклеветанным монархом русской истории. Его не оценили современники, не поняло потомство, глядевшее на события глазами современников. В нем видели лишь самодура…» — вторил ему военный историк Антон Керсновский.
По мнению графа Фёдора Ростопчина, пытавшегося написать одну из первых историй правления: Император Павел I «был равен Петру Великому по своим делам, если бы не умер так рано».
Итог правления царя подвёл в 1805 году его современник, очевидец событий, писатель и издатель XVIII века Евдоким Тыртов: 

Престол его был престолом правды.

### В кинематографе

#### В игровом кино
- 1928 — «Патриот» (в роли Павла I Эмиль Яннингс)
- 1934 — «Поручик Киже» (Михаил Яншин)
- 1940 — «Суворов» (Аполлон Ячницкий)
- 1953 — «Корабли штурмуют бастионы» (Павел Павленко)
- 1978 — «Емельян Пугачёв» (Александр Жданов)
- 1983 — «Катарина и её дикие жеребцы[нем.]» (Вернер Сингх)
- 1985 — «Багратион» (Арнис Лицитис)
- 1987 — «Асса» (Дмитрий Долинин)
- 1990 — «Шаги императора» (Александр Филиппенко)
- 1994 — «Графиня Шереметева» (Юрий Веркун)
- 2001 — «Агент национальной безопасности-3» (серия «Падишах») (Дмитрий Карпов)
- 2003 — «Бедный, бедный Павел» (Виктор Сухоруков)
- 2003 — «Золотой век» (Александр Баширов)
- 2005 — «Адъютанты любви» (Авангард Леонтьев)
- 2005 — «Фаворит» (Вадим Сквирский)
- 2007 — «Мальтийский крест» (Николай Лещуков)
- 2015 — «Великая» (Стефан Отто, Иван Шмаков)
- 2016 — «Екатерина. Взлёт» (Павел Табаков)
- 2018 — «Кровавая барыня» (Даниил Коновалов)
- 2019 — «Екатерина Великая» (Джозеф Куинн)
- 2019 — «Екатерина. Самозванцы» (Павел Табаков)
- 2023 — «Екатерина. Фавориты» (Павел Табаков)
- 2025 — «Александр I» (Фёдор Лавров)
- 2025 — «Павел. Первый и последний» (Денис Власенко)

#### В документальном кино
- Павел I Петрович — «Непросвещённый абсолютизм». Документальный фильм из цикла «Русские цари».
- 2013 — документальная драма «Романовы»; в роли Павла I Дмитрий Уросов.

### В театре
- 1999 — императору посвящён балет Бориса Эйфмана «Русский Гамлет».
- 2023 – в Театре им. Вахтангова режиссёр Наталья Ковалёва поставила спектакль «Павел I» по собственной сценической версии, созданной на основе пьес Дмитрия Мережковского «Павел I» и Евгения Симонова «Смерть Павла I». В главной роли – Александр Олешко (получивший за неё премию «Хрустальная Турандот» в номинации «Лучшая мужская роль»). Видеозапись спектакля широко демонстрировалась на большом экране в кинотеатрах России зимой 2025 года.

### В живописном и скульптурном искусстве

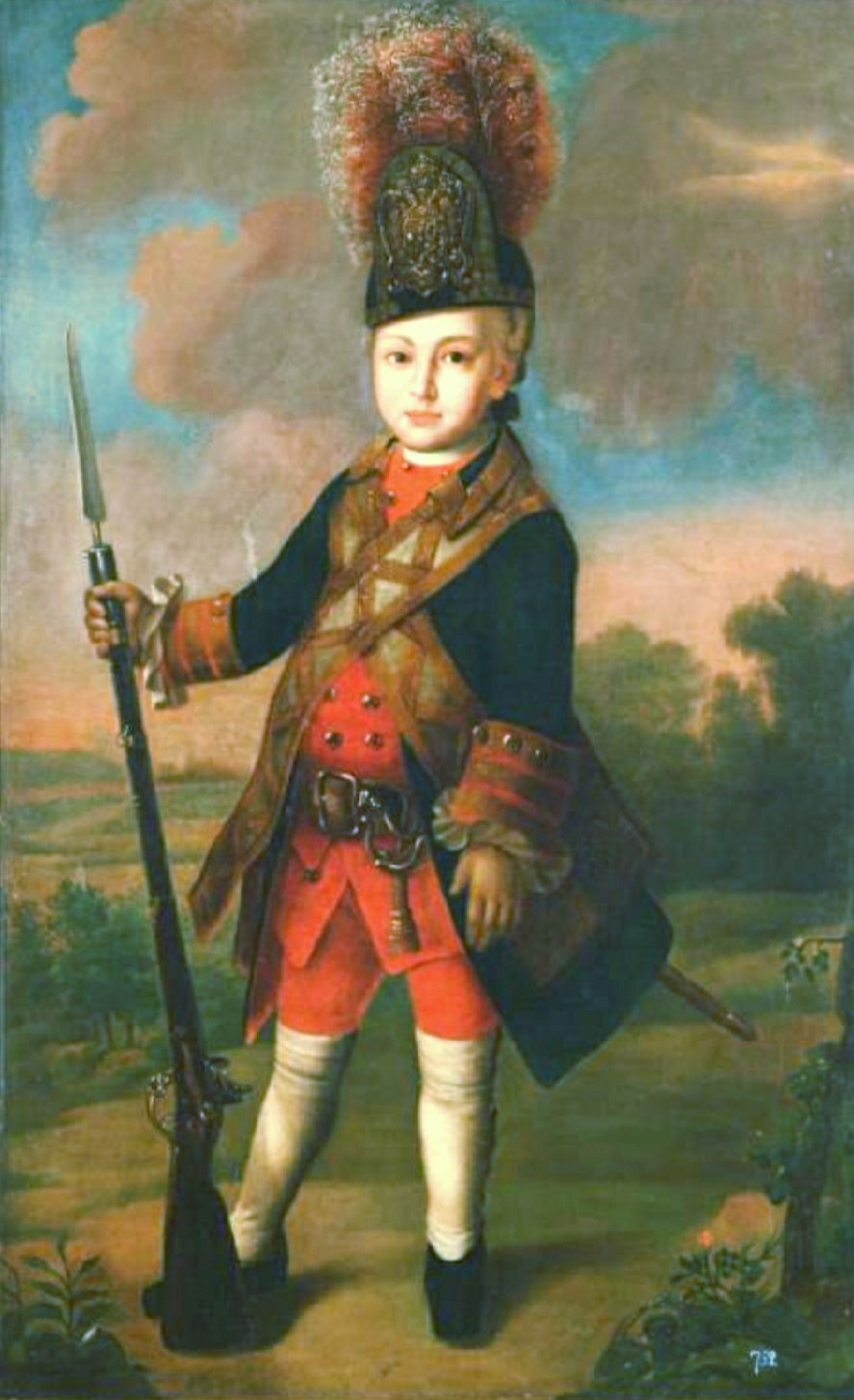
Великий князь Павел в форме сержанта гренадерской роты лейб-гвардии Измайловского полка
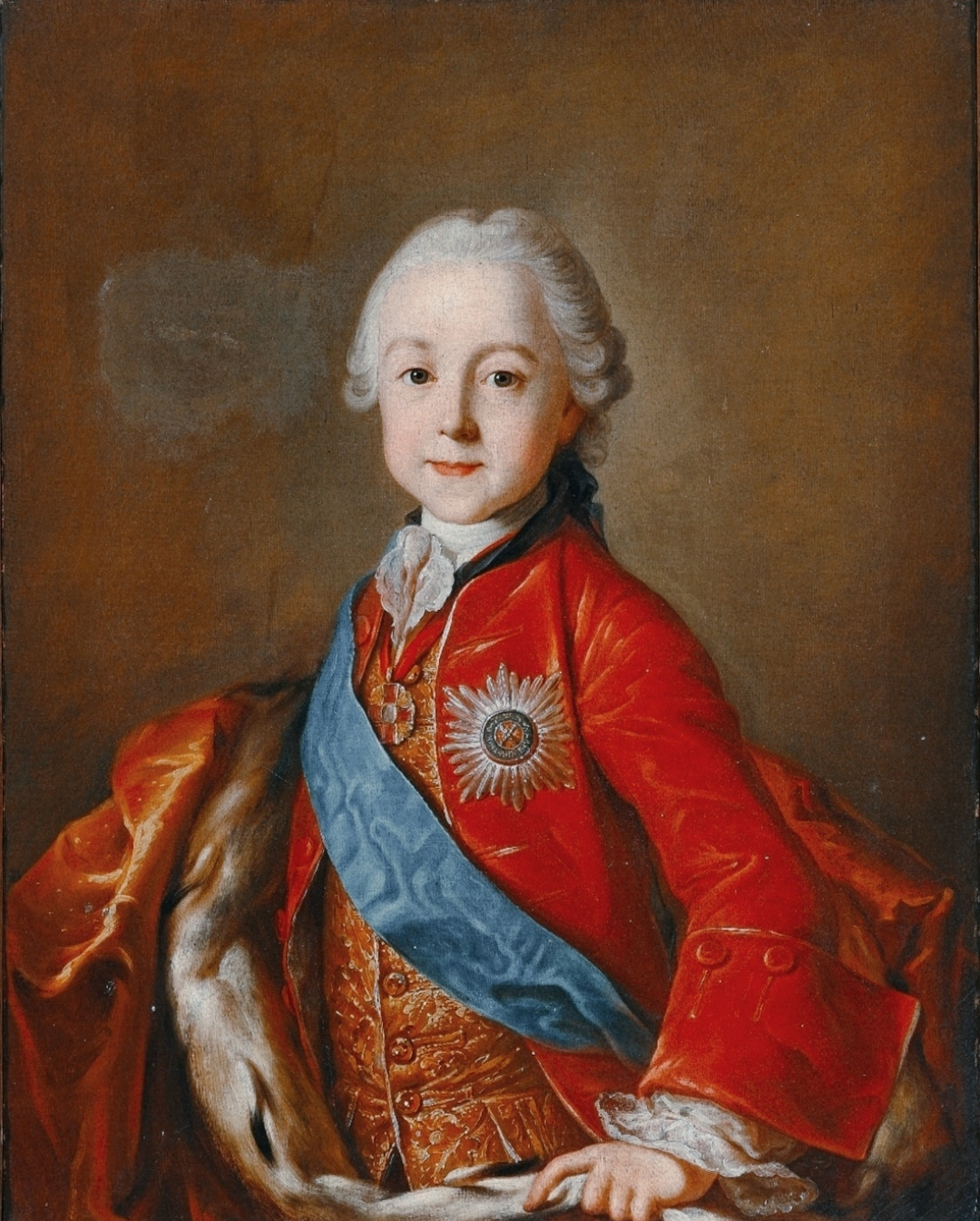
Портрет Павла кисти Пьетро Антонио Ротари в горностаевой коронационной мантии из особняка Салтыковых в Петербурге
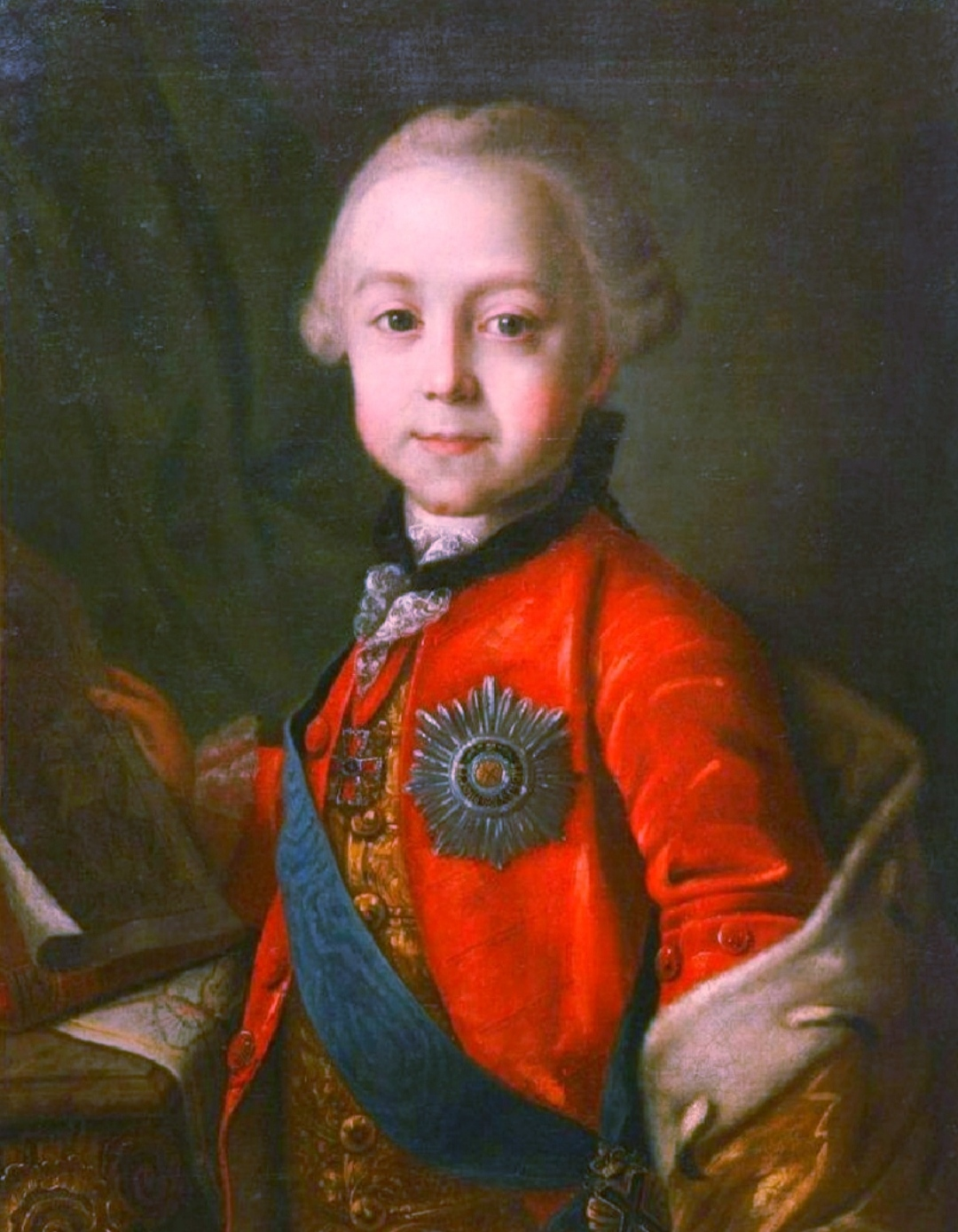
А. П. Антропов «Портрет великого князя Павла Петровича ребенком», 1761 г. Музей-заповедник Ораниенбаум
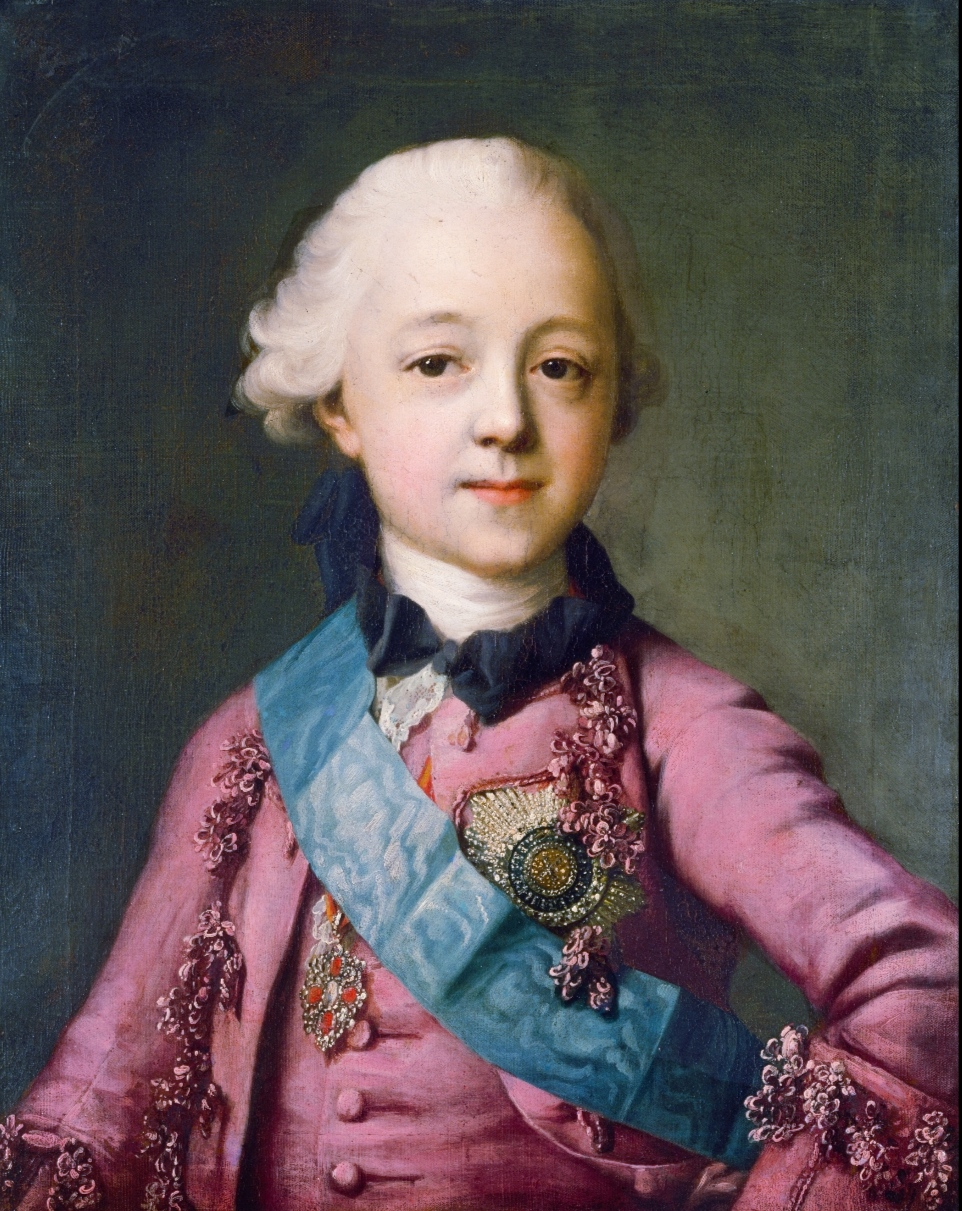
Портрет Павла кисти В. Эриксона, 1764 г. Музей Давида, Копенгаген (Павел был потомком и датского короля Фредерика II)
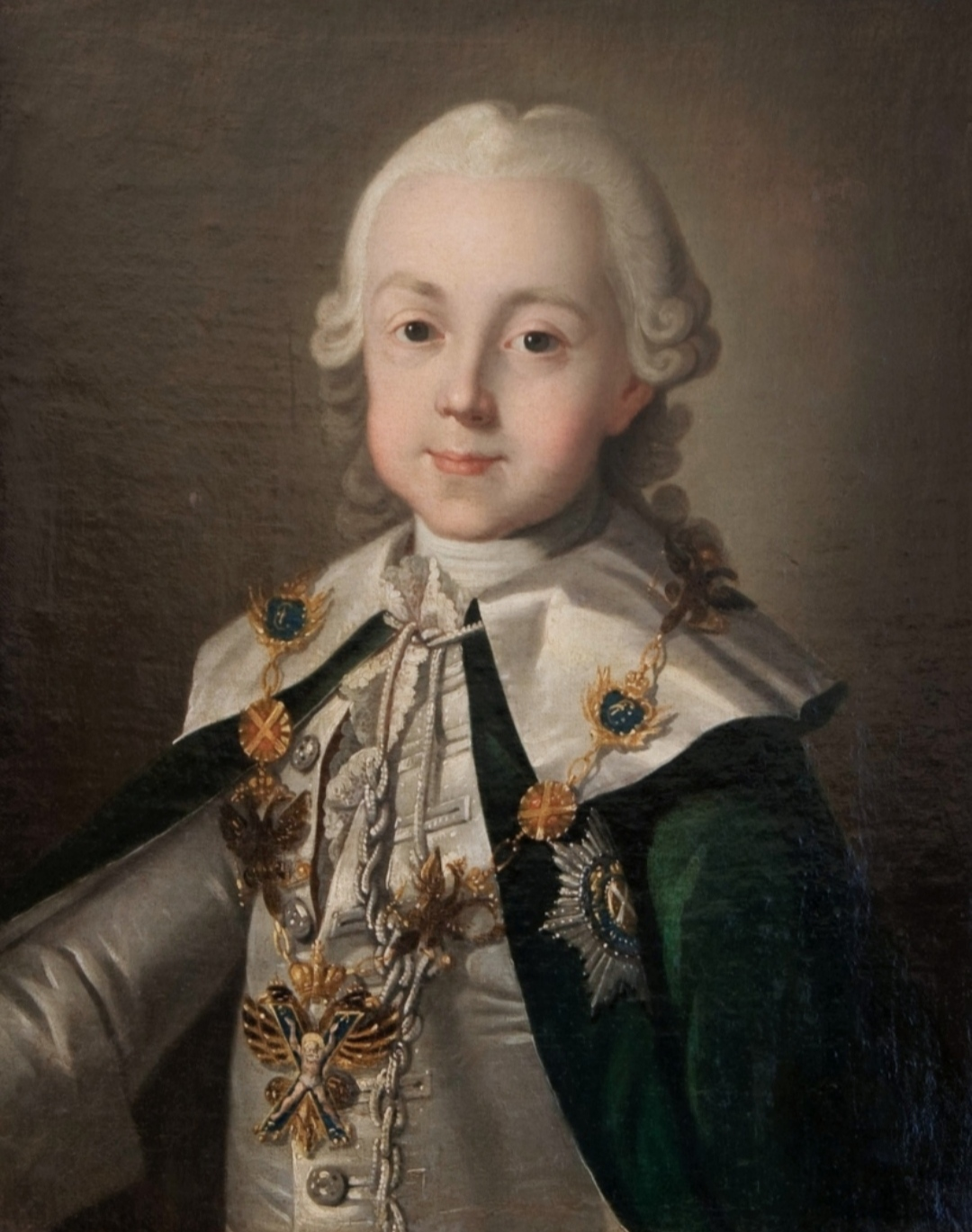
Павел в одеянии кавалера Ордена Святого апостола Андрея Первозванного. К. Л. Кристинек, 1760-е гг. Самарский областной художественный музей
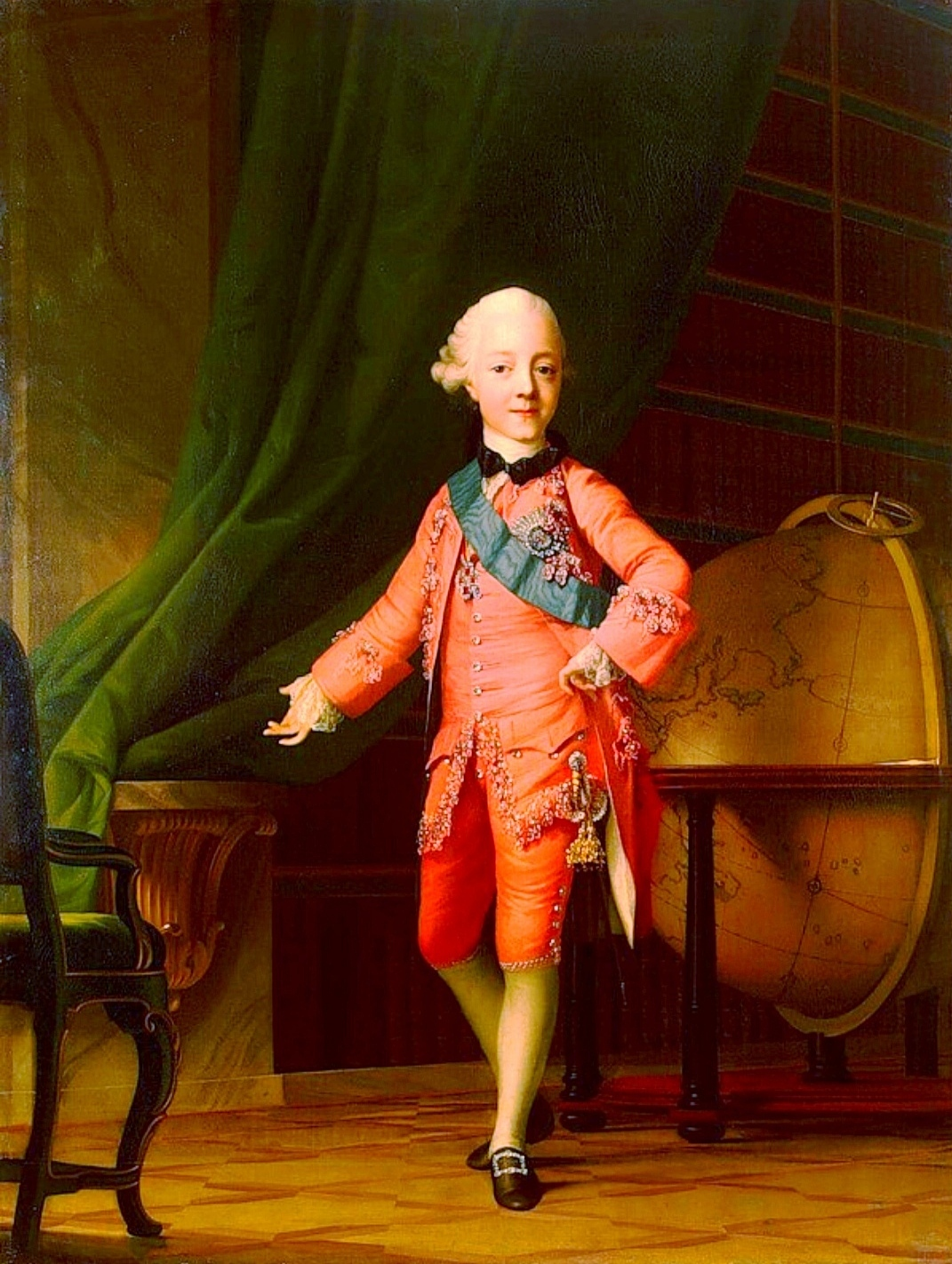
Портрет одиннадцатилетнего Павла в библиотеке кисти В. Эриксена, 1766 г. Государственный Эрмитаж
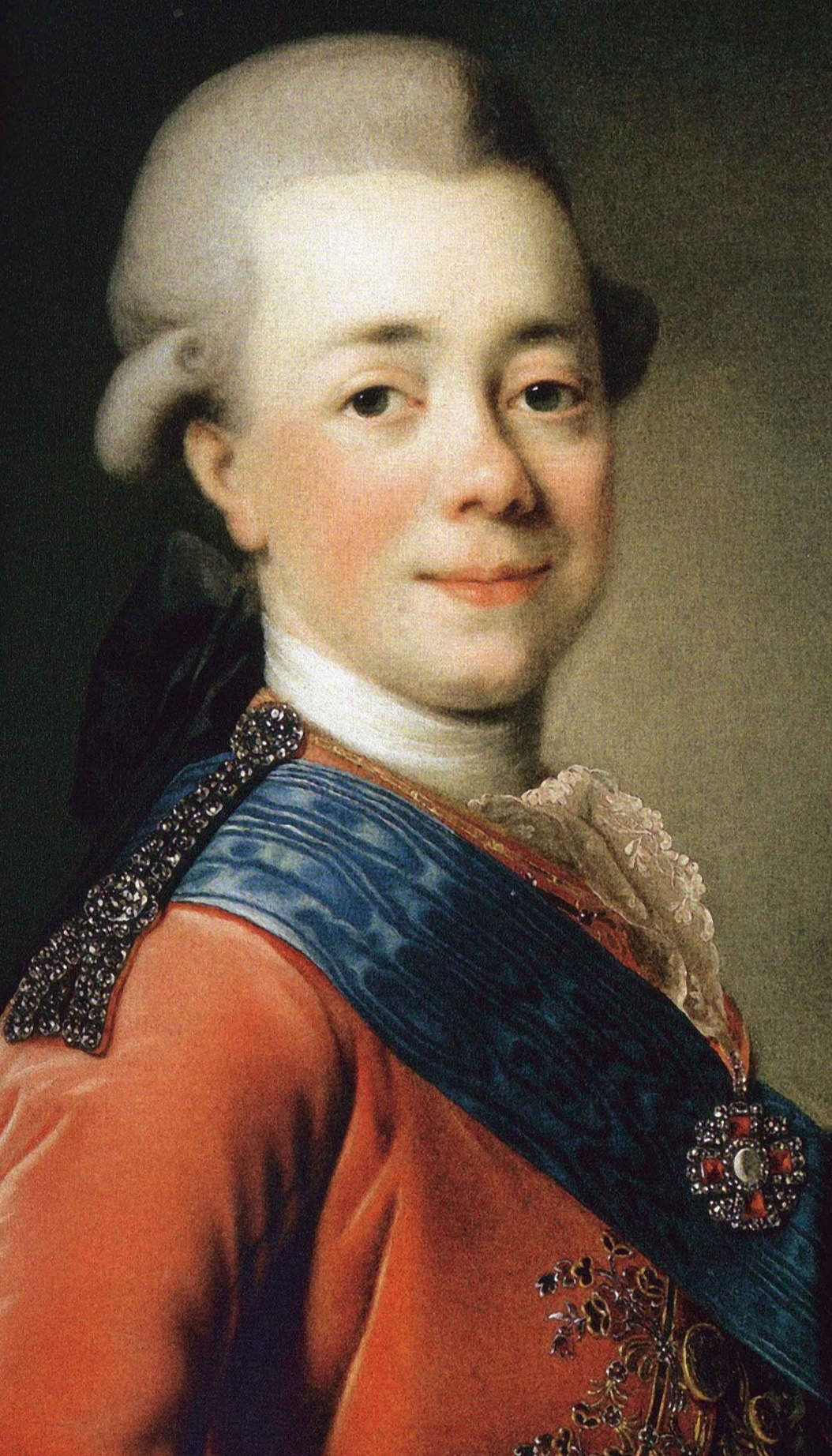
Портрет Великого князя кисти А. Рослина. Государственный Эрмитаж, Санкт-Петербург
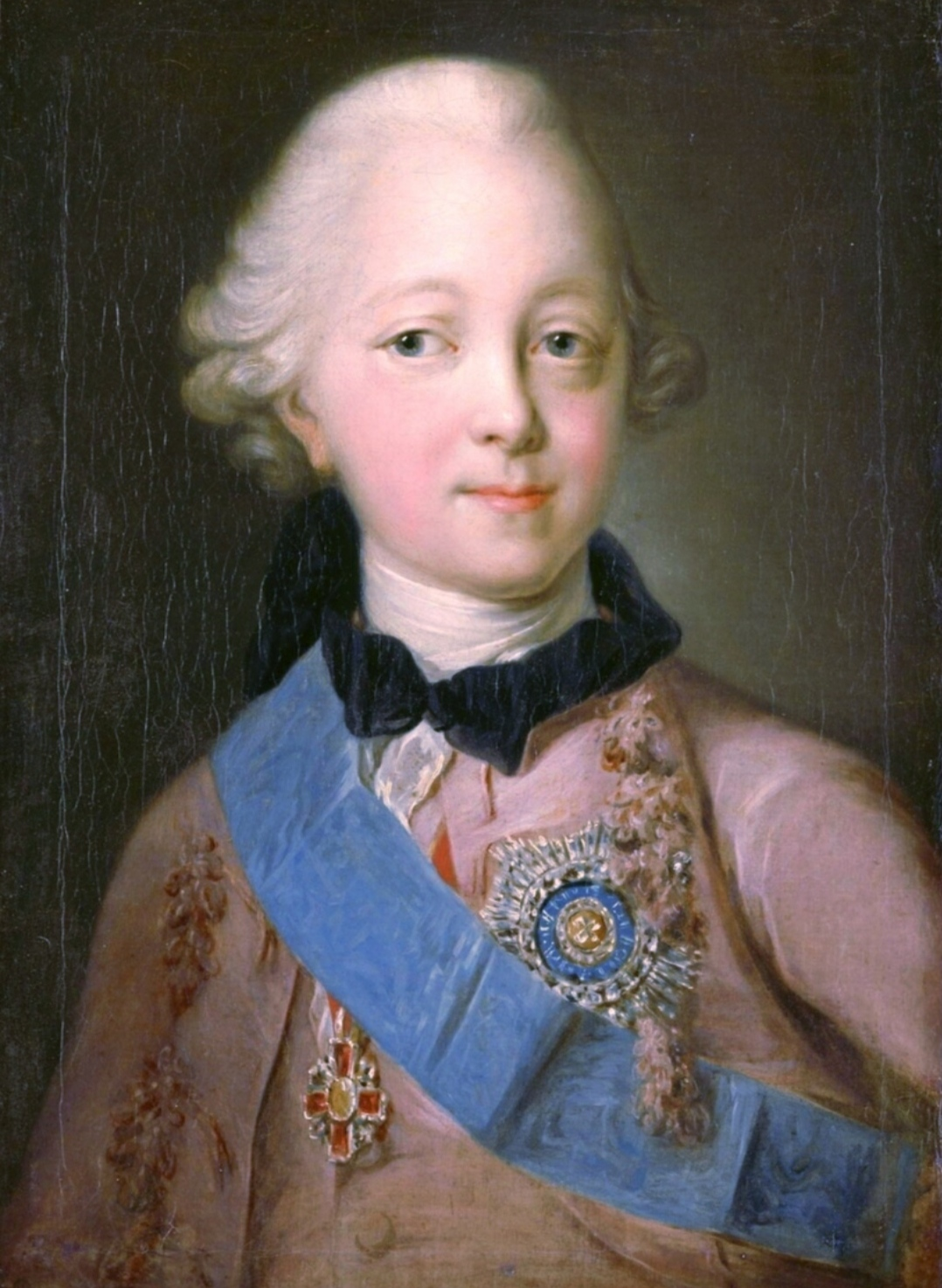
Портрет Павла Петровича в розовом мундире кисти Виргилиуса Эриксона. Лувр. Париж]
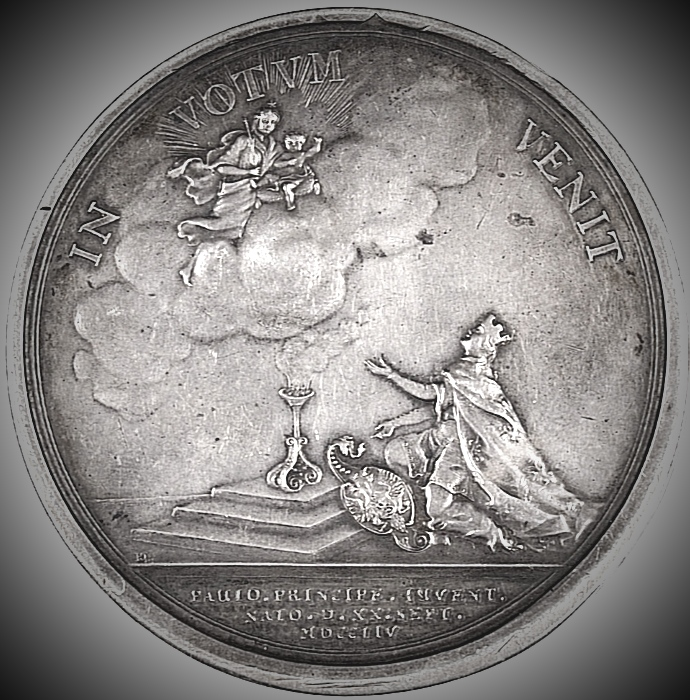
Медаль в честь рождения Павла I, на которой изображена коронованная женщина, символизирующая императорскую Россию и готовая принять от Гения новорождённого цесаревича. Надпись гласит: In votum venit («Вожделенный пришёл»)
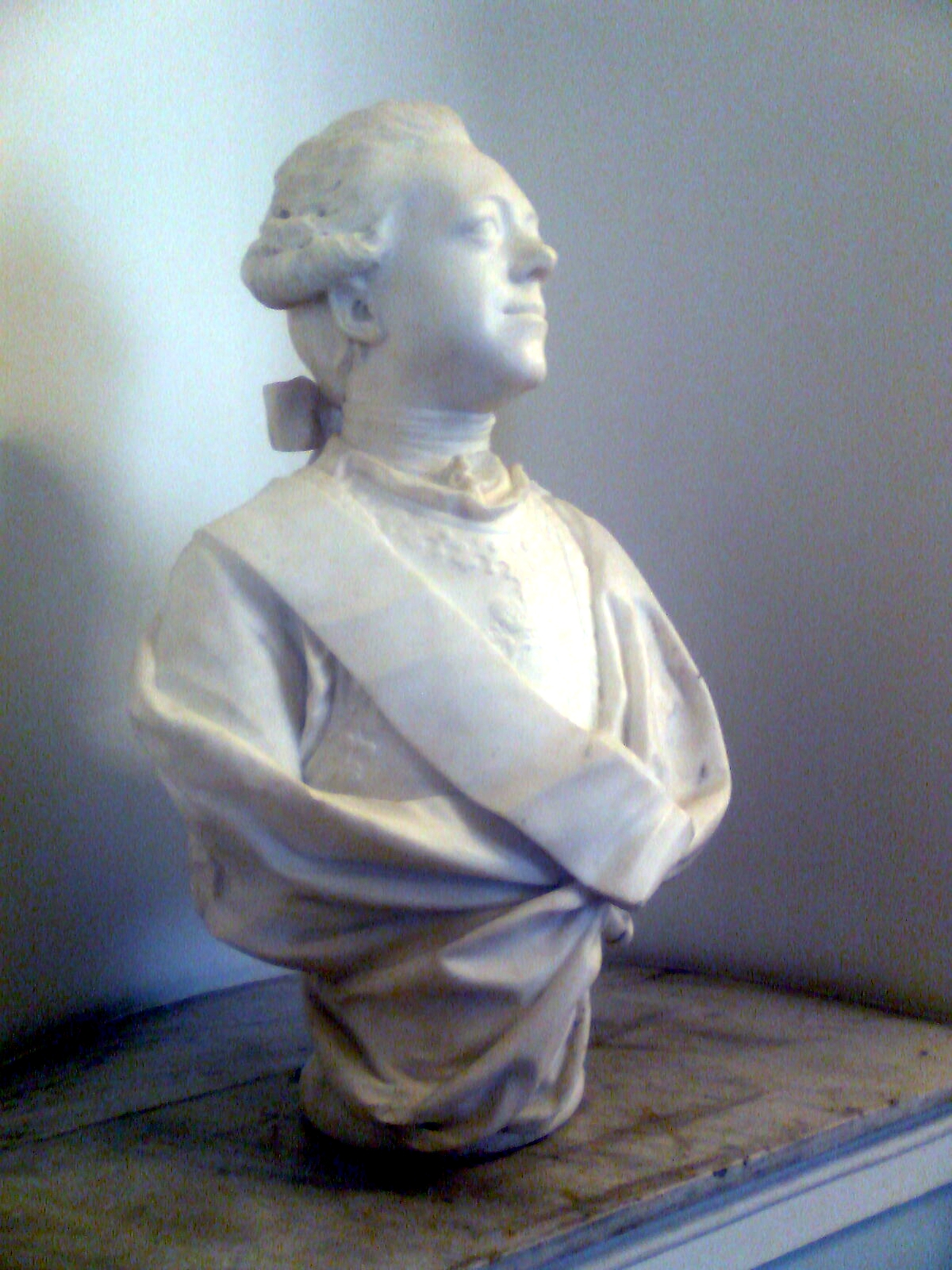
Бюст наследника 1775 года работы Мари-Анн Коло
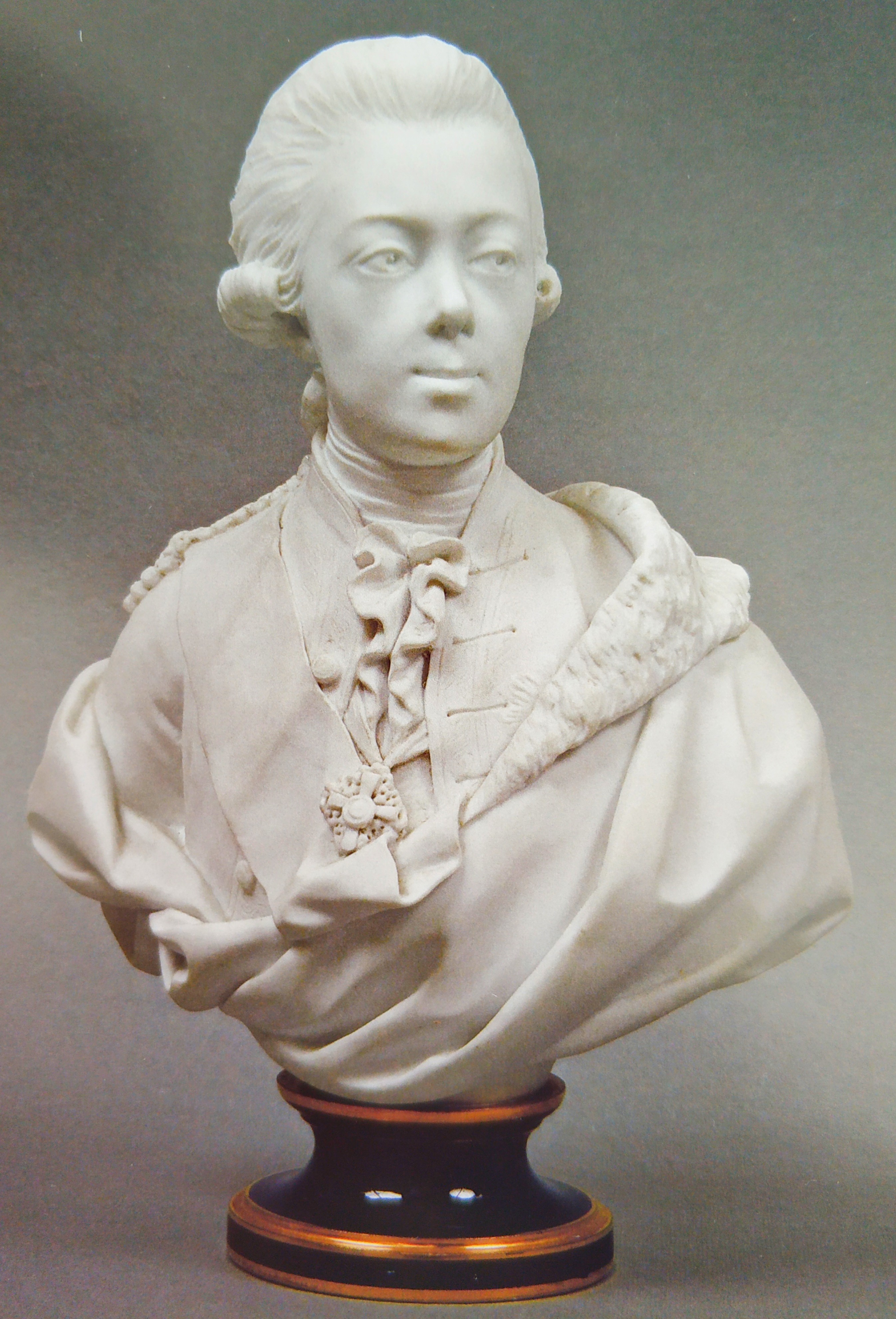
Бюст великого князя Павла Петровича по модели Л.-С.Буазо (1781). Севрская фарфоровая мануфактура , Франция. 1857. Фарфор, бисквит, крытие кобальтом, золочение. 22Х15х9 ГМЗ «Павловск»
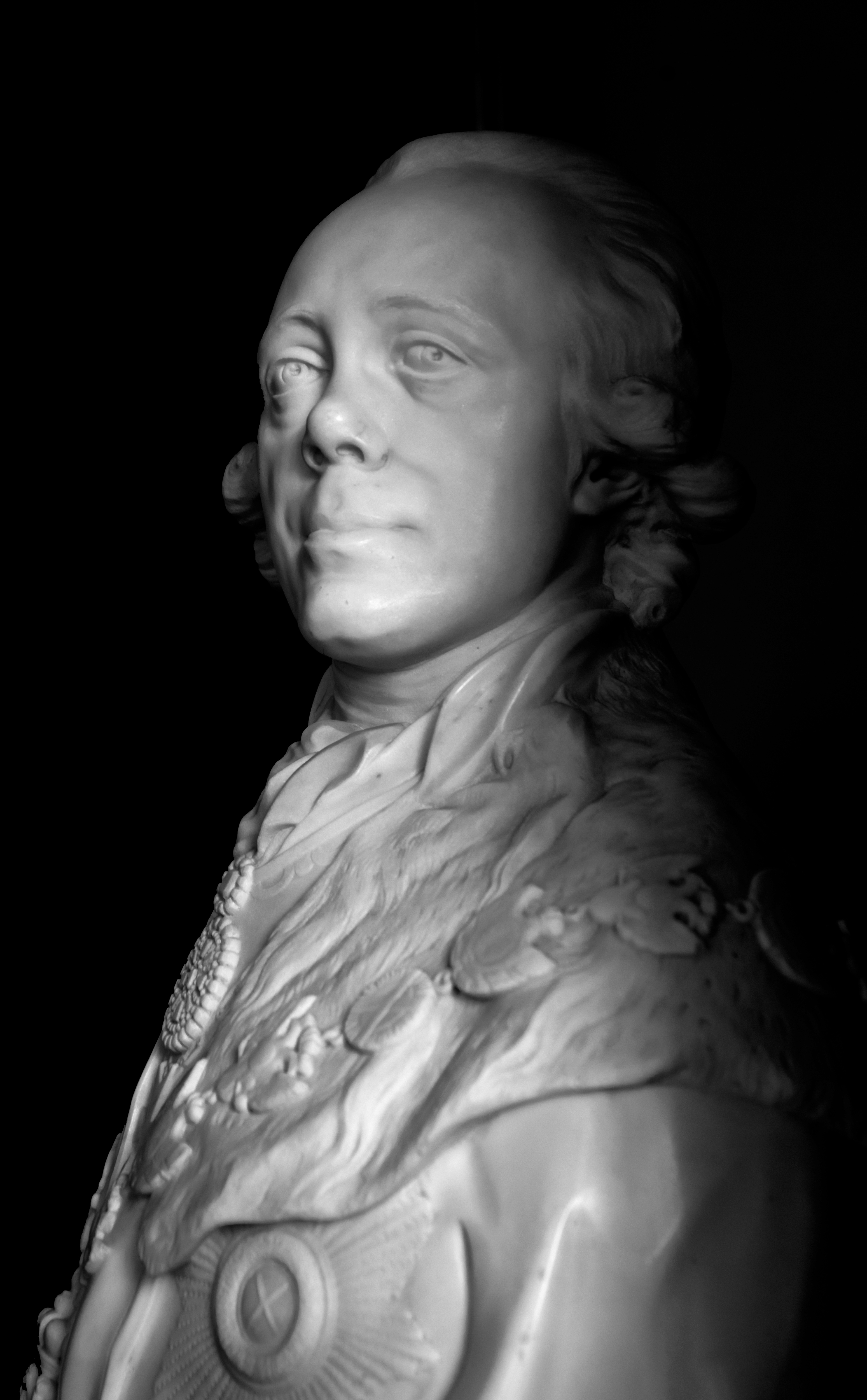
Портрет Павла I. Скульптор Ф. И. Шубин. Мрамор. 1800 год. ГРМ

## Комментарии
1. ↑  На протяжении 25 дней, с 19 ноября (1 декабря) по 13 (25) декабря 1825 года, официально считался Императором и Самодержцем Всероссийским Константином I, хотя по сути он на престол не вступил и не царствовал (см. междуцарствие 1825 года).
2. ↑  Крепостными на тот момент были 33 миллиона человек из 36 миллионов общего населения империи, которое включало незакрепощённые нерусские народы, т.е. крепостными были 93 % населения России
3. ↑  «…Павел при одном взгляде на неё (императрицу Елизавету Петровну) приходил в испуг и трясся всем телом». «Нервы мальчика расстроились до того, что он прятался от страха под стол, когда сильно прихлопнут дверьми»[36]
4. ↑  Посетил Гатчину с частным визитом под именем графа Фалькенштейна в 1780 году
5. ↑  По словам его либретиста и друга драматурга Карло Гальдони.
6. ↑  Существует история о том, что однажды к Павлу I во дворец привели из тюрьмы человека, осужденного за высказывания против императора. Павел I, расспрашивая об обстоятельствах дела, спросил его о шахматах. Затем они сыграли три партии, и император все проиграл. После чего государь приказал отпустить своего противника на свободу со словами: «Такой замечательный шахматист не может быть преступником».
7. ↑  С запрета крепостным жаловаться на господ верховной власти в 1767 и передачи суда над крепостными на волю их помещика в 1765 крепостные были в полной власти господ, то есть были настоящими рабами, история Салтычихи это не казус, а почти норма того времени.
8. ↑  В целом, император считал, что необходимо преобразовать их в министерства и назначать министров — для замены коллективной ответственности личной. По замыслу Павла предполагалось создать семь министерств: финансов, юстиции, коммерции, иностранных дел, военного, морского и государственного казначейства. Эта задуманная им реформа была осуществлена в царствование Александра I.
9. ↑  Александр I спустя пять дней после прихода к власти отменил постановление.
10. ↑  В мемуарах графа Ф. В. Ростопчина отмечается, что император видел в революции угрозу всем монархиям и «особо скорбел о страданиях родни супруги»[300].
11. ↑  Немецкий путешественник отмечает: «Клетчатые будки Павла I — единственное, что спасало меня от падения в снежную мглу»[313].
12. ↑  В континентальной кампании Британия почти не принимала участие; она лишь давала деньги взаймы под проценты воюющим государствам.
13. ↑  Владения Ганноверской династии, занимавшей в то время британский престол.
14. ↑  До Павла в княжеское Российской империи достоинство из нетитулованных дворян был возведён только А. Д. Меншиков.
15. ↑  Поведение военных на постое у простых хозяев генерал Александр Федорович Ланжерон описывал так:
«Он распутствует с его женой, бесчестит его дочь… ест его цыплят, его скотину, отнимает у него деньги и бьет непрестанно. <…> Каждый месяц перед выходом из мест квартирования должны собирать крестьян, опрашивать их о претензиях и отбирать у них подписки. <…> Если крестьяне недовольны, то их поят вином, напаивают их, и они подписывают. Если же, несмотря и на все это, они отказываются подписывать, то им угрожают, и они кончают тем, что умолкают и подписывают»[346].
16. ↑  Одним из осложнений сифилиса является прогрессивный паралич, он представляет собой прогрессирующий менингоэнцефалит, развивающийся постепенно с пиком заболеваемости в 15—20 лет после инфицирования. Имитирует проявления многих психических заболеваний. Начинается с раздражительности, снижения памяти, невозможности сосредоточиться и изменения личности. По мере прогрессирования присоединяются расторможенность, асоциальное поведение и бред. 
Одним из проявлений сифилиса является ввалившийся нос. Нос проваливается, так как является наиболее выступающей частью тела, которая в основном состоит из хрупких хрящевых тканей.
17. ↑  «Государь был средняго роста, лицо имел полное, круглое, голос — толстый, сиповатый»[350].
18. ↑  Газета «The Times» (Великобритания) уже в номере от 25 марта 1801 года подробно описала переворот и убийство Павла I, что вызвало недовольство российских властей[356].
19. ↑  Митрополит Платон (Левшин), бывший законоучителем Павла, поддерживал с ним переписку и защищал от клеветников. После визита Павла в Спасо-Вифанский монастырь в 1797 г. Платон даже просил императора простить тех, кто распространял о нём ложные слухи, что указывает на их взаимное доверие.  
Кроме того, его вторая супруга Мария Фёдоровна называла его «идеальным супругом», а их брак, по словам Павла, был основан на глубокой привязанности.